# San Sebastián
San Sebastián (cooficialmente en euskera: Donostia) es una ciudad y municipio español situado en la costa del mar Cantábrico, en el golfo de Vizcaya, y a 20 km de la frontera con Francia. La ciudad es la capital de la provincia de Guipúzcoa, en la comunidad autónoma del País Vasco. Su población es de 189 093 habitantes (INE 2024) y su área metropolitana alcanza los 436 500 (2010). Es la cabecera de la Eurociudad Vasca Bayona-San Sebastián, una conurbación de más de 620 000 habitantes.
Sus principales actividades económicas son el comercio y el turismo, constituyendo en el pasado uno de los más famosos destinos turísticos de España. Su paisaje, dominado por la bahía de La Concha, así como su desarrollo arquitectónico moderno iniciado en la segunda mitad del siglo XIX, que configuró una ciudad de corte francés y aburguesado, propiciaron el desarrollo de la actividad turística a escala europea. Todo ello, unido a eventos internacionales como el Festival Internacional de Cine de San Sebastián, el Festival de Jazz de San Sebastián, la Quincena Musical o el Festival de Cine de Terror, ha dado proyección exterior a la ciudad, a pesar de sus pequeñas dimensiones. Fue Capital Europea de la Cultura en 2016 junto con Breslavia, Polonia.

## Toponimia
San Sebastián tiene diversas denominaciones:
San SebastiánEs el nombre oficial en español. Su origen se debe a un monasterio consagrado a San Sebastián que se encontraba en la actual ubicación del palacio de Miramar, junto al barrio de El Antiguo. La villa medieval fue fundada por el rey navarro Sancho el Sabio hacia 1180 en las cercanías del monasterio y este estableció en la carta-puebla que la villa se llamara por ello San Sebastián. Como el documento estaba redactado en latín, el nombre que aparece mencionado es el de Sanctus Sebastianus, que evolucionaría en romance hasta dar el nombre de San Sebastián. San Sebastián ha sido el nombre oficial de la ciudad hasta 1980. Es el nombre más conocido internacionalmente y del que derivan las denominaciones de la ciudad en otros idiomas. Así, la denominación habitual en francés es Saint-Sébastien y en inglés Saint Sebastian, sin acento en la a y pronunciado acentuando las sílabas. El nombre en español se suele abreviar con Sn. Sn., S. S. (formas correctas), Sn.Sn., S.S., SnSn o SS (SS era la sigla que aparecía en las Matrículas automovilísticas de España registradas en la provincia de Guipúzcoa hasta que se cambió el sistema en 2000).
DonostiaEs el nombre oficial en euskera. Según la teoría más aceptada, es una forma derivada de la denominación eusquérica antigua del santo patrón, Done (< lat. Domine) Sebastiáne, del mismo modo que surgieron las formas vascas Donibane (San Juan), Doneztebe (Santesteban) o Donejakue (Santiago), y a la forma actual se llegó mediante los siguientes pasos, tal como los explica Koldo Mitxelena, insigne lingüista, hace ya más de medio siglo en su libro Apellidos vascos de 1953: «... el nombre vasco de San Sebastián, cuya evolución aproximada habrá sido Donasa(b)astiai, Donasastia, Donastia, Donostia» (2.ª edición, 1955, p. 96). No hay que olvidar que en euskera se usa Donosti en dos referencias más a ese santo: la ermita de San Sebastián (en euskera: Jaun Donosti) en Orendáin, y otra medio derruida del mismo nombre en Arano. Otra teoría deriva el nombre del latín: Domine (San) Ostium («Ostia», «puerto». O lo que es lo mismo, «señor del puerto», en alusión a Sebastián Mártir). De cualquier modo, ya hay referencias escritas a dicho nombre en euskara en un cantar de fines del siglo XV («juntadu ditu laster / Donostiako irian», «Donostiako murruan / islaren goienean») o en poemas del siglo XVI (de la mano del alavés Juan Pérez de Lazarraga: «Donostiako San Frantziskuan / hagoan gizon soldadua»). Donostia no ha sido una denominación oficial hasta 1980, aunque de ella derive el gentilicio de los habitantes de la ciudad, «donostiarras», tanto en castellano como en euskera.
DonostiEs una variante de Donostia. El artículo determinado singular vasco (caso nominativo) es el sufijo -a, añadido a sustantivos y adjetivos: etxea («la casa»), etxe handia («la casa grande»), aunque varios sustantivos, tanto comunes como propios, poseen una -a final propia, como Araba («Álava»), Frantzia («Francia»), Espainia («España»), Donostia, gauza («cosa»), plaza o enparantza («plaza»), gorila y anaia («hermano de varón»). Una de las características del dialecto guipuzcoano es justamente suprimir esa -a orgánica en algunos casos de la declinación o seguida de determinantes (gauza asko > gauz asko «muchas cosas». Anaia bat > anai bat «un hermano». Ez dago gorilarik > ez dago gorilik «no hay gorilas», Italiako > Italiko «de Italia»). Por ello, es incorrecto eliminarla y emplear, en euskara batua, *Donostiko «de Donostia», *Donostin «en Donostia» o *Donostitik «desde / por Donostia», en vez de, respectivamente, Donostiako, Donostian y Donostiatik. Sin embargo, «Donosti» es una denominación muy habitual, especialmente al hablar en español.
Donostia-San SebastiánFue la denominación oficial entre 1980 y 2012. Debido a su nulo arraigo social y a la confusión que esta denominación compuesta creaba, el pleno del ayuntamiento, a propuesta del gobierno municipal, decidió por unanimidad adoptar la denominación oficial bilingüe, Donostia / San Sebastián, con el fin de oficializar el uso exclusivo de Donostia en las comunicaciones en euskera y San Sebastián para las comunicaciones en español.
La Bella Easo o EasoEs una denominación surgida por la creencia en los siglos pasados de que la antigua ciudad romana de Oiasso o Easo se encontraba en la ubicación de la moderna San Sebastián. El gentilicio «easonense», usado como variante culta de donostiarra, y actualmente en desuso, derivaba de esta creencia. Recientes hallazgos arqueológicos confirman que la antigua Oiasso se encontraba en Irún y no en San Sebastián. Como herencia del nombre Easo, el código IATA del Aeropuerto de San Sebastián es EAS.
Irutxulo o HirutxuloQue significa 'tres agujeros' en euskera, es el nombre que los pescadores daban a San Sebastián, ya que desde el mar la ciudad se veía como tres entradas o huecos: el formado entre el monte Igueldo y la isla de Santa Clara, el que se encuentra entre Santa Clara y el monte Urgull y el situado entre Urgull y el monte Ulía.
SanseEs una forma coloquial y cariñosa que deriva de San Sebastián, muy empleado también por los vecinos de San Sebastián de los Reyes, en la Comunidad de Madrid.

## Símbolos
El escudo de San Sebastián muestra, en campo de azur, sobre ondas de azur y plata, un bergantín de oro, de tres palos, habillado de plata y acompañado de las letras SS, de plata, una en cada cantón. Bordura de plata con la leyenda «Ganadas por fidelidad, nobleza y lealtad», en letras de sable. Al timbre corona real.
La bandera de la ciudad es blanca con un cantón de color azul, en una proporción de tres partes de largo por dos de ancho. Se corresponde con la contraseña de la provincia marítima de San Sebastián.

## Geografía
San Sebastián se asienta a orillas del mar Cantábrico, y tiene varias playas (siendo la más conocida la de La Concha, en la bahía homónima) y un pequeño puerto al abrigo del monte Urgull. Posee además otras montañas, tanto promontorios costeros como tierra adentro, estando su cima más alta, Urdaburu (599 m), en un exclave homónimo, si bien la cima no pertenece al término municipal, dándose la máxima altitud del municipio, de unos 585 m, en la cara sur de la misma montaña, cerca de la cima. Aunque el relieve es accidentado se encuentran algunas zonas llanas de cierta amplitud en los valles y planicies, donde se concentra buena parte del núcleo urbano.

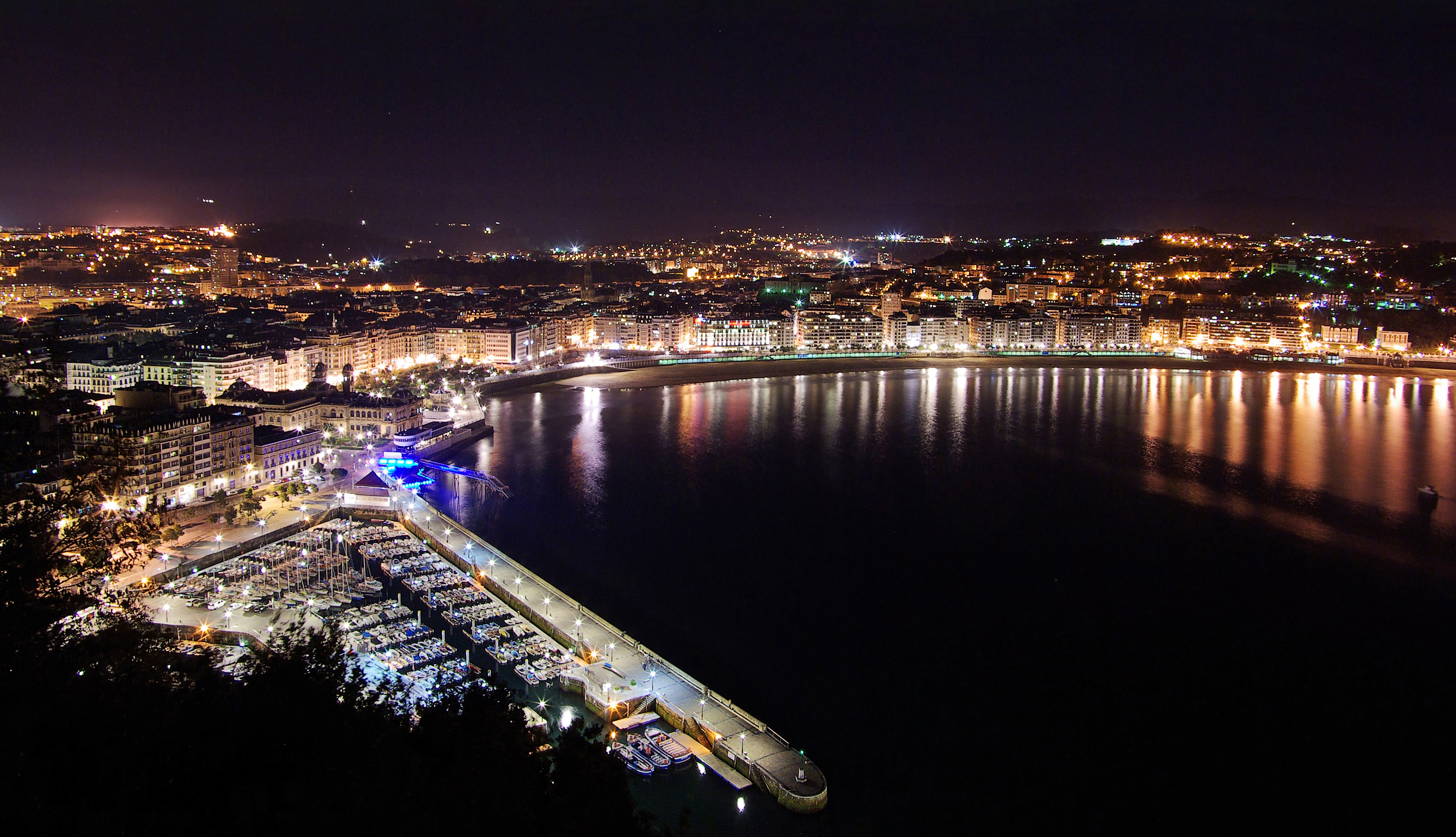
Vista nocturna de San Sebastián desde el monte Urgull

La altitud del municipio oscila entre los 585 m en el exclave de Urdaburu y el nivel del mar, aunque destacan los montes Igueldo (205 m), Kutarru (215 m) y Urgull (127 m) al oeste y al este de la ciudad. La ciudad se alza a 12 m sobre el nivel del mar.
El río Urumea, procedente de Hernani, atraviesa la ciudad y desemboca en el mar Cantábrico entre el monte Urgull y la playa de Zurriola.
| Noroeste: mar Cantábrico         | Norte: mar Cantábrico | Nordeste: Pasajes    |
| Oeste: Orio y Usúrbil            |                       | Este: Rentería       |
| Suroeste: Usúrbil y Lasarte-Oria | Sur: Hernani          | Sureste: Astigarraga |

### Playas

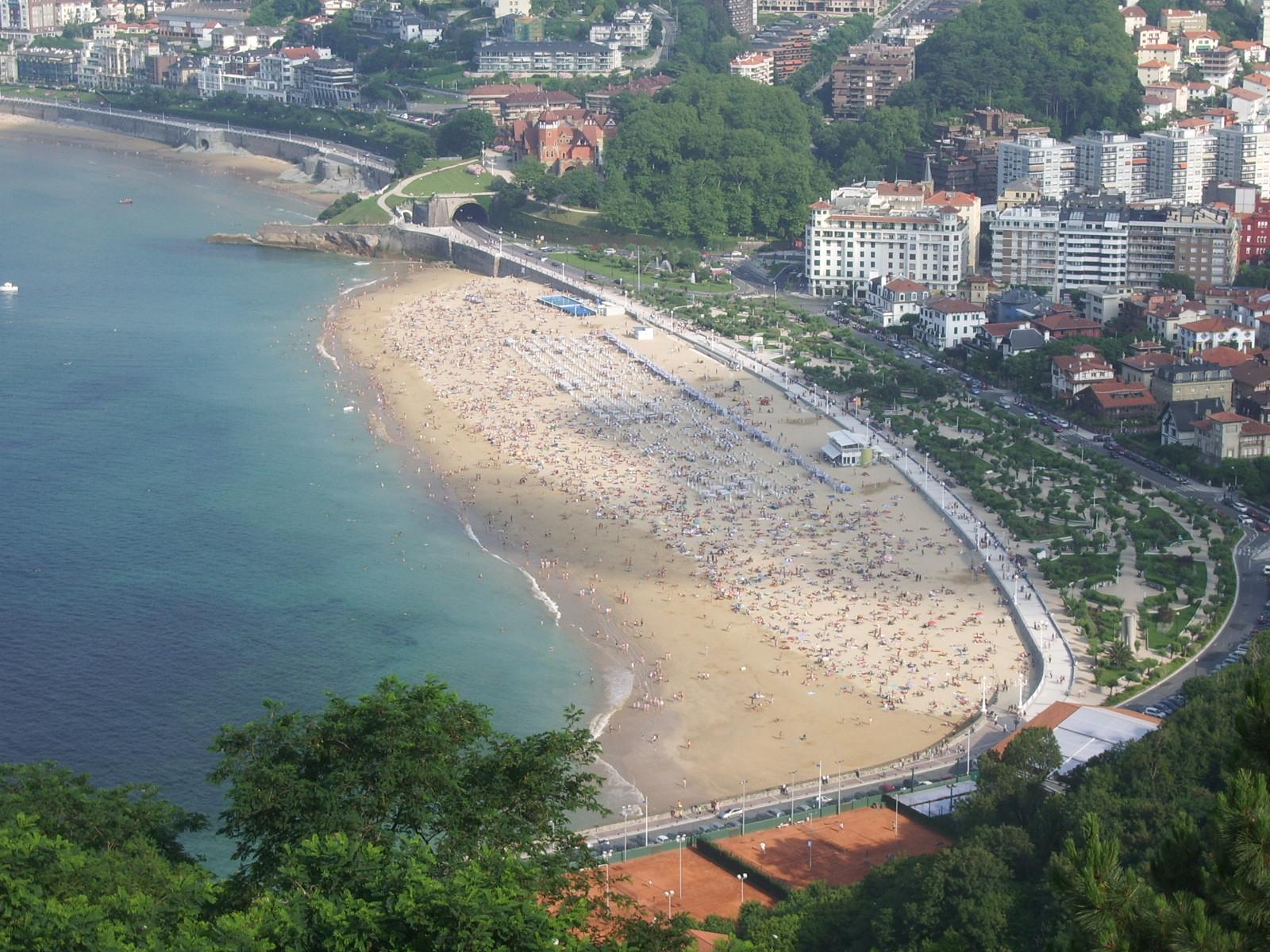
La playa de Ondarreta vista desde el monte Igueldo

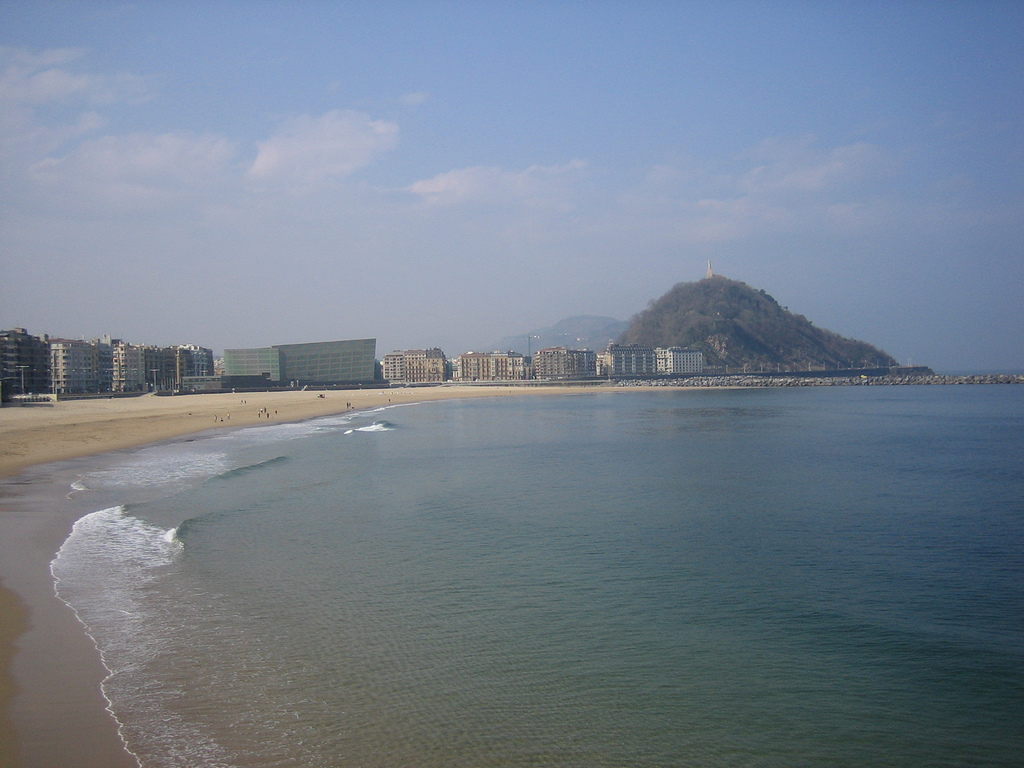
Vista de la playa de la Zurriola desde Sagüés, con el Kursaal al fondo

La ciudad tiene un total de cinco playas, tres de ellas urbanas: Ondarreta, La Concha y la Zurriola, las dos primeras situadas en la bahía de La Concha y la tercera al otro lado del río Urumea. Las tres están englobadas en un mismo Sistema de Gestión Medioambiental, que trata de garantizar un uso sostenible de las mismas.
- La playa de La Concha es una de las playas urbanas más famosas de España. Tiene una longitud de 1350 m y una anchura media de 40 m. Al igual que las otras dos playas, su arena es fina. Cuenta con 38 duchas exteriores, alquiler de toldos y sillas de playa, y servicios de duchas y vestuarios. En la playa se encuentran el balneario de La Perla, la antigua Casa Real de Baños y el Real Club Náutico, edificios que, junto con la famosa barandilla, las elegantes farolas, dos grandes relojes de principios de siglo y el palacio de Miramar, que la cierra por el oeste, configuran una playa elegante y singular.[15]
- La playa de La Zurriola, con una longitud de 800 m, es la más abierta al mar y con oleaje más fuerte, de forma que se ha convertido en la más frecuentada por los jóvenes y los surfistas. En 1994 se llevó a cabo una remodelación de la playa, hasta entonces prácticamente inutilizable, con la construcción de un espigón que redujo el peligro de las aguas y con la mejora general de la calidad de la arena y del agua. Está permitida la práctica del nudismo en esa playa desde 2004.[16]
- La playa de Ondarreta está situada entre el palacio de Miramar y el monte Igueldo. Es la más pequeña de las tres playas. De aire algo más informal que La Concha, se trata de una playa de corte menos urbano. En el paseo que la bordea hay unos jardines en los que encuentra una estatua en honor a la regente María Cristina. Tiene una longitud de 600 m.[17]

Además de estas tres playas, también son utilizables la pequeña playa que se forma en la isla de Santa Clara, a la que se puede acceder en barco en los meses de verano, o a nado, pues se halla a escasos 500 m de Ondarreta en marea baja. En Donostia también encontramos la playa de Agiti en las faldas de Igueldo. Es una playa guijarrosa de 900 m, sin vigilancia y parcialmente nudista a la que se accede desde el camino de Agiti, que parte desde el camping de Igueldo. Es muy conocida en el mundo del surf por las grandes olas.

### Clima

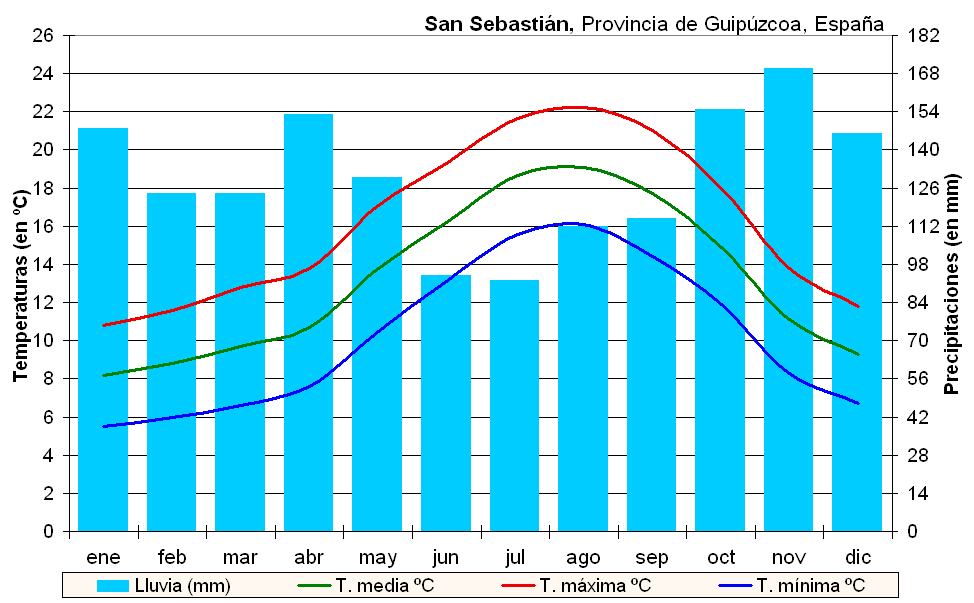
Climograma de San Sebastián

San Sebastián tiene un clima oceánico (Köppen, Cfb) y es una de las ciudades más lluviosas de España, con una media anual de unos 1566 mm. Las lluvias son abundantes en todas las estaciones del año, especialmente en otoño, habiendo un mínimo en verano poco destacable. En 2007, San Sebastián fue la ciudad con más lluvia de España, con 1536,1 mm, según se desprende de los datos de los que dispone el Instituto Nacional de Estadística, recogidos en su anuario estadístico. Las precipitaciones en forma de nieve son escasas (entre 1 y 3 días al año, aunque hay inviernos como el 2004-05 y en el 2009-10 en los que el número de días fue superior a 10). A su vez, el número de heladas suele variar entre 5 y 10 anuales. A finales de septiembre y principios de octubre suelen darse «mareas vivas», pleamares más altas y bajamares más bajas de lo normal.
Las temperaturas son suaves y templadas (con una media de 13,8 °C), aunque en verano e invierno la gran humedad (en torno a un 70-80 % la mayor parte de los días del año) provoca sensaciones térmicas de mayor calor/frío. Los días en los que sopla el viento del sur (que provoca el efecto foehn) eleva las temperaturas hasta los 20 °C en pleno invierno y hasta los casi 40 °C en verano: la humedad desciende considerablemente (aunque esta situación de altas temperaturas en verano suele durar unos pocos días o incluso unas horas, al interrumpirse con un giro de viento a componente noroeste, el cual proviene del mar Cantábrico; este fenómeno es la galerna y viene acompañado de un brusco descenso de las temperaturas y en ocasiones de nubes, tormentas o incluso niebla marina). El día 18 de junio de 2022 se alcanzó la temperatura más alta registrada en la ciudad desde que se tienen registros, con varios observatorios superando o acercándose a los valores de 40 °C, entre ellos las EMA del monte Igueldo, con 39,7 °C, y San Sebastián aeropuerto, donde se llegaron a marcar los 43,3 °C de temperatura máxima. Este fenómeno estuvo asociado con una sucesión de vientos de componente sursureste, a lo que rápidamente sucedió una situación de galerna, que supuso un descenso en las temperaturas cercano a los 20 °C en cuestión de horas.
En situación de invasión de aire frío procedente de Europa (vientos del noreste), San Sebastián es una de las primeras ciudades en notar el frío y suele ser una de las capitales costeras españolas más afectadas, dada su proximidad a Francia. Esto se debe a que los vientos no tienen recorrido marítimo y por lo tanto se templan menos que en otras ciudades, por lo que no es raro ver la playa de la Concha cubierta de nieve. Las temperaturas extremas registradas en el observatorio meteorológico de San Sebastián van desde -12,1 °C hasta 39,7 °C.
| Parámetros climáticos promedio de Observatorio de San Sebastián (Igueldo) (250 m s. n. m.) (Periodo de referencia: 1991-2020, extremas: 1928-presente) | Parámetros climáticos promedio de Observatorio de San Sebastián (Igueldo) (250 m s. n. m.) (Periodo de referencia: 1991-2020, extremas: 1928-presente) | Parámetros climáticos promedio de Observatorio de San Sebastián (Igueldo) (250 m s. n. m.) (Periodo de referencia: 1991-2020, extremas: 1928-presente) | Parámetros climáticos promedio de Observatorio de San Sebastián (Igueldo) (250 m s. n. m.) (Periodo de referencia: 1991-2020, extremas: 1928-presente) | Parámetros climáticos promedio de Observatorio de San Sebastián (Igueldo) (250 m s. n. m.) (Periodo de referencia: 1991-2020, extremas: 1928-presente) | Parámetros climáticos promedio de Observatorio de San Sebastián (Igueldo) (250 m s. n. m.) (Periodo de referencia: 1991-2020, extremas: 1928-presente) | Parámetros climáticos promedio de Observatorio de San Sebastián (Igueldo) (250 m s. n. m.) (Periodo de referencia: 1991-2020, extremas: 1928-presente) | Parámetros climáticos promedio de Observatorio de San Sebastián (Igueldo) (250 m s. n. m.) (Periodo de referencia: 1991-2020, extremas: 1928-presente) | Parámetros climáticos promedio de Observatorio de San Sebastián (Igueldo) (250 m s. n. m.) (Periodo de referencia: 1991-2020, extremas: 1928-presente) | Parámetros climáticos promedio de Observatorio de San Sebastián (Igueldo) (250 m s. n. m.) (Periodo de referencia: 1991-2020, extremas: 1928-presente) | Parámetros climáticos promedio de Observatorio de San Sebastián (Igueldo) (250 m s. n. m.) (Periodo de referencia: 1991-2020, extremas: 1928-presente) | Parámetros climáticos promedio de Observatorio de San Sebastián (Igueldo) (250 m s. n. m.) (Periodo de referencia: 1991-2020, extremas: 1928-presente) | Parámetros climáticos promedio de Observatorio de San Sebastián (Igueldo) (250 m s. n. m.) (Periodo de referencia: 1991-2020, extremas: 1928-presente) | Parámetros climáticos promedio de Observatorio de San Sebastián (Igueldo) (250 m s. n. m.) (Periodo de referencia: 1991-2020, extremas: 1928-presente) |
| Mes | Ene. | Feb. | Mar. | Abr. | May. | Jun. | Jul. | Ago. | Sep. | Oct. | Nov. | Dic. | Anual |
| --- | --- | --- | --- | --- | --- | --- | --- | --- | --- | --- | --- | --- | --- |
| Temp. máx. abs. (°C) | 22.6 | 25.6 | 28.0 | 30.5 | 33.2 | 39.7 | 39.0 | 38.6 | 36.3 | 31.7 | 25.6 | 22.0 | 39.7 |
| Temp. máx. media (°C) | 11.2 | 11.6 | 13.7 | 15.1 | 18.0 | 20.3 | 22.0 | 22.9 | 21.2 | 18.6 | 14.1 | 12.0 | 16.7 |
| Temp. media (°C) | 8.6 | 8.8 | 10.6 | 11.9 | 14.7 | 17.2 | 19.1 | 19.9 | 18.0 | 15.6 | 11.5 | 9.4 | 13.8 |
| Temp. mín. media (°C) | 6.1 | 5.8 | 7.5 | 8.7 | 11.3 | 14.1 | 16.2 | 16.8 | 14.8 | 12.5 | 8.8 | 6.9 | 10.8 |
| Temp. mín. abs. (°C) | -10.0 | -12.1 | -5.5 | -0.4 | 1.6 | 6.1 | 9.4 | 9.4 | 4.8 | 0.8 | -3.4 | -8.4 | -12.1 |
| Precipitación total (mm) | 151 | 124 | 119 | 126 | 122 | 96 | 92 | 109 | 117 | 155 | 202 | 153 | 1566 |
| Días de precipitaciones (≥ 1 mm) | 13.6 | 11.9 | 11.9 | 13.2 | 12.1 | 10.8 | 10.4 | 10.0 | 10.6 | 11.5 | 14.0 | 13.0 | 143.1 |
| Días de nevadas (≥ 0.01 mm) | 0.8 | 1.6 | 0.3 | 0.0 | 0.0 | 0.0 | 0.0 | 0.0 | 0.0 | 0.0 | 0.1 | 0.5 | 3.4 |
| Horas de sol | 96 | 113 | 152 | 165 | 192 | 195 | 205 | 202 | 186 | 146 | 102 | 93 | 1863 |
| Humedad relativa (%) | 76 | 74 | 74 | 76 | 79 | 82 | 83 | 82 | 79 | 76 | 77 | 75 | 78 |
| Fuente: Agencia Estatal de Meteorología | | | | | | | | | | | | | |

## Historia

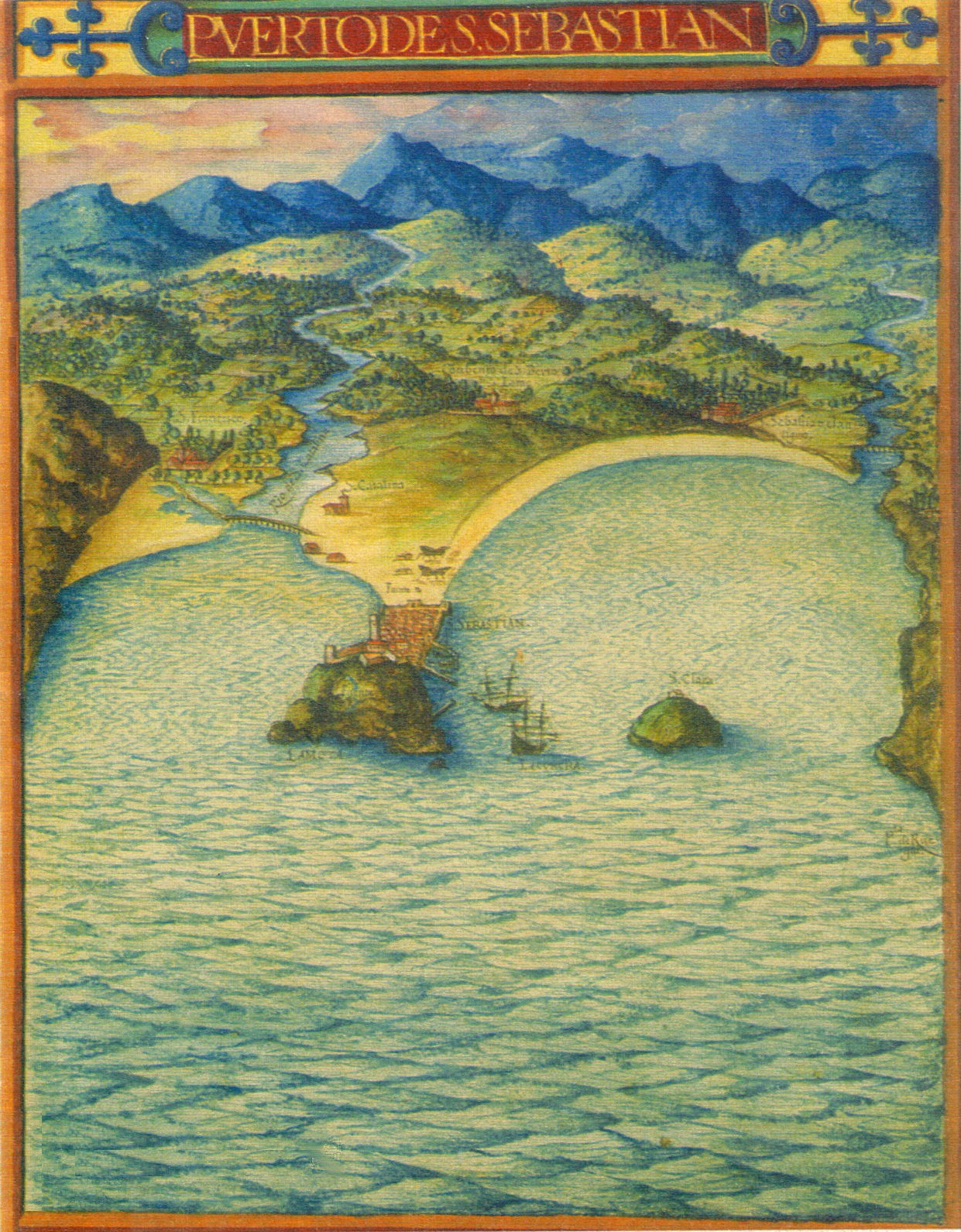
Puerto de San Sebastián, dibujo topográfico de Pedro Texeira para su incompleta Descripción de España y de las costas y puertos de sus reynos, manuscrito dedicado a Felipe IV en 1634

Consta la existencia de asentamientos romanos (de alrededor de los años 50-200 d. C.) en la actual Parte Vieja de la ciudad, según excavaciones realizadas en el convento de Santa Teresa, en las faldas del monte Urgull. En el mismo lugar se han constatado restos ya desde el siglo X, anteriores, por tanto, a la fundación de la villa y a las primeras menciones escritas.

### Fundación
Si bien se desconoce de manera exacta su fundación, el primer dato lo aporta un documento del año 1014 de Sancho el Mayor de Navarra, según el cual el monasterio de San Sebastián se pone en manos del abad de Leyre y obispo de Pamplona. Dicho documento será confirmado, en 1101, por el rey Pedro Ramírez (Pedro I de Aragón, rey de Navarra y Aragón). Las primeras noticias escritas de San Sebastián hacen referencia a un monasterio, situado en el barrio que aún hoy se denomina San Sebastián El Antiguo. A aquel lugar se lo conoció primitivamente, según algunos historiadores, como Izurum. El término español San Sebastián y la palabra vasca Donostia hacen referencia etimológicamente a dicho santo; en el caso del euskera, de la evolución de la palabra Donesebastian, de Done (del latín, Domine) + Sebastián.
En los siglos XI y XII, el monasterio de San Sebastián El Antiguo, al mismo tiempo que centro espiritual, lo era de la naciente vida social y administrativa de la población de esta zona, que, con el tiempo, de no ser por diversos avatares que tendrán lugar posteriormente, habría cristalizado en un municipio.
San Sebastián fue fundada hacia 1180 por Sancho el Sabio, rey de Navarra, para ser puerto marítimo de Navarra, e inicialmente cumplió su misión como tal. Guipúzcoa, a partir del año 1200, fue conquistada y anexionada a la Corona de Castilla por el rey Alfonso VIII, enemigo de Sancho el Fuerte. Tradicionalmente, se ha tendido a creer que ese cambio de un reino a otro se dio a través de una negociación o pacto. Sin embargo, a tenor de la relectura de fuentes históricas conocidas, se sabe que San Sebastián pasó a Castilla mediante conquista militar. En cualquier caso, los comerciantes de San Sebastián se acostumbraron rápidamente al cambio, puesto que pasó de ser el puerto de un pequeño Estado sin posibilidades de expansión territorial (Navarra), a servir de salida al mar de una monarquía, la castellana, mucho mayor, más rica y en plena expansión.

### Edad Media

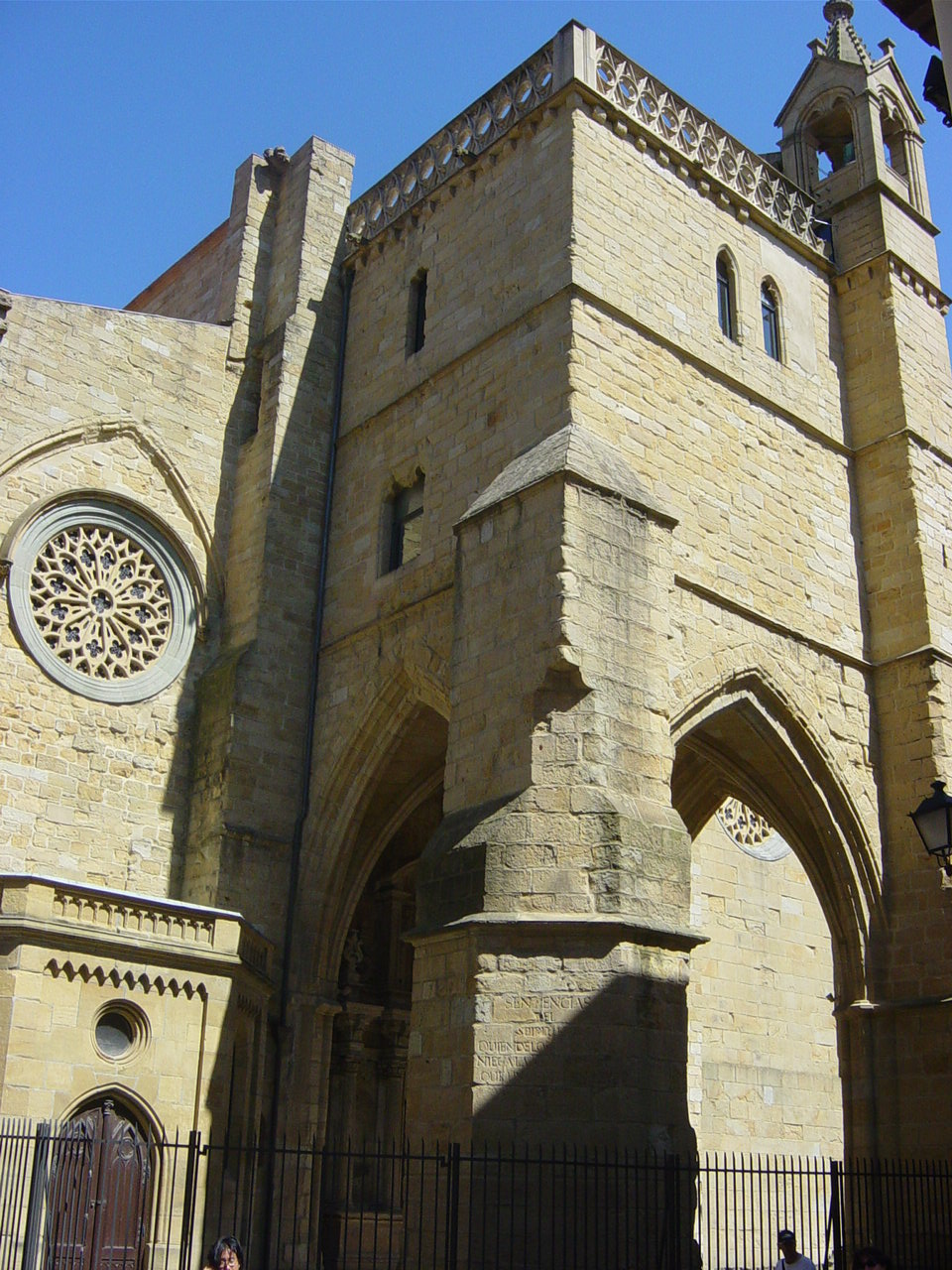
Iglesia de San Vicente, en la Parte Vieja. La primera se construyó en el. La actual es del

Los reyes de Castilla contaron en 1248 por primera vez con fuerzas navales de San Sebastián, que colaboraron a inutilizar la escuadra de los moros y el puente de Triana, cuyo resultado fue la rendición de la ciudad de Sevilla.
Alfonso VIII juró los fueros e inició la larga serie de privilegios otorgados a San Sebastián, tendentes unos a mantener vivo el tráfico navarro y otros a conservar una situación privilegiada de los comerciantes donostiarras en el mercado español. Esta prosperidad es la que la hizo resurgir de los múltiples incendios que padeció a partir de 1266, llegando a arder por completo seis veces en dos siglos y cuarto.
La guerra de los Cien Años, las guerras de bandos y la evolución de Navarra en dirección francesa por motivos dinásticos trajeron para San Sebastián, en la segunda mitad del siglo XIV, una consecuencia grave: el desplazamiento de las principales líneas de tráfico hacia Bilbao, sustituyendo a San Sebastián como centro de gravedad del tráfico comercial. En enero de 1489, un incendio redujo a cenizas la villa. Este desgraciado acontecimiento tuvo como medida la construcción en piedra de la villa. Este incendio sería el último de la época medieval de San Sebastián.
A partir del último cuarto del siglo XV, San Sebastián pasó de ser un emporio mercantil, gracias su situación estratégica, a ser plaza militar, y su puerto principal, Pasajes, de ser esencialmente comercial a cumplir las funciones de base naval.

### Plaza militar: siglosXV-XIX

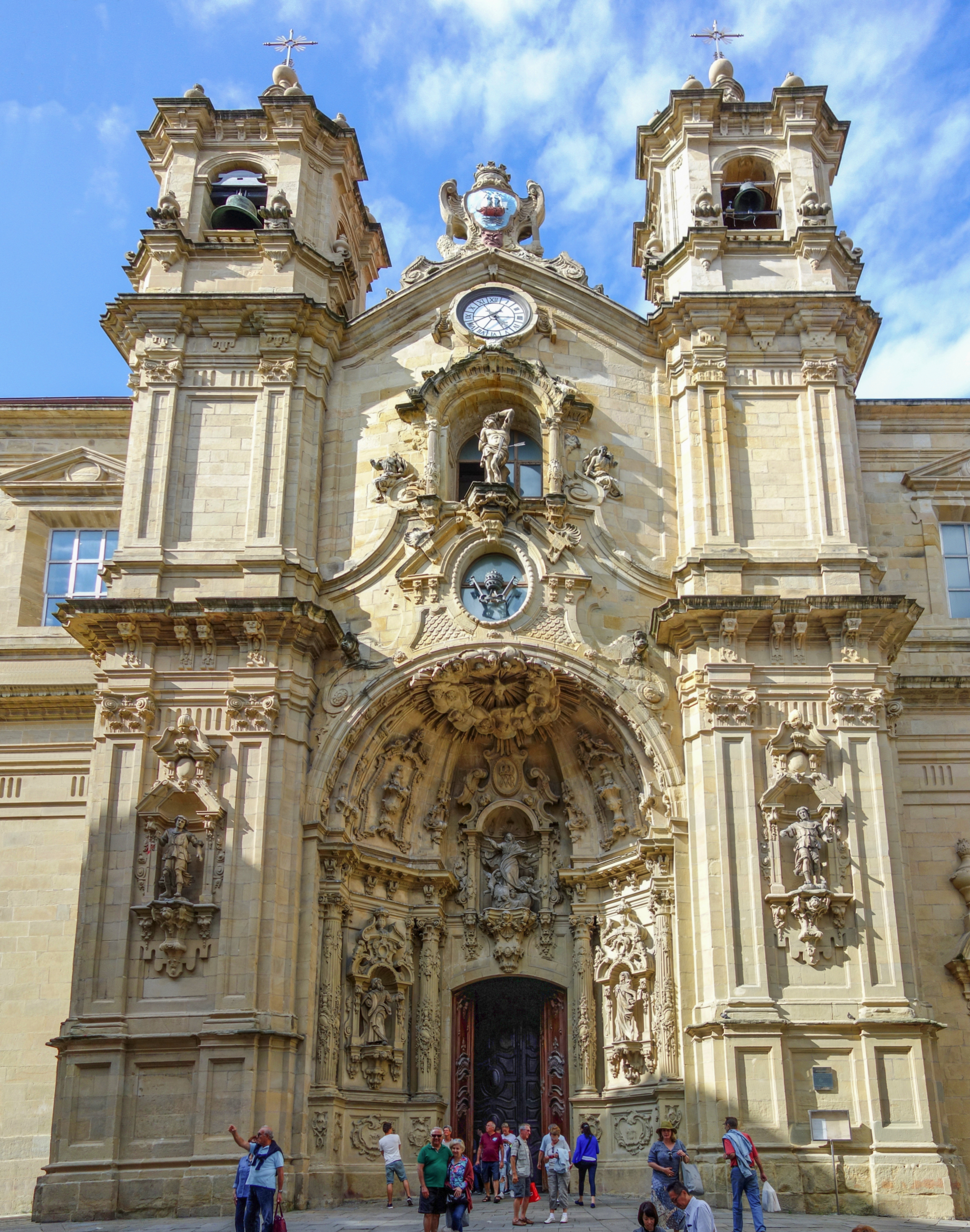
Basílica de Santa María en la Parte Vieja

Tras la catástrofe de 1489, más que de una reconstrucción de la villa hay que hablar de una nueva forma de vida de la colectividad donostiarra. A partir del último cuarto del siglo XV, San Sebastián pasará de ser un emporio mercantil, por su situación estratégica, a ser plaza militar; y su puerto principal, Pasajes, pasará de ser esencialmente comercial, a cumplir las funciones de base naval de la Escuadra Cantábrica, fuerza marítima que mantendrá durante siglos (hasta el XIX) la lucha contra las escuadras francesa, neerlandesa y británica.
Este nuevo papel de San Sebastián como fortaleza, encargada de frenar las acometidas de los franceses, dará lugar a que la villa tome nuevos derroteros, por los cuales ganó los títulos de Noble y Leal. En el período entre los Reyes Católicos y Felipe V, trescientos años aproximadamente, la villa sufrió numerosos sitios. Este continuo estado de guerra supuso para San Sebastián un fuerte deterioro de su economía, motivado por los gastos en las fortificaciones, el mantenimiento de la guarnición y la continua caída del comercio marítimo, que, a partir de 1573, se agravó aún más, pues Sevilla adquirió el monopolio de las transacciones con América.
Después de llevar dos siglos cumpliendo heroicamente su misión bélica, Felipe IV le concedió en 1662 el título de ciudad. Hasta su fundación solo había pequeñas zonas residenciales en el barrio del Antiguo, en la Parte Vieja y en el valle del Urumea, emprendiendo hasta el siglo XV un lento proceso de crecimiento.

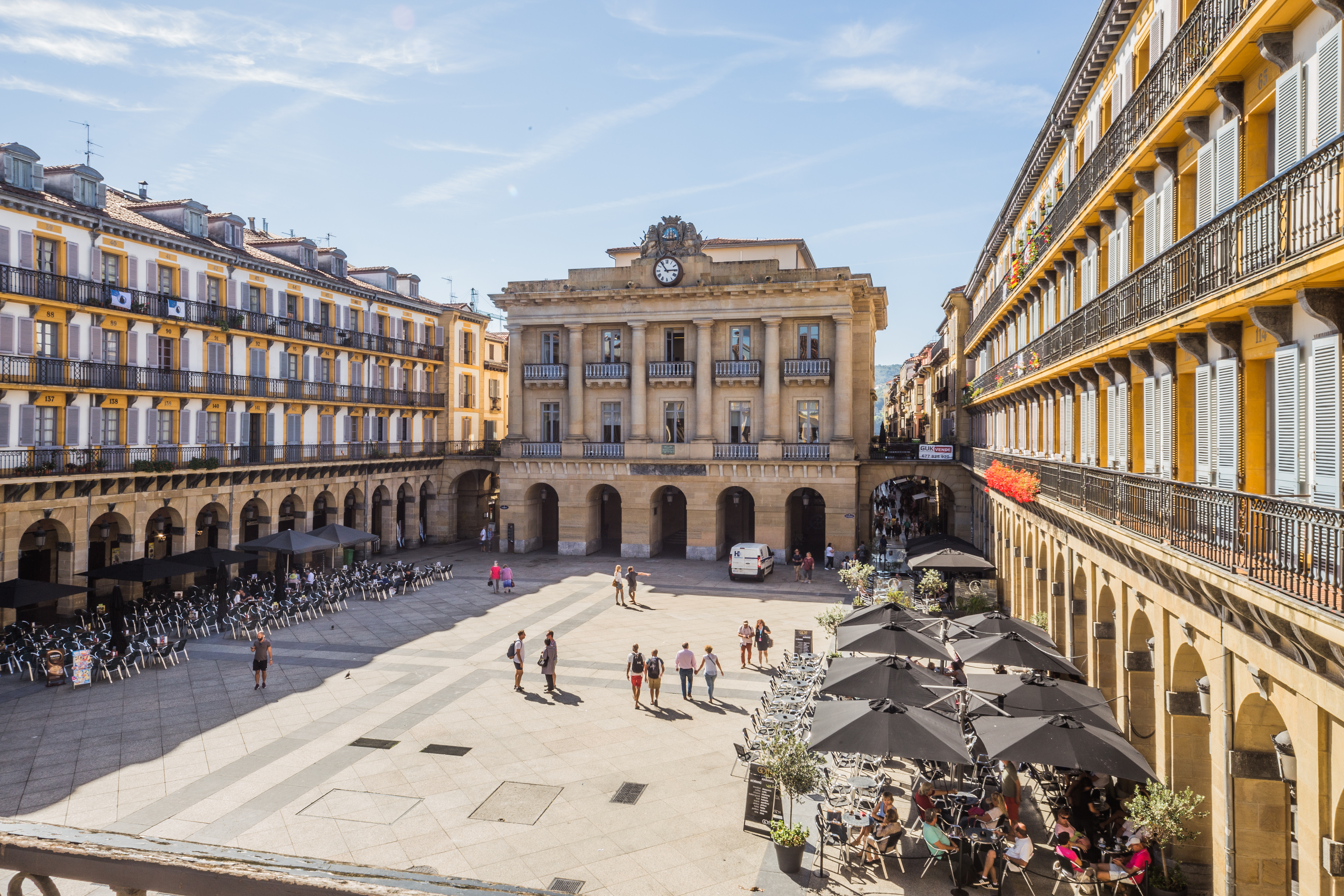
Plaza de la Constitución, antiguo coso taurino

En 1719 San Sebastián fue ocupada, por primera vez, por un poderoso ejército francés mandado por el duque de Berwick, quien se encontró una ciudad débil en fortificaciones y una pequeña guarnición con escasez de víveres y munición. La ciudad estuvo ocupada por una guarnición de 2000 soldados franceses hasta el 25 de agosto de 1721 en que fue evacuada por el Tratado de La Haya.
San Sebastián fue la sede principal de la Real Compañía Guipuzcoana de Caracas que monopolizo el comercio entre España y la provincia de Venezuela entre 1728 y 1785. Esta fue mejor expresión de una sociedad comercial privilegiada por acciones del siglo XVIII hispánico. En primer lugar, fue la compañía mercantil por acciones de más larga duración en dicho siglo. En segundo término, fue la que se constituyó con el capital más elevado de la época. Por último fue, dentro de las compañías mercantiles privilegiadas, la que tuvo mayor giro (con un volumen movilizado de 150 000 toneladas), muy por encima de otras coetáneas, como la Compañía de Comercio de Barcelona (que apenas superó las 6000 toneladas).
Durante la guerra de la Independencia, San Sebastián fue ocupada en 1808 por las tropas napoleónicas. Nombrado José I (José Bonaparte) soberano de España, entró el 9 de junio en San Sebastián y recorrió la calle de Narrica, en la que permanecieron todas las ventanas cerradas. En junio de 1813, los aliados (las tropas anglo-portuguesas, bajo el mando directo de sir Thomas Graham y teniendo por generalísimo al duque de Wellington, con un fuerte contingente de tropas y armas), sitiaron la ciudad. Después de varios días de intenso bombardeo y un primer asalto fallido, el 31 de agosto tuvo lugar el asalto definitivo, realizado a través de la brecha abierta en las murallas, lo que obligó a las tropas francesas a replegarse hacia el Castillo, donde capitularon el 8 de septiembre.
El saqueo de las tropas anglo-portuguesas causó un gran incendio, del que solo se salvaron treinta y cinco casas, que servían de alojamiento para los oficiales británicos y portugueses, situadas en la misma calle, que hoy en día lleva el nombre de 31 de agosto en honor a ser la única calle que se salvó del incendio. Las tropas también iniciaron el ataque al Castillo, así como las edificaciones situadas al norte de la calle de la Trinidad (iglesias de Santa María y de San Vicente y conventos de San Telmo y de Santa Teresa).

### SigloXIX: hacia el ensanche

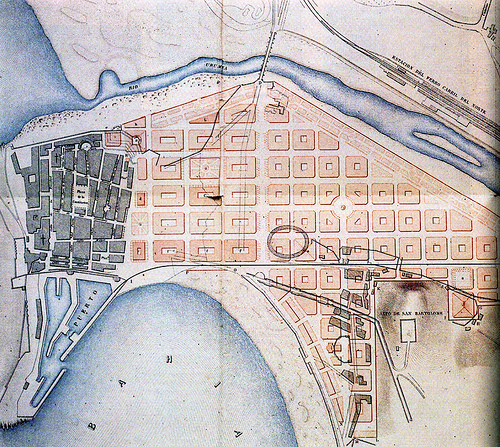
Plano del Ensanche de Cortázar, comenzado en la segunda mitad del y finalizado en 1913, un siglo después del inicio de la reconstrucción de la ciudad en 1813

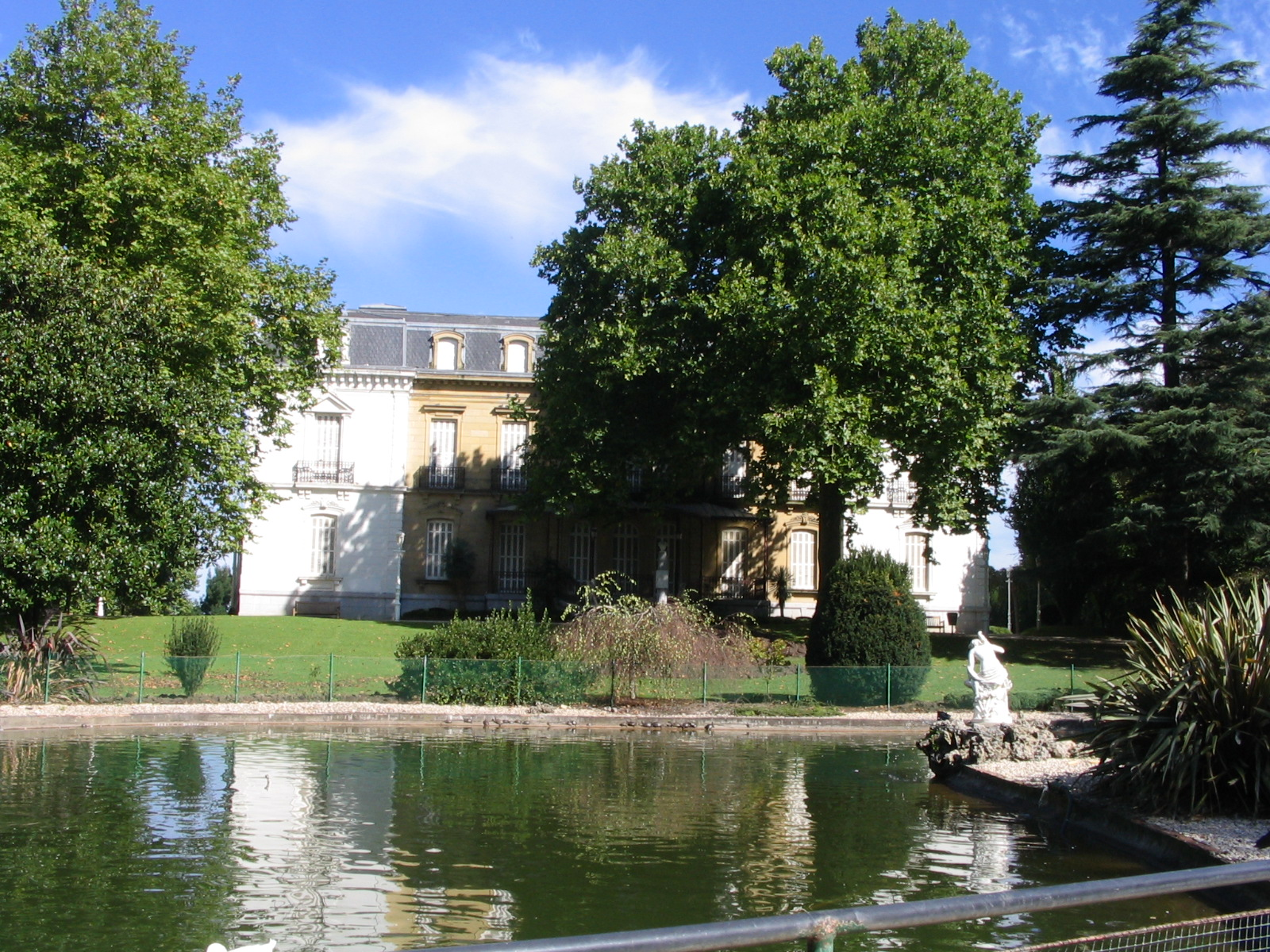
Parque y palacio de Ayete

Tras la guerra, los vecinos más representativos se reunieron en las afueras, en Zubieta, y decidieron reconstruir la ciudad.
En el año 1823, durante la invasión conocida como de Los Cien Mil Hijos de San Luis a pesar de la mala situación de sus defensas, aún no reconstruidas en su totalidad, la ciudad optó por la resistencia frente al ejército absolutista francés. Este, en vez de un asedio formal, optó por un bloqueo por tierra y mar que duró desde el 9 de abril hasta el 27 de septiembre, cuando la ciudad capituló.
La división del reino en cincuenta y dos provincias establece la capitalidad de Guipúzcoa en San Sebastián; hasta entonces esta se había turnado entre San Sebastián, Tolosa, Azpeitia y Azcoitia, en función de dónde se realizaban las reuniones de Juntas y residiera el corregidor (representante del rey en la provincia). Tras un nuevo traslado a Tolosa (1844), en 1854 se declara San Sebastián capital de la provincia. Se decide el retroceso de las aduanas al Ebro y el cierre de San Sebastián como puerto habilitado para el comercio con América.
En la provincia se formaron dos bandos, carlistas y liberales, estos últimos partidarios de la Constitución. Ambos defendían los fueros, pero de diferente manera. San Sebastián optó por el liberalismo frente a la mayor parte de la Guipúzcoa rural.
En 1863, y tras un intenso debate, se derribaron las murallas, que limitaban el desarrollo de la ciudad. El 4 de mayo, a los acordes de una marcha expresamente compuesta para tal acontecimiento, se procedió a quitar la primera piedra que, hecha pedazos, se repartió entre los invitados de primera fila.
San Sebastián cambió de orientación: terminada su etapa como fortaleza, pasó a cumplir la función de capital de la provincia, comenzando su expansión reflejada en el plan de Antonio Cortázar para la nueva ciudad.

### La Belle Époque donostiarra

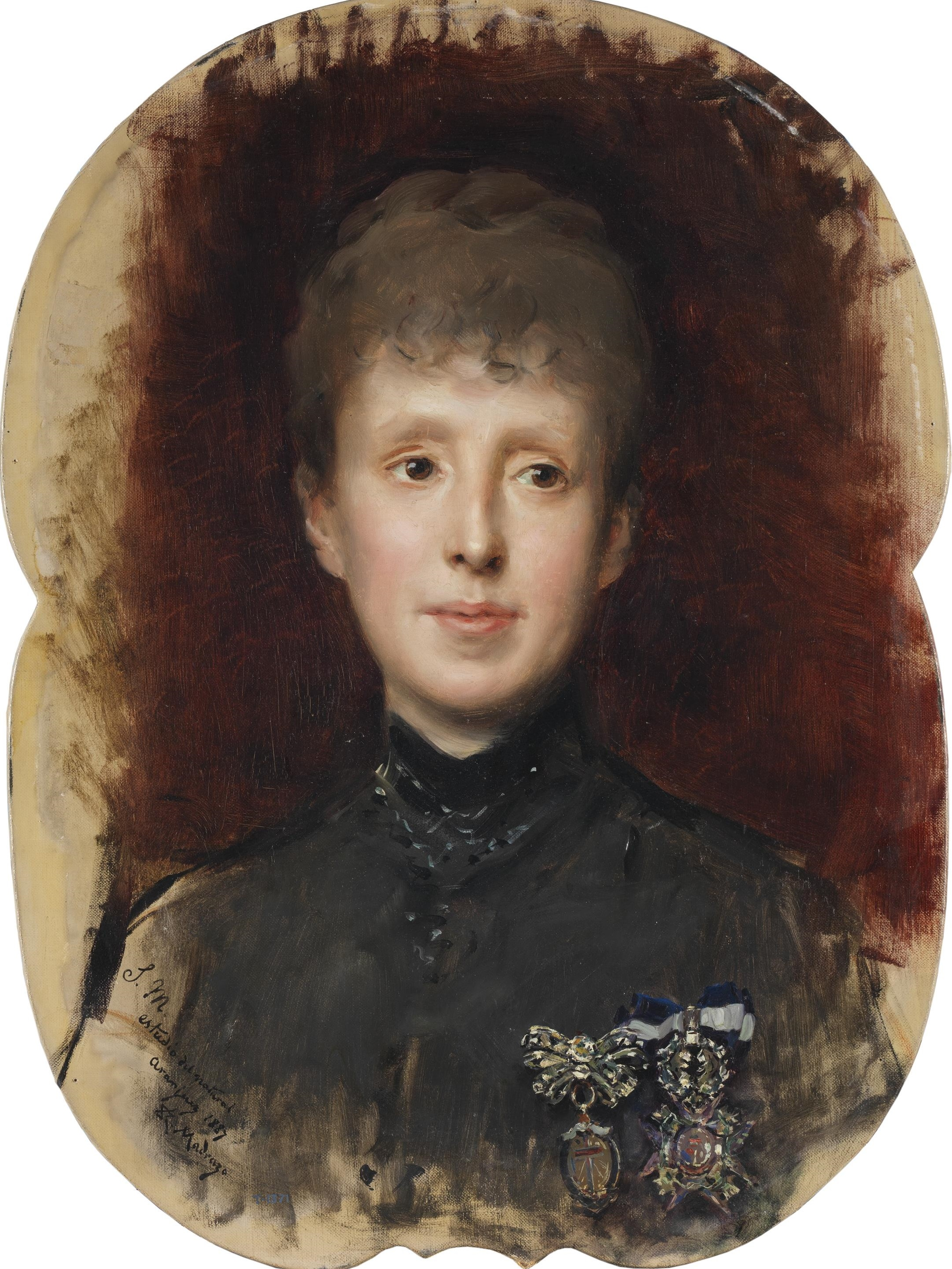
La reina María Cristina fue clave en la consolidación de San Sebastián como ciudad turística y de veraneo de la burguesía. Enamorada de la ciudad, veraneó en ella todos los años (salvo 1898) entre 1893 y 1928, un año antes de su muerte. El ayuntamiento la nombró alcaldesa honoraria en 1926 y se le dedicó un puente, la calle de la Reina Regente y el principal hotel de la ciudad, además de diversas esculturas

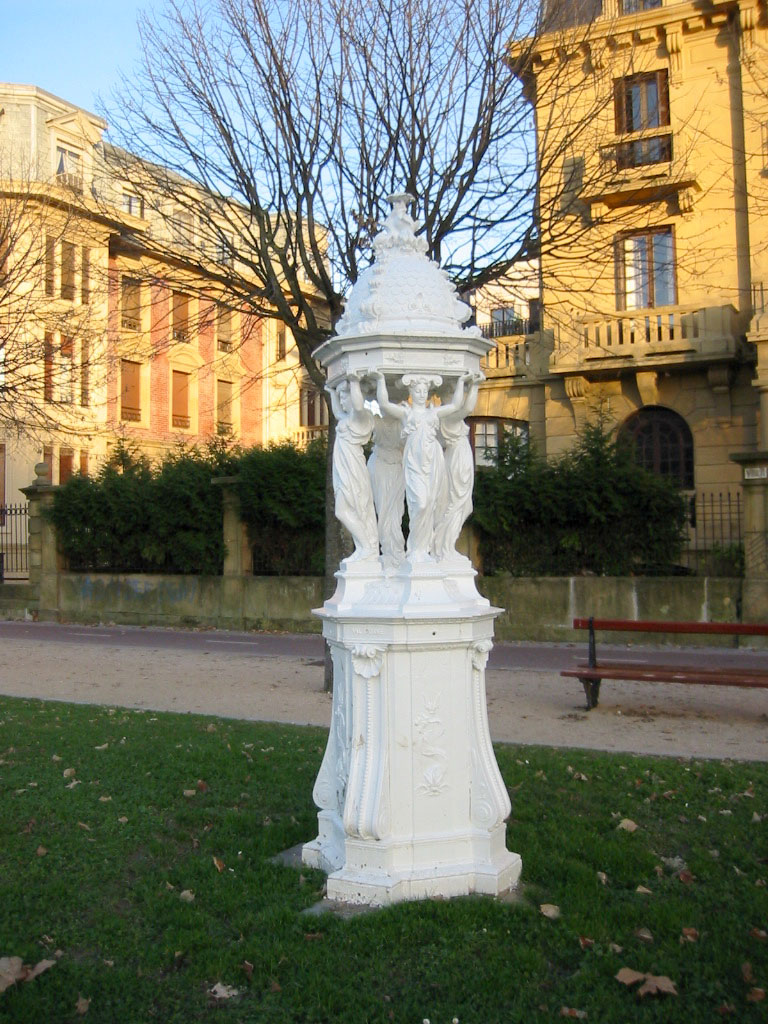
Fuente Wallace original, situada en el paseo de Francia

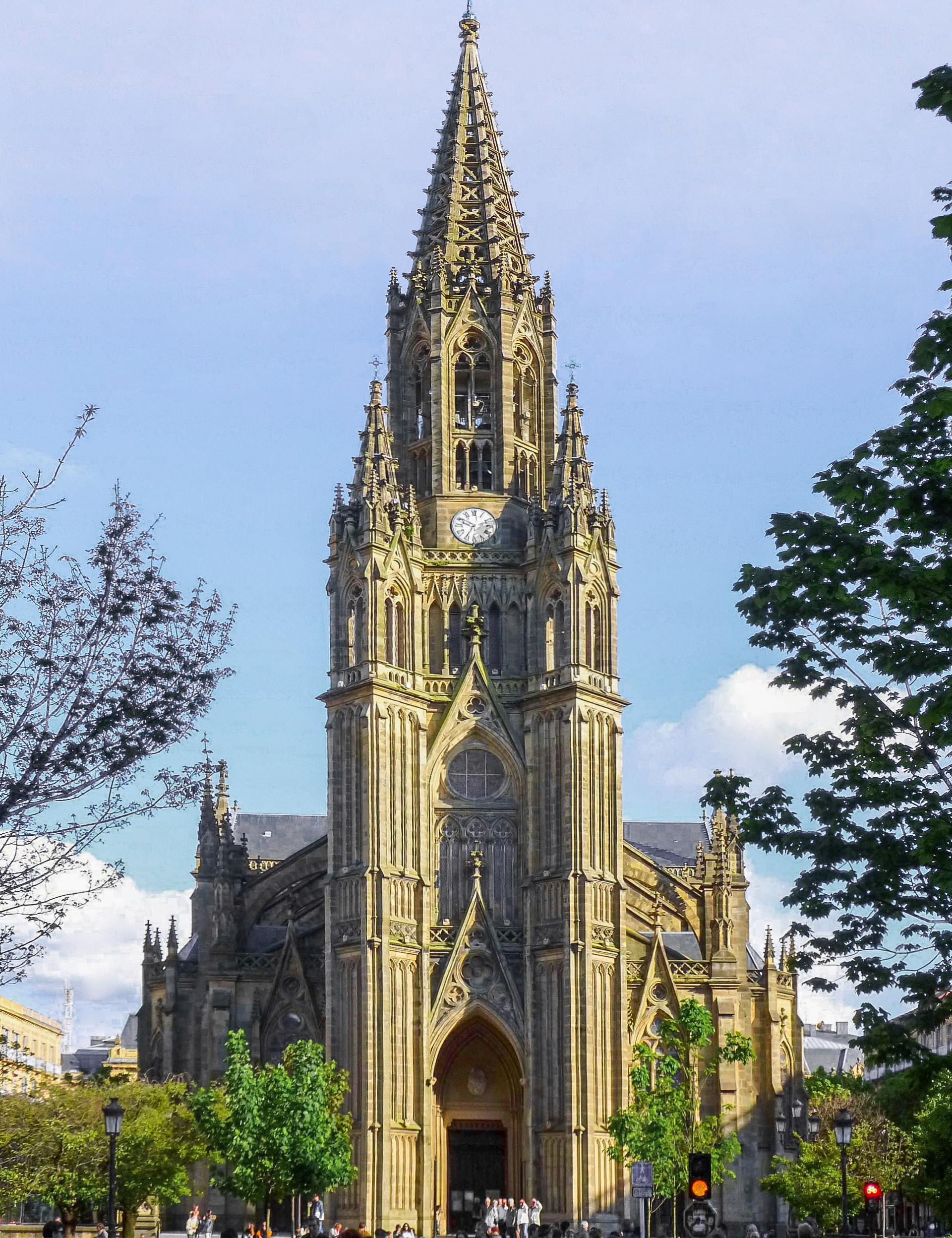
Catedral del Buen Pastor, construida en 1897

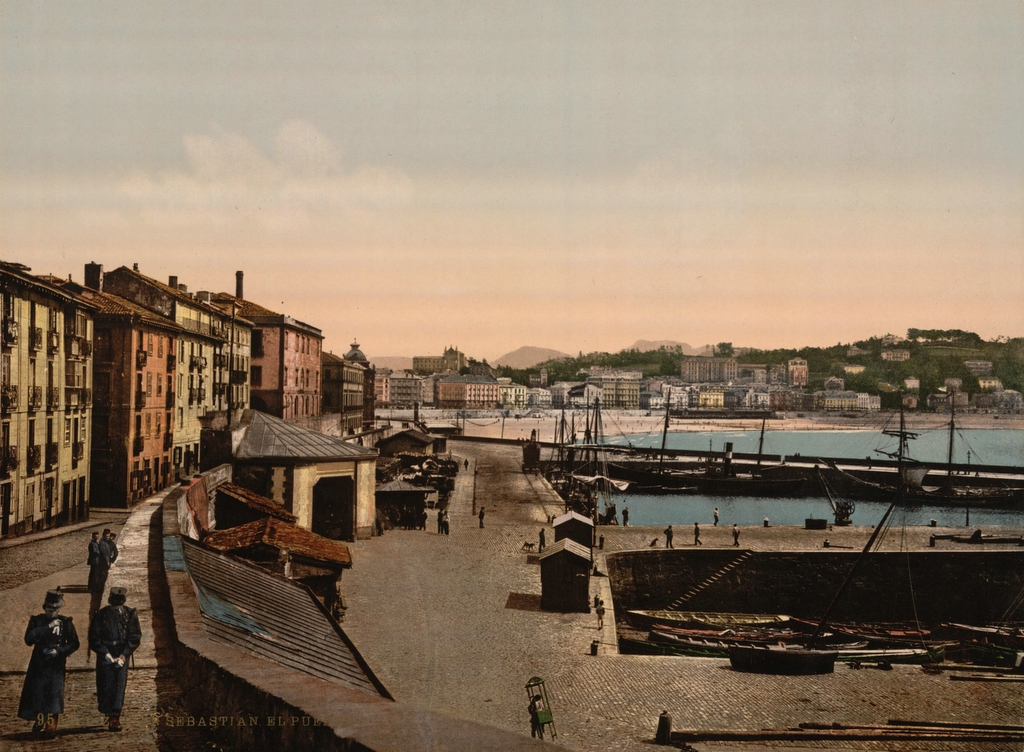
Vista del puerto en 1890

A la muerte del rey Alfonso XII de España, en 1885, su viuda, la reina regente María Cristina traslada todos los veranos la corte a San Sebastián, residiendo en el palacio de Miramar. El Ayuntamiento de San Sebastián, en reconocimiento a la gran labor en favor de la ciudad, la nombró alcaldesa honoraria. Más adelante, ya en pleno desarrollo del Ensanche Cortázar, que dotó a la ciudad de su actual atractivo arquitectónico, la construcción del Casino en 1887 aumentó el número de veraneantes.
De esta etapa son todos los edificios reseñables de la ciudad (aparte de los presentes en la parte vieja, los más antiguos), como la Catedral del Buen Pastor (San Sebastián), la Escuela de Artes y Oficios (actual sede de Correos) y el Instituto Peñaflorida (luego ocupado por la Escuela de Ingenieros Industriales y hoy en día por el centro cultural Koldo Mitxelena), el palacio de Miramar, el Teatro Victoria Eugenia, el Hotel María Cristina, las villas del paseo de Francia o la estación del Norte, así como el resto de edificios del área Romántica, todos ellos con un marcado estilo francés que hizo acreedora a San Sebastián del sobrenombre de Pequeña París o París del Sur.
En 1914, al estallar la I Guerra Mundial, San Sebastián se convirtió en la ciudad más cosmopolita de Europa. En su Casino se dieron cita todos los personajes de la vida europea, Mata Hari, León Trotski, Maurice Ravel, Romanones, Pastora Imperio, el torero de fama, el banquero ostentoso...; fueron los tiempos de la Belle Époque donostiarra, y en San Sebastián actuaron la compañía francesa de opereta, los ballets rusos, cantantes de ópera y muchos otros artistas famosos.
En 1930, la ciudad acogió la reunión de políticos republicanos que se dio en llamar Pacto de San Sebastián, que tuvo una gran trascendencia en el posterior advenimiento de la II República el 14 de abril de 1931; de hecho, el primer gobierno republicano estuvo formado, en gran medida, por el núcleo de políticos participantes en el «pacto». La elección de la capital donostiarra se debió, por una parte, a la proximidad de la ciudad con la República Francesa y al hecho de que San Sebastián fuera la capital de verano de la Corte. Fernando Sasiaín, anfitrión del Pacto, fue el alcalde de San Sebastián durante la República.

### Dictadura franquista

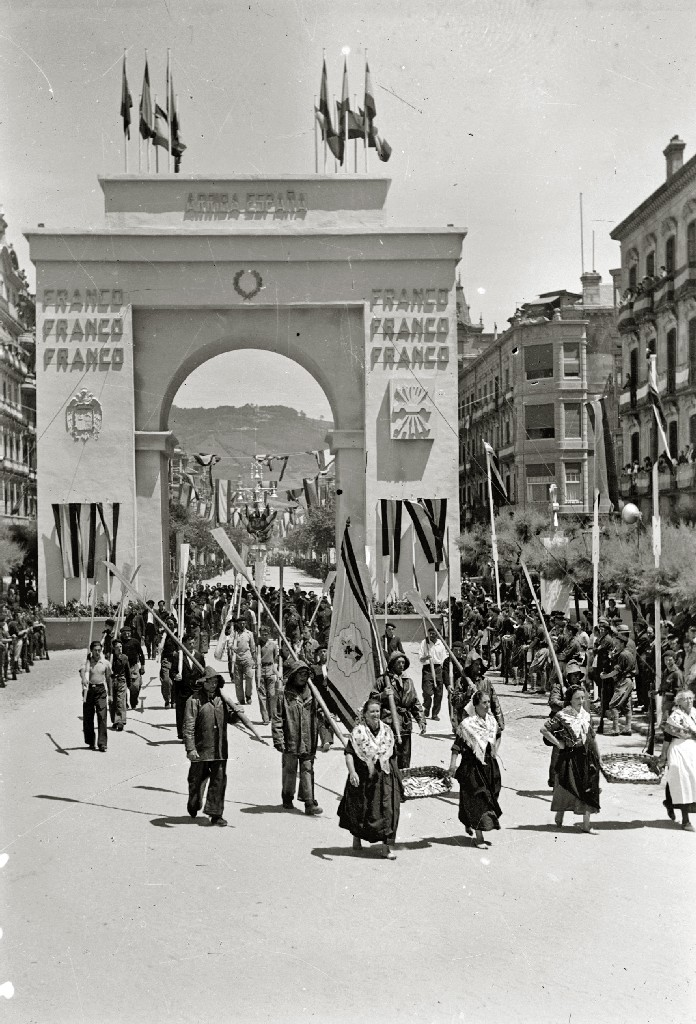
Desfile con motivo de la entrevista entre Franco y el Conde Ciano, yerno del duce italiano Benito Mussolini a finales de la Guerra Civil (1939)

Al comenzar la Guerra Civil, el nacionalista vasco Telesforo Monzón se hizo cargo de la Comisión de Orden Público, creada por la Junta de Defensa de Guipúzcoa, en la que se reunían nacionalistas vascos, republicanos, comunistas y socialistas. Constituido el Gobierno de Euskadi el 7 de octubre de 1936, Telesforo Monzón ocupó asimismo el Ministerio de la Gobernación.
Al poco de estallar la guerra civil española, San Sebastián cayó en manos de los golpistas el 13 de septiembre de 1936. La dictadura mantuvo a San Sebastián en el papel de Ciudad Capital de Veraneo. Franco residió durante los meses de agosto desde 1940 hasta 1975 en el palacio de Ayete, que, comprado por el ayuntamiento, fue ofrecido al general. Durante ese período se celebraron en dicho lugar los Consejos de Ministros.
En 1946, durante el mandato de Rafael Lataillade Aldecoa, se llevó a cabo la recuperación del Gran Casino para reconvertirlo en casa consistorial.
En 1953, y a iniciativa de un grupo de comerciantes de la ciudad, nació el Festival Internacional de Cine de San Sebastián, con el doble objetivo de alargar el veraneo en la capital donostiarra y de devolver a San Sebastián la actividad cultural y el glamour perdidos desde la Guerra Civil. El éxito de la primera edición llevó a la dictadura a hacerse cargo del evento, que progresivamente fue ganando peso y prestigio hasta convertirse en uno de los eventos culturales más importantes y con mayor proyección exterior de España, y en uno de los mejores festivales de cine del mundo, escenario de algunos estrenos cinematográficos históricos y punto de encuentro de buena parte de las más importantes estrellas del séptimo arte.

### Desarrollo moderno

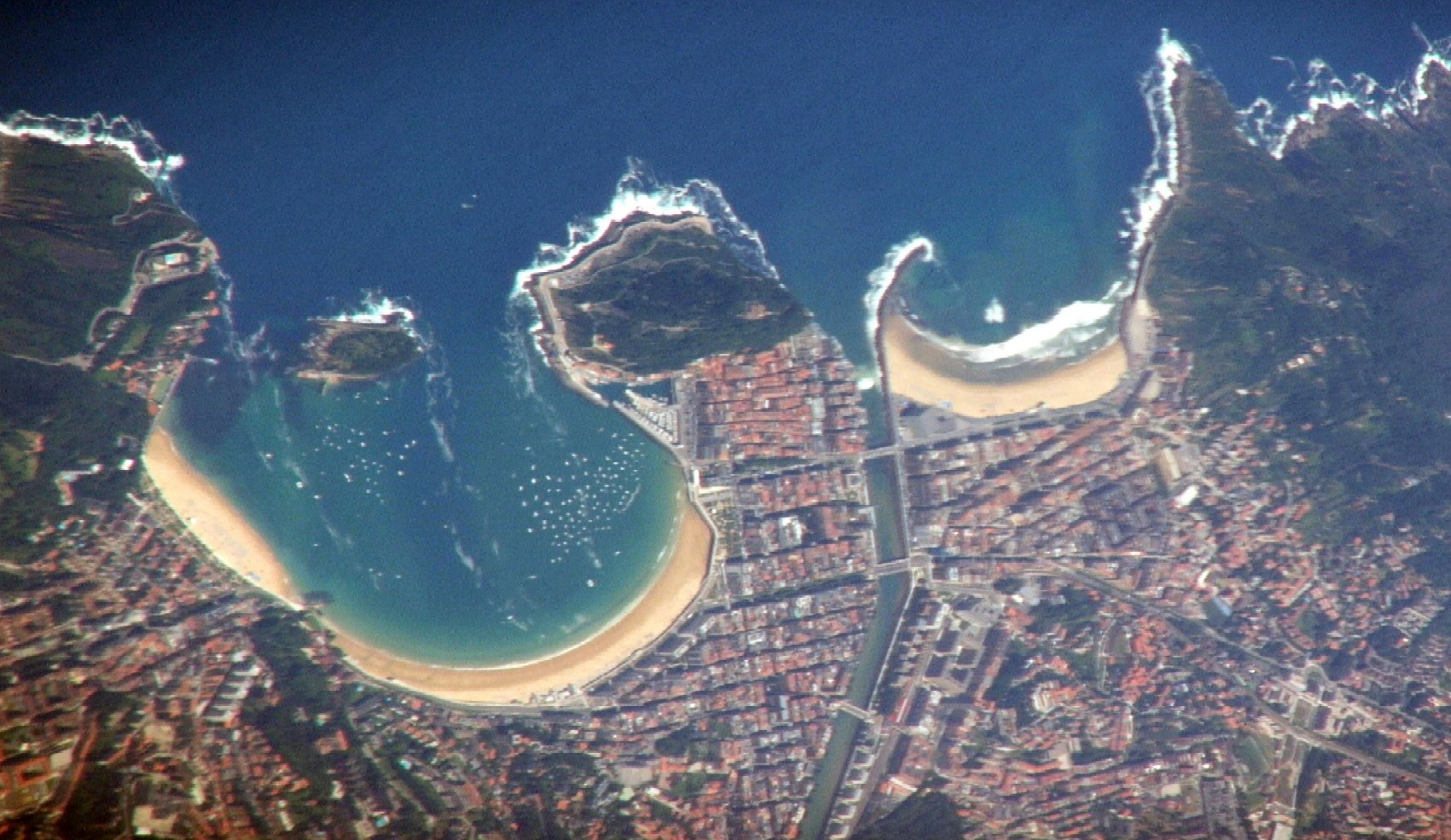
Vista aérea de San Sebastián. Se observa la línea de costa de cerca de 10 km, destacando la bahía de La Concha y la playa de la Zurriola. A partir del núcleo de la Parte Vieja en la segunda mitad del se procedió a construir un ensanche (Cortázar) que extendió la ciudad hacia el sur y ya a comienzos del el barrio de Gros, que extendió la ciudad hacia el este. Un segundo ensanche (Amara) extendió la ciudad aún más hacia el sur. Los actuales puntos de desarrollo urbano son el Antiguo, Loyola y Alza

En 1955 se inició el segundo y más importante proceso de ensanche de la ciudad, en lo que se denominó Ensanche de Amara, dando lugar a un barrio del mismo nombre (que aludía a las marismas que había en dicho terreno antes de su construcción). Se produjo un significativo crecimiento de la población durante el milagro económico español (1959-1973). Uno de los primeros pasos en la construcción del ensanche fue el traslado de la Escuela de Artes y Oficios y Comercio, situada en el centro, a unas escuelas de nueva construcción, así como el del Instituto Peñaflorida, pasando a denominarse Instituto Usandizaga en su sección femenina. Puede considerarse que el proceso de consolidación del barrio de Amara finalizó en 1993, con la construcción del estadio de Anoeta y la renovación total de la ciudad deportiva de la ciudad (situada en Amara).
Tras ambos ensanches la ciudad consolidó su eje principal, alrededor del cual continúa expandiéndose aunque a un ritmo mucho menor. Hoy las prioridades de la ciudad son la mejora de las infraestructuras (potenciación del aeropuerto, mejores comunicaciones ferroviarias, mejora de las carreteras), la regeneración de los barrios de la periferia, el mantenimiento y potenciamiento del turismo, principal fuente de ingresos, y hasta hace unos años la lucha contra el terrorismo de ETA y la violencia callejera, que castigaron a la ciudad con intensidad. El crecimiento urbanístico pretende combinarse con el cuidado del medio ambiente, la lucha a escala municipal contra el cambio climático y la sostenibilidad. Fruto de los esfuerzos realizados en dicha dirección, San Sebastián fue premiada en 2008 por la Federación Española de Municipios y Provincias como la ciudad más sostenible de España.
A la muerte del dictador Francisco Franco se constituyó, en 1978, una gestora presidida por el socialista Ramón Jáuregui encargada de dirigir las instituciones municipales hasta las primeras elecciones municipales de la democracia, en 1979. En dichos comicios resultó vencedor el PNV y el primer alcalde de la nueva etapa democrática fue Jesús María Alkain. Le sucedió, en 1983, Ramón Labayen, también del PNV, quien a su vez fue sustituido por el nacionalista Xabier Albistur, de Eusko Alkartasuna, en 1987. En el marco de la fuerte reconversión industrial que vivió el País Vasco en la década de 1980 y el clima de tensión interno, algunos informes de la época situaron a San Sebastián como la ciudad con mayor proporción de adictos a la droga del mundo. El socialista Odón Elorza, del Partido Socialista de Euskadi, alcanzó la alcaldía en 1991 a pesar de ser el candidato de la tercera fuerza más votada, gracias al apoyo del PNV y el PP. El 23 de enero de 1995, en vísperas de las elecciones municipales de mayo, la banda terrorista ETA asesinó al teniente de alcalde, Gregorio Ordóñez, candidato del Partido Popular. Ordóñez había mejorado progresivamente sus resultados electorales en el País Vasco, al punto que las encuestas le daban como ganador. Tras su asesinato, el candidato del Partido Socialista, Elorza, revalidó su cargo, aunque fue la lista del PP de Ordóñez la más votada, y ostentó la alcaldía de la ciudad ininterrumpidamente desde entonces hasta su derrota en las elecciones municipales del 22 de mayo de 2011.

### Organización territorial

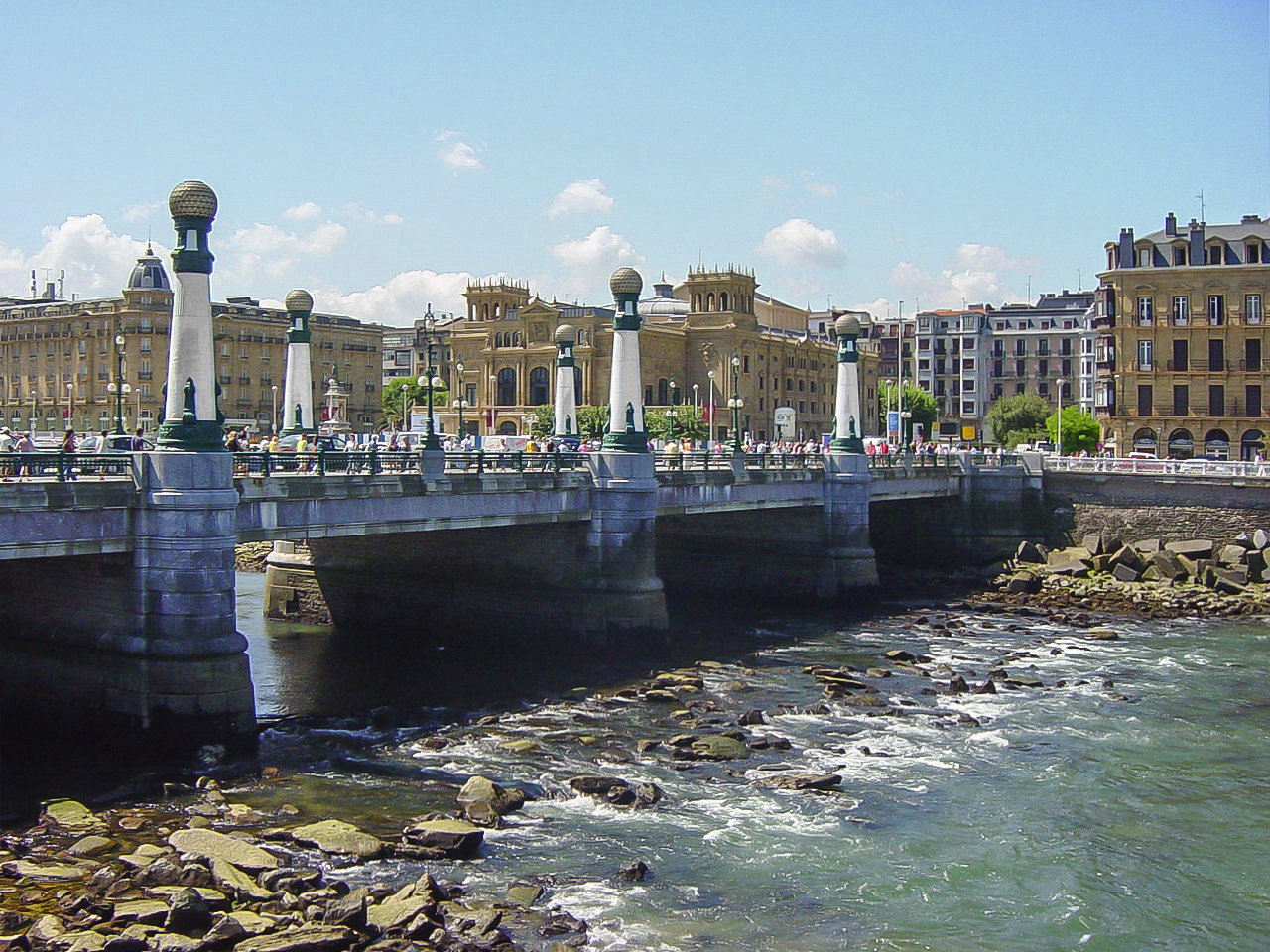
Vista del puente del Kursaal, con el Hotel María Cristina (izquierda) y el Teatro Victoria Eugenia (derecha) al fondo, desde el río Urumea

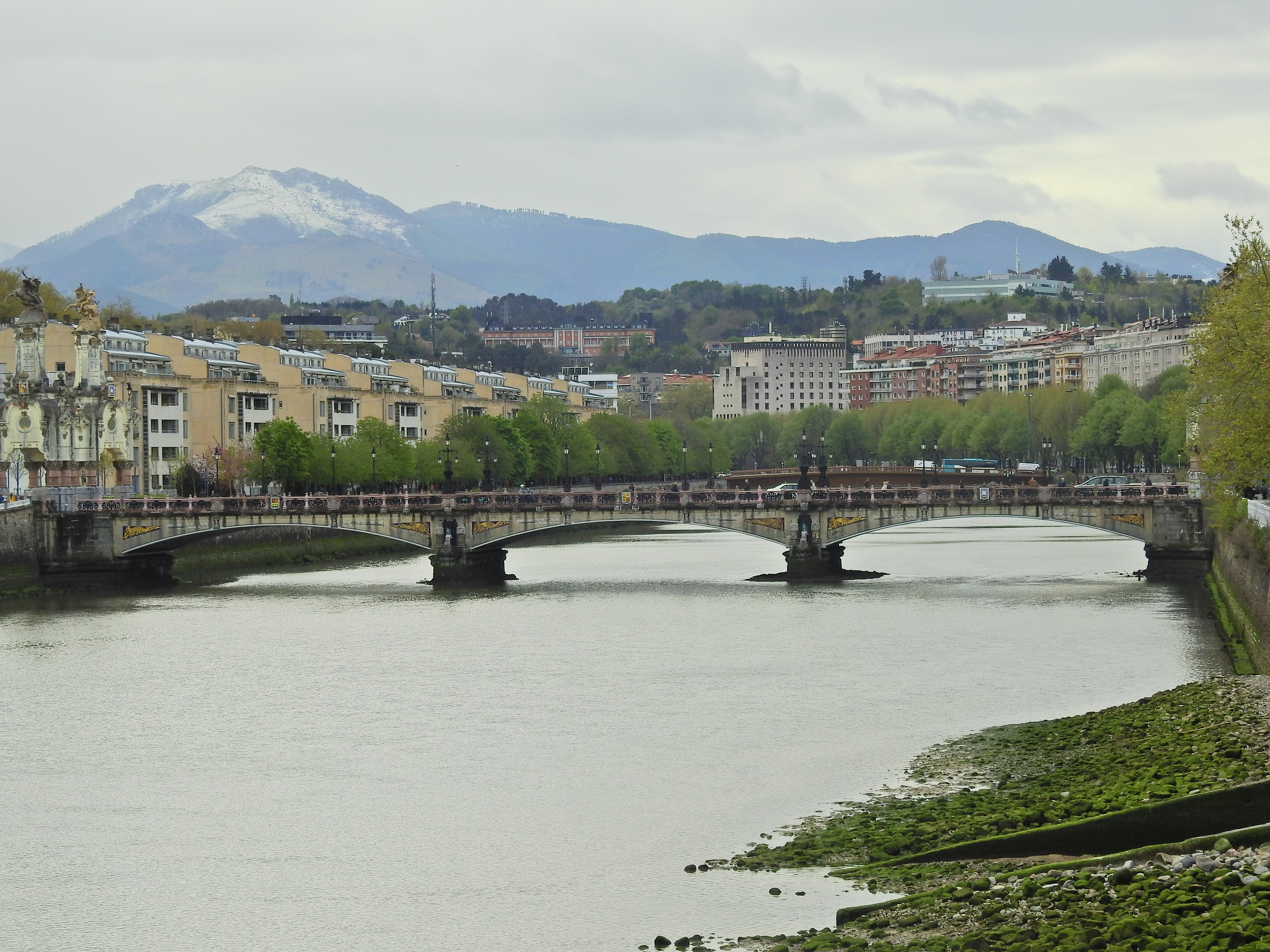
El puente de María Cristina conecta el centro con el barrio de Eguía

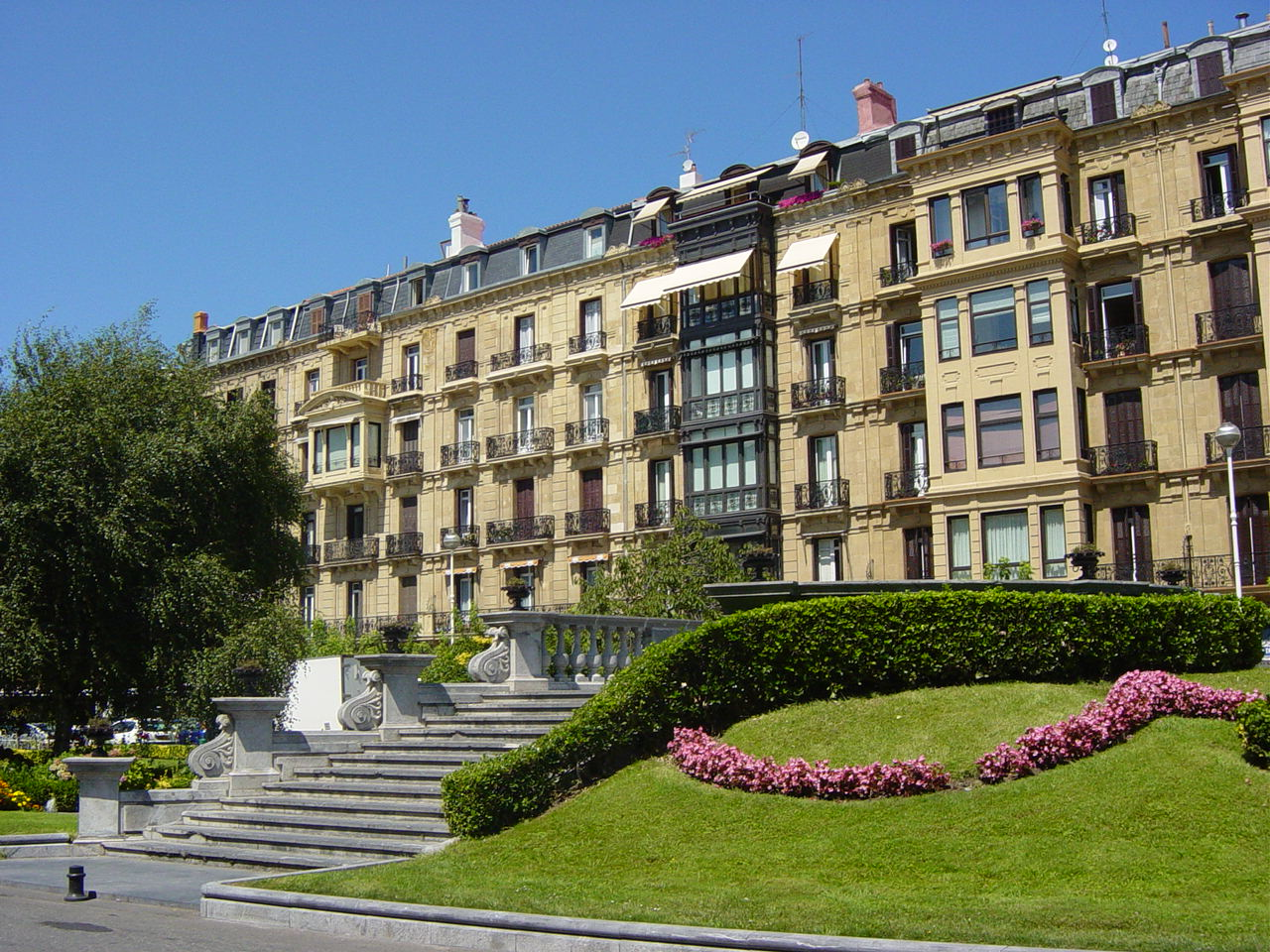
Las fachadas de la calle de la Reina Regente, frente al Teatro Victoria Eugenia, son una buena muestra de la típica arquitectura donostiarra de finales del y comienzos del. Forman parte del que se denominó barrio nuevo de Salamanca, que se desarrolló en sentido Este desde la Parte Vieja hasta el río Urumea, y no en el sentido sur del Ensanche de Cortázar

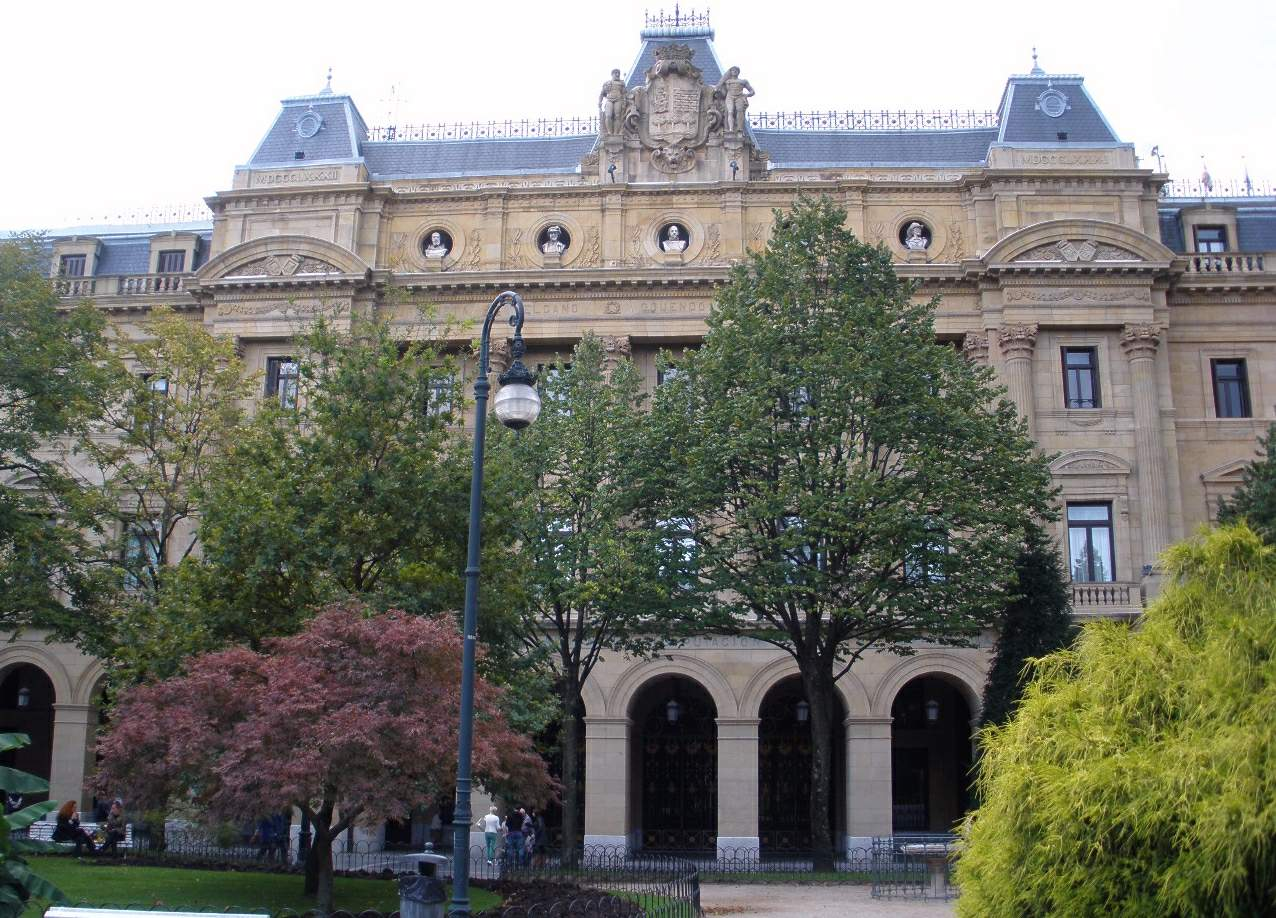
Sede de la Diputación Foral de Guipúzcoa en la plaza de Guipúzcoa

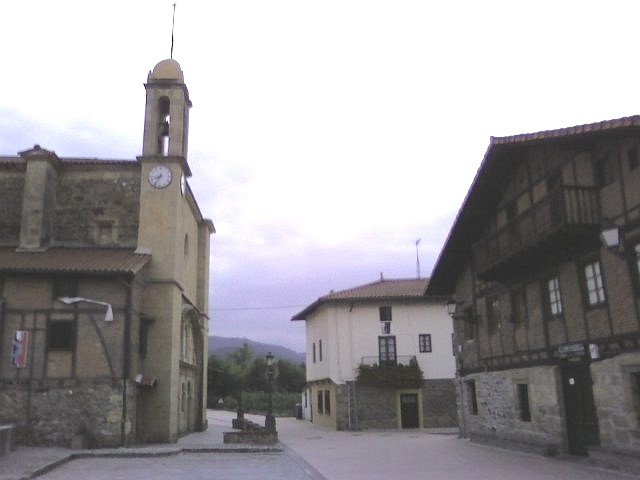
El barrio de Zubieta está situado en un entorno rural a poca distancia de Lasarte. En él se encuentra el Hipódromo de San Sebastián y las instalaciones de entrenamiento de la Real Sociedad de Fútbol

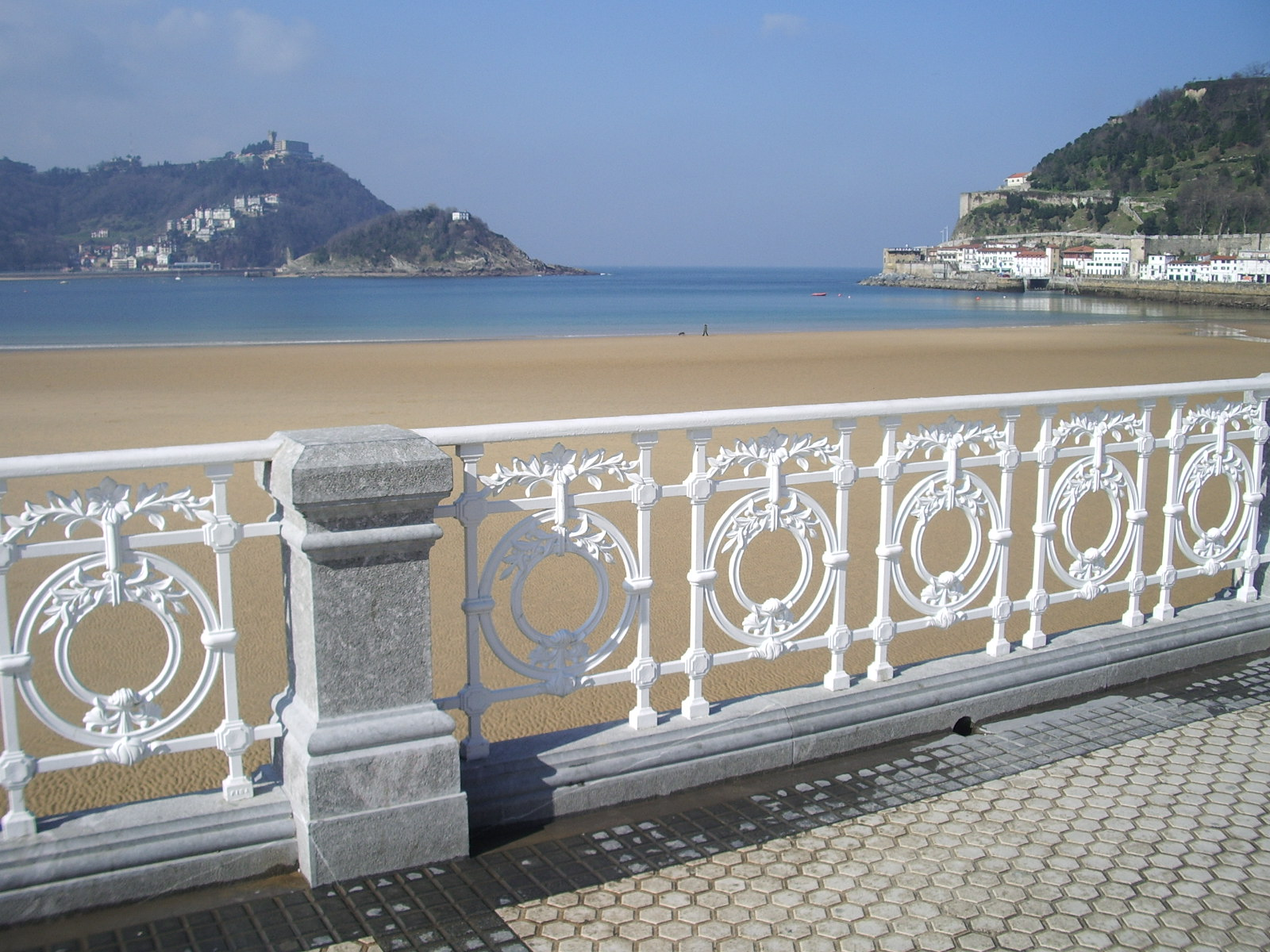
Vista de la playa de La Concha desde los jardines de Alderdi Eder, frente al ayuntamiento

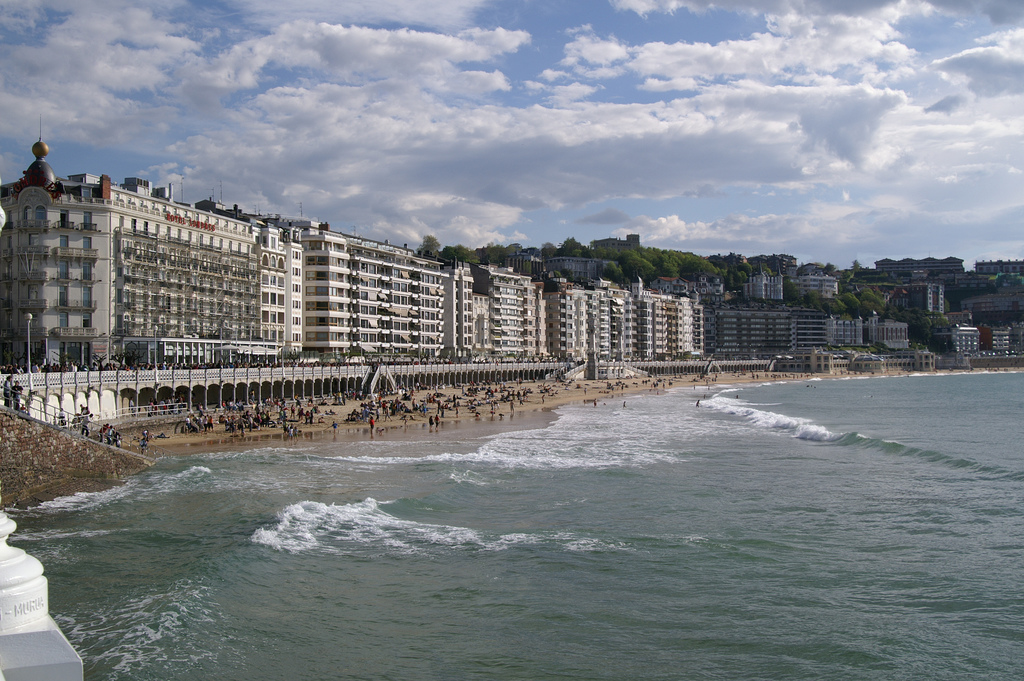
La playa de La Concha, cuya anchura varía en gran medida en función de las mareas, con marea alta

Desde 2003, el Ayuntamiento de San Sebastián divide la ciudad oficialmente en 17 barrios:
- Alza (en euskera: Altza). Es el barrio más oriental de la ciudad, lindante con el vecino municipio de Pasajes, y uno de los más densamente poblados. Alza fue durante unos pocos años un municipio independiente, volviendo a reintegrarse a San Sebastián en 1940. De carácter principalmente rural, experimentó un gran crecimiento entre los años 60-80, siendo la principal área de expansión urbana de la ciudad con edificios de grandes alturas destinados a las clases trabajadoras inmigradas principalmente de otras regiones de España. El actual barrio de Alza comprende solo parte del antiguo término municipal de Alza, es decir, la parte comprendida entre la autopista AP-8 y el puerto de Pasajes, separado del resto de la ciudad por el enlace de la AP-8 con el este de la ciudad. En los próximos años, el planeamiento urbanístico augura un importante desarrollo urbanístico. Población en 2008: 21 500 vecinos. Dentro del barrio se distinguen a su vez numerosas zonas o barriadas: Alza-Gaina, Arria, Auditz-Akular, Buenavista, Eskalantegi, Herrera, Larratxo, Molinao y Oleta.
- Amara Nuevo (en euskera: Amara Berri). Principal barrio residencial de la ciudad, se construyó mediante un ensanche hacia la década de 1960. Al sur de dicho barrio se encuentra la ciudad deportiva de Anoeta, que incluye el estadio municipal de Anoeta (Real Sociedad de Fútbol). También son destacables sus establecimientos hosteleros. Población en 2007: 26 309 vecinos.
- Añorga. Barrio situado en la periferia de San Sebastián, a medio camino del municipio de Lasarte-Oria. Está separado del núcleo urbano y las comunicaciones con el mismo son problemáticas debido a la carretera N-1. Población en 2007: 2261 vecinos.
- Ategorrieta-Ulia. Barrio residencial compuesto de villas señoriales, ocupadas en su surgimiento por la población acomodada de la ciudad.
- Ayete (en euskera: Aiete). Barrio eminentemente residencial situado en un pequeño monte en el centro de la ciudad. En este barrio se encuentran el palacio de Ayete (en el parque de Ayete) y el palacio de Arbaizenea. Población en 2007: 12 931 vecinos.
- Centro (en euskera: Erdialdea). Nace a mediados del siglo XIX (tras el derribo de las murallas en 1864) y es fruto de la fusión de dos proyectos firmados por los arquitectos Cortázar y Saracibar. Del primero se tomó el plano general y del segundo el bulevar de unión entre la Parte Vieja y el nuevo Ensanche. Sobre este primer proyecto se realizaron numerosas variaciones (como la plaza del Buen Pastor, para dar cobijo a la nueva iglesia de la misma denominación; la calle de Prim, la calle de Easo, etc. En esta zona se situó el centro de la ciudad y el «km 0» de las carreteras guipuzcoanas (en el cruce de la avenida de la Libertad, una de las calles más importantes de la ciudad y su centro económico, con la calle de Hernani). Su plano ortogonal o en cuadrícula es típico del modernismo, que organiza los edificios en cuadrículas y calles perpendiculares. De hecho, se considera que el centro de San Sebastián es comparable, en términos arquitectónicos, con el de Barcelona, Bilbao o París. Población en 2007: 23 456 vecinos.
- Eguía (en euskera: Egia). Separado del centro de la ciudad por las vías del ferrocarril, en él se encuentran el parque de Cristina Enea y el cementerio de Polloe. El antiguo campo de fútbol de Atocha estaba situado en ese barrio. Población en 2007: 15 258 vecinos.
- El Antiguo (en euskera: Antigua). Barrio que deriva del primer asentamiento junto al antiguo monasterio de San Sebastián (en el lugar donde actualmente se ubica el palacio de Miramar). Inicialmente poblado por obreros, hoy cumple funciones de barrio residencial, así como de alojamiento turístico en su zona más cercana a la bahía de La Concha. Población en 2007: 15 271 vecinos.
- Gros. Barrio con mucha actividad comercial situado en la orilla este del río Urumea. La ampliación de la playa de la Zurriola y la creación del palacio de congresos y auditorio Kursaal lo han revitalizado económica y socialmente. Población en 2007: 20 001 vecinos.
- Ibaeta. Zona en expansión, tanto para usos industriales como de vivienda. En este barrio se ubica el campus universitario de la Universidad del País Vasco y el campus tecnológico (Tecnun) de la Universidad de Navarra. Población en 2007: 8961 vecinos.
- Inchaurrondo (en euskera: Intxaurrondo). Dividido en sus partes vieja y nueva (sur y norte), concentra gran parte de la población donostiarra. Es un barrio eminentemente residencial situado en un pequeño monte; antiguamente pertenecía al municipio de Alza. Población en 2007: 16 424 vecinos.
- Loyola (en euskera: Loiola). En este barrio se encuentra el Gobierno Militar. Las riberas del río Urumea a la altura de Loyola se encuentran en proceso de construcción de una ampliación de su núcleo residencial. Población en 2007: 4676 vecinos.
- Martutene. Barrio en el que se halla la cárcel del mismo nombre. Está siendo, junto con Loyola, objeto de reformas y mejoras. Población en 2007: 2853 vecinos.
- Miracruz-Bidebieta. Se trata de uno de los barrios más nuevos de la ciudad. Limítrofe con Pasajes, es objeto de diversas reformas estructurales destinadas a mejorar su calidad de vida y servicios. Población en 2007: 9239 vecinos.
- Miramón-Zorroaga (en euskera: Miramon-Zorroaga). Lindando con el municipio de Hernani, en este barrio están el parque tecnológico de San Sebastián y el Hospital Donostia. Población en 2007: 1664 vecinos.
- Zubieta. Barrio compartido con Usúrbil. Este barrio se halla dividido entre los términos municipales de San Sebastián y Usúrbil. En él se encuentran las instalaciones deportivas de la Real Sociedad de Fútbol, así como el Hipódromo de San Sebastián.

Otros barrios tradicionalmente identificados por los donostiarras son considerados oficialmente por el ayuntamiento como parte del centro de la ciudad.
- Amara Viejo (en euskera: Amara Zaharra). Barrio surgido a finales del siglo XIX con el desarrollo del ferrocarril. Los vecinos de este barrio presentan una de las edades medias más altas de la ciudad.
- Miraconcha (en euskera: Mirakontxa). El privilegiado marco en el que se encuentra (frente a la bahía de La Concha) ha condicionado su configuración, desde fines del siglo XIX, como una zona residencial de lujo. Está ocupada, en su mayor parte, por palacetes rodeados de espacios verdes. Su creación responde a la demanda de residencia secundaria de calidad de la población que veraneaba en esas fechas en San Sebastián y de sus clases nobiliarias. En esa zona se halla el palacio municipal de Miramar, antiguo palacio real.
- Parte Vieja (en euskera: Parte Zaharra). Barrio que corresponde a la antigua ciudad amurallada, y junto a la que se encuentra el puerto pesquero. Según una antigua tradición, sus habitantes se dividen en joxemaritarras (los bautizados en la iglesia de Santa María) y koxkeros (los bautizados en la iglesia de San Vicente). Desde ese barrio se tiene acceso al monte Urgull.
- Riberas de Loyola (en euskera: Loiolako Erriberak). Entre los barrios de Loyola y Amara, es un barrio de reciente construcción. Oficialmente forma parte del distrito de Amara Nuevo.

### Enclaves
San Sebastián posee tres enclaves:
- Landarbaso. Terreno rural situado entre Astigarraga y Rentería. Poblado por unos pocos caseríos que suman 19 vecinos.
- Urdaburu. Situado junto a la frontera navarra. Está deshabitado.
- Zubieta. Barrio compartido con Usúrbil. Este barrio se halla dividido entre los términos municipales de San Sebastián y Usúrbil. En él se encuentran las instalaciones deportivas de la Real Sociedad de Fútbol, una incineradora de basuras inaugurada en 2020, así como el Hipódromo de San Sebastián.

Además de dichos exclaves, el Ayuntamiento de San Sebastián posee la finca de Articuza, situada en territorio navarro, dentro del término municipal de Goizueta. En él hay un embalse (es el punto más lluvioso de la península ibérica) y tiene un gran valor ecológico. Su superficie es de 37 km² (equivalente a más de la mitad del término municipal de San Sebastián).

## Demografía
San Sebastián cuenta con una población de 189 093 habitantes (INE 2024).
| Gráfica de evolución demográfica de San Sebastián entre 1842 y 2021 |
| |
| Población de derecho según los censos de población del INE Población de hecho según los censos de población del INEEntre el censo de 1857 y el anterior, crece el término del municipio porque incorpora a Zubieta Entre el censo de 1877 y el anterior, crece el término del municipio porque incorpora a Igueldo Entre el censo de 1991 y el anterior, disminuye el término del municipio porque independiza a Astigarraga |

La población de San Sebastián creció de manera progresiva a lo largo del siglo XX. Entre 1900 y 1930 el crecimiento fue regular, pasando a duplicarse en los apenas 35 años que separan 1930 de 1965. Este repunte en el crecimiento demográfico se vio atenuado por un menor crecimiento a partir de la década de 1970, llegando a reducirse la población por primera vez en el siglo a finales de los años 1980, como consecuencia de la caída generalizada de la natalidad en todo el país.
El crecimiento actual de la población es lento, si bien el fenómeno de la inmigración, aún incipiente en la ciudad (los inmigrantes, a 2006, llegan al 5 % de los empadronados, según la Sociedad de Fomento del Ayuntamiento de San Sebastián), puede incidir en un repunte del crecimiento demográfico. Según los últimos datos, a 1 de enero de 2009, la población total es de 185 357 habitantes, de los cuales 97 192 son mujeres (53 %) y 86 116 hombres (47 %).

### Área metropolitana
El 59,86 % de la población de Guipúzcoa se concentra en su área metropolitana, que cuenta con 436 500 habitantes.
| Municipio     | Comarca                      | Población (2017) | Área en km² | Densidad en hab/km² | Distancia al centro de San Sebastián |
| ------------- | ---------------------------- | ---------------- | ----------- | ------------------- | ------------------------------------ |
| San Sebastián | Comarca de San Sebastián     | 187 849          | 60,89       | 3060,77             | ---                                  |
| Irún          | Bajo Bidasoa                 | 62 635           | 42,40       | 1458,54             | 17 km                                |
| Rentería      | Comarca de San Sebastián     | 39 439           | 32,26       | 1222,54             | 6,9 km                               |
| Zarauz        | Urola Costa                  | 23 118           | 14,80       | 1562,03             | 15 km                                |
| Hernani       | Comarca de San Sebastián     | 20 003           | 39,81       | 502,46              | 6 km                                 |
| Lasarte-Oria  | Comarca de San Sebastián     | 18 166           | 6,01        | 3022,63             | 6,7 km                               |
| Fuenterrabía  | Bajo Bidasoa                 | 17 049           | 28,63       | 595,49              | 19 km                                |
| Pasajes       | Comarca de San Sebastián     | 16 096           | 11,34       | 1419,40             | 4,6 km                               |
| Andoáin       | Comarca de San Sebastián     | 14 659           | 27,17       | 539,53              | 11,6 km                              |
| Hendaya       | Distrito de Bayona (Francia) | 16 328           | 7,95        | 2053,84             | 19 km                                |
| Oyarzun       | Comarca de San Sebastián     | 10 199           | 59,71       | 170,81              | 10,6 km                              |
| Urnieta       | Comarca de San Sebastián     | 6242             | 22,40       | 278,66              | 8,1 km                               |
| Lezo          | Comarca de San Sebastián     | 6025             | 8,59        | 701,40              | 7 km                                 |
| Usúrbil       | Comarca de San Sebastián     | 5919             | 25,64       | 230,85              | 7,6 km                               |
| Orio          | Urola Costa                  | 5026             | 9,81        | 512,33              | 11 km                                |
| Astigarraga   | Comarca de San Sebastián     | 7417             | 11,91       | 392,78              | 5,3 km                               |
| Total         |                              | 436 500          | 409,6       | 1065,67             |                                      |

## Economía

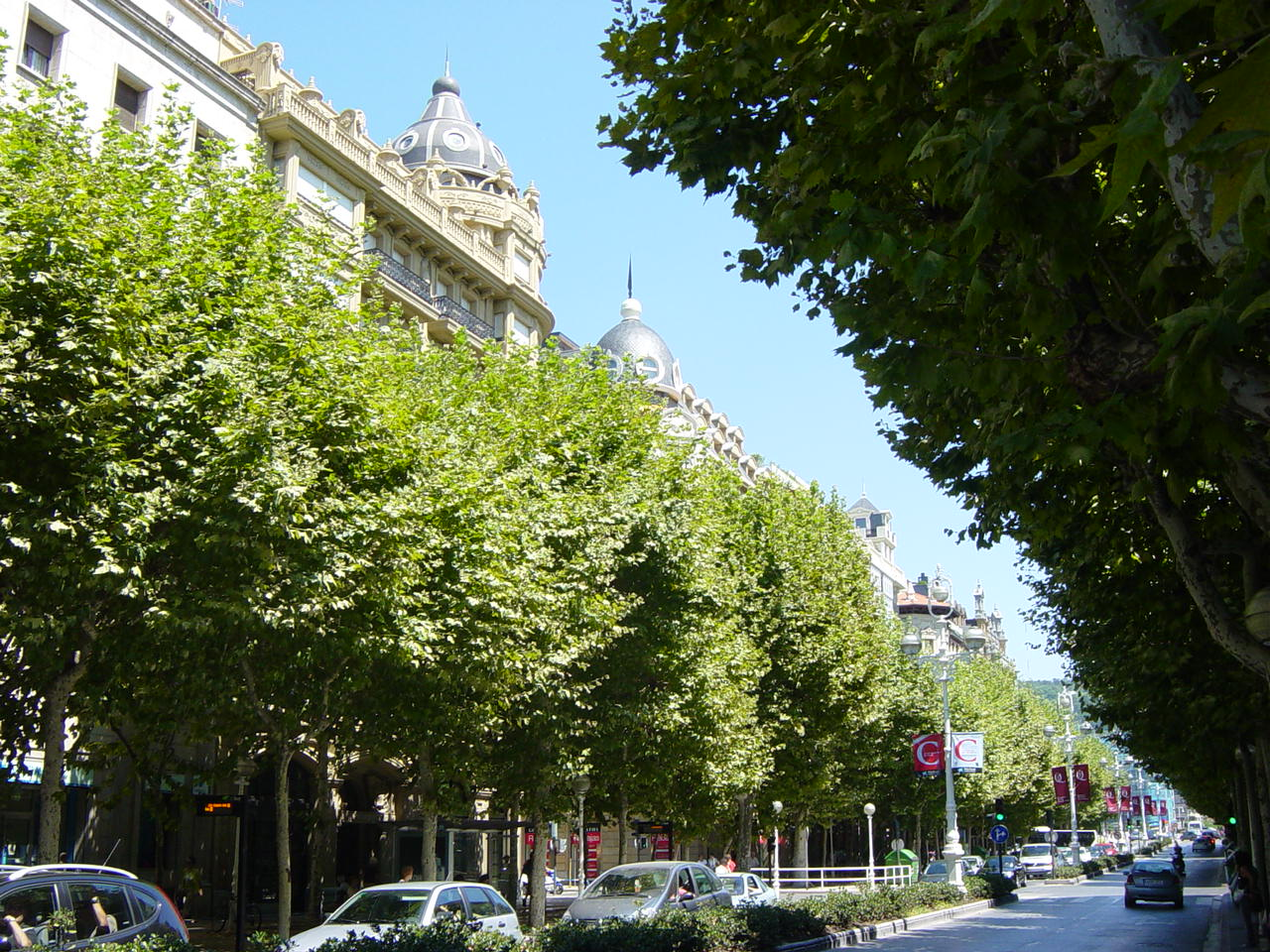
En la avenida de la Libertad, principal arteria económica y comercial de la ciudad, tienen sedes y oficinas más de 20 entidades bancarias

A pesar de ciertas incursiones en el mundo de la banca en la segunda mitad del siglo XIX, con la creación del Banco de San Sebastián (que posteriormente se integraría en el Banco Hispano-Americano) o el Banco Guipuzcoano, la ciudad no destacará por su actividad bancaria, sino que lo hará en el sector del turismo. La elección de la ciudad como lugar de descanso y veraneo por parte de la Casa Real española fue la catalizadora del desarrollo de la actividad turística y de su consiguiente configuración arquitectónica afrancesada a partir del derribo de las murallas que limitaban la expansión de la ciudad. Algunos organismos fueron creados ya a comienzos del siglo XX para atraer al turismo, entre los que destacan la Sociedad de Fomento de San Sebastián, creada por iniciativa privada para la construcción de un hotel de lujo (el Hotel María Cristina) y de un teatro (el Teatro Victoria Eugenia). Aún hoy el turismo sigue siendo la principal actividad económica de San Sebastián, que sigue la misma estrategia de atracción de los turistas mediante reclamos como los festivales de verano.
También es importante el sector del comercio, una constante a lo largo de la historia de la ciudad. La actividad comercial es intensa en el centro, sobre todo en la avenida de la Libertad, con una gran concentración de entidades bancarias y comercios de importancia. Los comercios familiares del centro están siendo relegados, progresivamente, por grandes multinacionales, algunas de las cuales poseen varios locales en la ciudad. La proximidad con Francia atrae a numerosos visitantes, que llenan los comercios y las grandes superficies locales. En lo que a las últimas se refiere, en la ciudad existen cuatro, una en el barrio de Amara, dos en el centro y otra cuarta, la más grande, situada entre los barrios de Alza e Inchaurrondo. En cualquier caso, el fenómeno de las grandes superficies fue tardío, ya que no se abrió la primera de ellas hasta 1996.
La industria, por su parte, tiene poca presencia en la ciudad y se concentra en otros puntos de la provincia de Guipúzcoa.

## Administración y política
En 1991 Odón Elorza (PSE-EE) se convirtió en alcalde, con el apoyo del PP vasco y de EAJ-PNV. Con diversos pactos (con EAJ-PNV y EA en 1995; con PP en 1999) se mantuvo al frente del consistorio hasta las elecciones locales de 2011. En 2007, formó gobierno con el grupo municipal de Ezker Batua-Berdeak/Aralar.

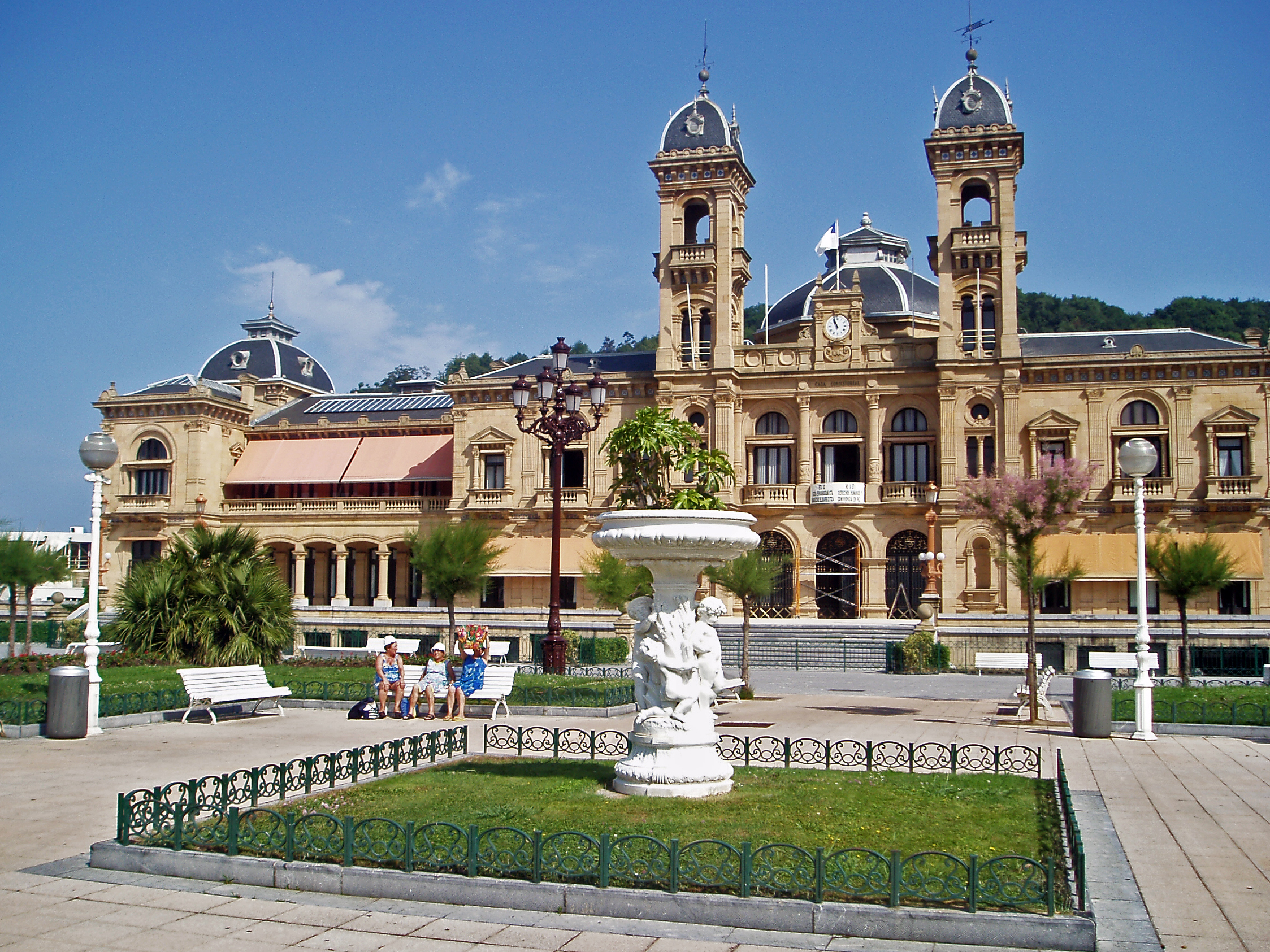
El antiguo casino, construido en 1887, que se convirtió en casa consistorial en 1946, sede del Ayuntamiento de San Sebastián

En 2011 el candidato de Bildu, Juan Carlos Izagirre, fue elegido alcalde con los votos de los 8 concejales de su coalición; el PSE y el PP votaron por el candidato socialista, Ernesto Gasco (en total 13 votos) y el PNV votó por su candidato Eneko Goia (6 votos). Al no tener ningún candidato mayoría absoluta (14), fue elegido alcalde el candidato de la lista más votada por los ciudadanos. Por barrios, el PSE-EE fue la fuerza más votada en Bidebieta, Alza y Loyola; el PP en Ayete, Centro y Amara, y EAJ-PNV en Ibaeta y Antiguo. La coalición Bildu fue la fuerza más votada en la Parte Vieja, Añorga, Igueldo, Inchaurrondo, Eguía, Gros, Ulía y Martutene.
En 2015 el candidato del PNV Eneko Goia fue elegido alcalde con los votos de su partido y del PSE-EE, cargo que reeditó en 2019 y 2023.
| Periodo   | Nombre               | Partido | Partido                                                       |
| --------- | -------------------- | ------- | ------------------------------------------------------------- |
| 1979-1983 | Jesús María Alkain   |         | Euzko Alderdi Jeltzalea-Partido Nacionalista Vasco (EAJ-PNV)  |
| 1983-1987 | Ramón Labayen        |         | Euzko Alderdi Jeltzalea-Partido Nacionalista Vasco (EAJ-PNV)  |
| 1987-1991 | Xabier Albistur      |         | Eusko Alkartasuna (EA)                                        |
| 1991-2011 | Odón Elorza          |         | Partido Socialista de Euskadi-Euskadiko Ezkerra (PSE-EE PSOE) |
| 2011-2015 | Juan Carlos Izagirre |         | Bildu                                                         |
| 2015-act. | Eneko Goia           |         | Euzko Alderdi Jeltzalea-Partido Nacionalista Vasco (EAJ-PNV)  |

| Partido político                                              | 2023   | 2023  | 2023       | 2019   | 2019  | 2019       | 2015   | 2015  | 2015       | 2011   | 2011  | 2011       | 2007   | 2007  | 2007       |
| Partido político                                              | Votos  | %     | Concejales | Votos  | %     | Concejales | Votos  | %     | Concejales | Votos  | %     | Concejales | Votos  | %     | Concejales |
| Euzko Alderdi Jeltzalea-Partido Nacionalista Vasco (EAJ-PNV)  | 24 539 | 28,04 | 9          | 34 065 | 35,46 | 10         | 29 029 | 30,13 | 9          | 15 587 | 17,93 | 6          | 12 768 | 17,20 | 5          |
| Euskal Herria Bildu (EH Bildu)-Bildu                          | 23 387 | 26,72 | 8          | 20 367 | 21,20 | 6          | 20 467 | 21,24 | 6          | 21 110 | 24,29 | 8          | 6181   | 8,33  | 2          |
| Partido Socialista de Euskadi-Euskadiko Ezkerra (PSE-EE PSOE) | 16 239 | 18,55 | 5          | 16 851 | 17,54 | 5          | 24 007 | 24,92 | 7          | 19 666 | 22,63 | 7          | 27 786 | 37,43 | 11         |
| Partido Popular del País Vasco (PP)                           | 10 590 | 12,10 | 3          | 10 340 | 10,76 | 3          | 9272   | 9,47  | 3          | 16 502 | 18,99 | 6          | 15 862 | 21,37 | 6          |
| Elkarrekin Podemos (EP)-Ezker Anitza-IU-Equo Berdeak          | 7063   | 8,07  | 2          | 9476   | 9,87  | 3          | 6947   | 7,21  | 2          | —      | —     | —          | —      | —     | —          |
| Ciudadanos (CS)                                               | 165    | 0,18  | 0          | 1572   | 1,64  | 0          | 3642   | 3,72  | 0          | —      | —     | —          | —      | —     | —          |
| Ezker Batua-Berdeak (EB-B)                                    | —      | —     | —          | 174    | 0,18  | 0          | —      | —     | —          | 2283   | 2,63  | 0          | 8487   | 11,43 | 3          |

## Cultura

### Festivales

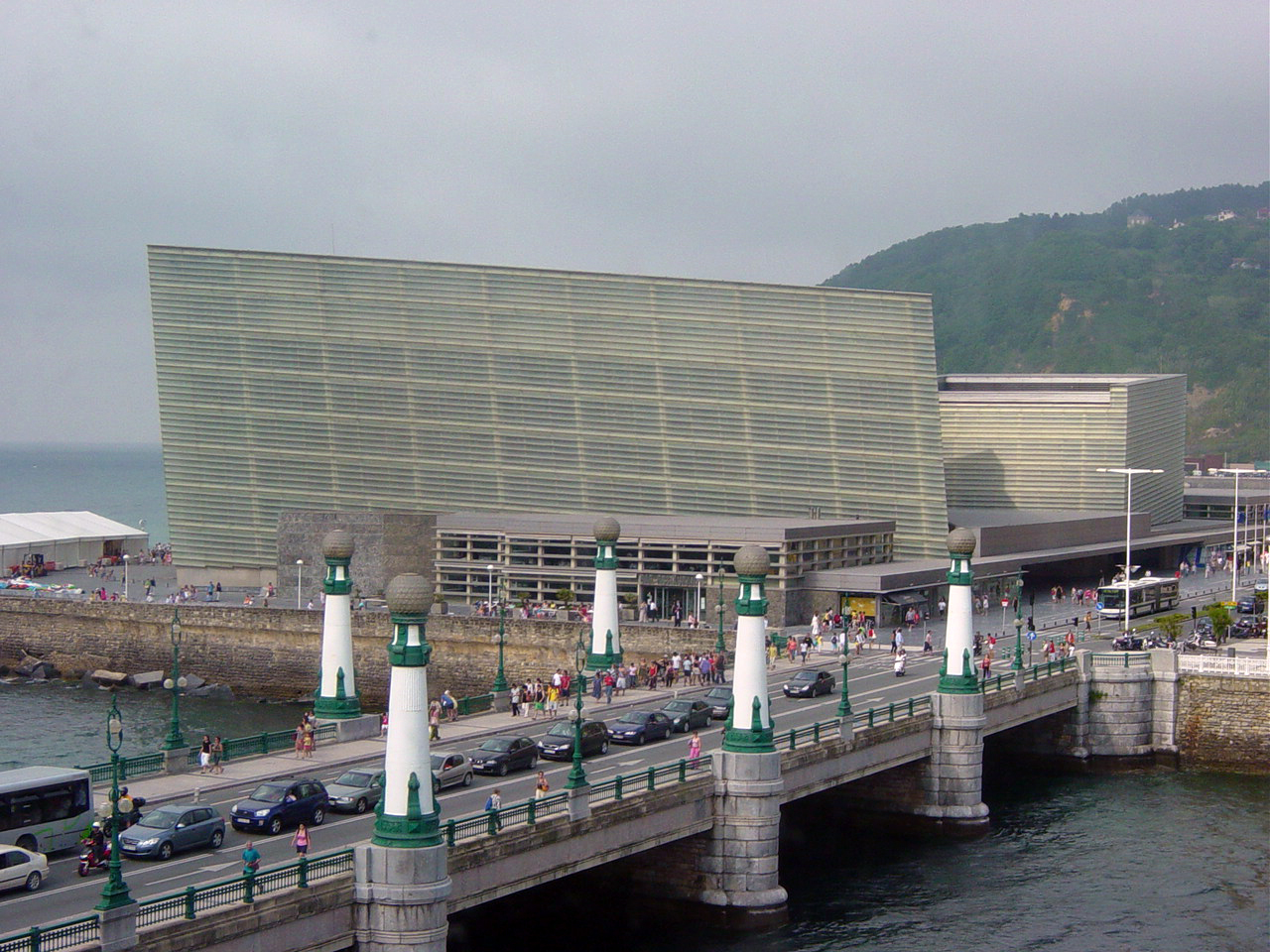
El Kursaal, obra de Rafael Moneo, fotografiado desde el Teatro Victoria Eugenia

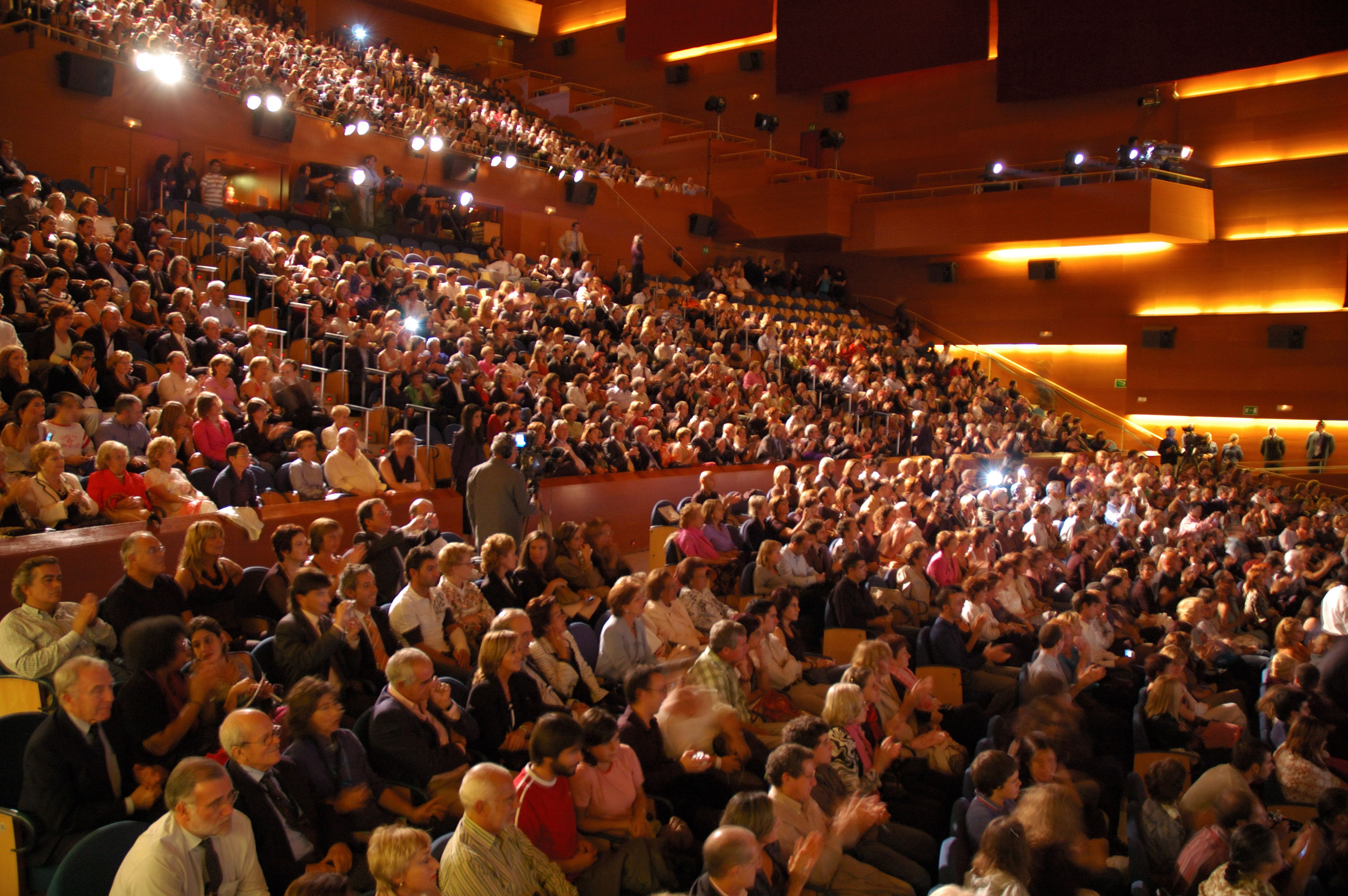
Interior del auditorio Kursaal durante el Festival de 2006

Los festivales son una de las principales características de la ciudad. Los certámenes de cine y música son numerosos en la ciudad, y algunos de ellos tienen gran prestigio internacional.
- Festival Internacional de Cine de San Sebastián, realizado a mediados de septiembre cada año. La ciudad acoge a las figuras más destacadas del cine en uno de los Festivales de Cine más importantes del mundo, creado en 1953 y con la máxima categoría (A) del circuito internacional de festivales de cine acreditados por la FIAPF. Las estrellas se alojan en el hotel más importante de la ciudad, el Hotel María Cristina, y las ceremonias se celebran en el Kursaal, separado del hotel por el río Urumea. Anteriormente a la inauguración del nuevo Palacio de Congresos diseñado por Rafael Moneo, las galas de inauguración y clausura tenían lugar en el histórico Teatro Victoria Eugenia. Por el Festival han desfilado las principales estrellas cinematográficas de los últimos 55 años. Entre ellas cabe señalar a Alfred Hitchcock, Audrey Hepburn, Elizabeth Taylor, Steven Spielberg, Luis Buñuel, Bette Davis, Gregory Peck, Al Pacino, Michael Douglas, Francis Ford Coppola, Anthony Hopkins, Robert De Niro, Bernardo Bertolucci o Woody Allen, cuya película Melinda & Melinda (2004) tuvo su estreno mundial en el Festival. Muchos de los mencionados recibieron el Premio Donostia, galardón anual del festival en reconocimiento a su carrera cinematográfica.
- Quincena Musical de San Sebastián, creada en 1939, es un festival dedicado a la música clásica. Es el más antiguo de España. Actualmente no dura una quincena, sino cerca de mes y medio durante el periodo estival. Hay conciertos diarios tanto en el Kursaal y en el Teatro Victoria Eugenia como en otros escenarios, como Chillida-Leku.
- Concurso Internacional de Fuegos Artificiales de San Sebastián, creado en 1964, es el más antiguo de Occidente y uno de los más importantes del mundo.[41] Se celebra durante la Semana Grande, a mediados de agosto. Cada noche una compañía pirotécnica distinta lanza los fuegos artificiales desde los jardines de Alderdi Eder sobre la bahía de La Concha.
- Festival de Jazz de San Sebastián, también conocido como Jazzaldia, fue creado en 1966 y actualmente es uno de los principales de Europa. Es el festival de jazz más antiguo de España. Se celebra anualmente en el mes de julio, y sus escenarios habituales son las terrazas del Kursaal, la playa de la Zurriola, la plaza de la Trinidad en la Parte Vieja, el Kursaal y el Teatro Victoria Eugenia.
- dFERIA es una feria de teatro que se celebra desde 1988, a pesar de no haber sido organizada varios años. Además de las obras de teatro representadas en los teatros de la ciudad, ciertos grupos teatrales actúan en la calle, en un intento de acercar el teatro al gran público. En 2008 adoptó su denominación actual y dio un relevante giro hacia la internacionalización.
- Semana de Cine Fantástico y de Terror, creado en 1990, es un certamen cinematográfico organizado por el ayuntamiento donostiarra centrado en el cine fantástico y de terror. En él se otorga, entre otros, el Premio Proyecto Corto de Digital+.
- Festival de Cine y Derechos Humanos de San Sebastián, iniciado en 2003, en él se estrenan o se proyectan películas proyectadas en otros festivales que estén en estrecha relación con los derechos humanos y todo tipo de temática social. Organizado por el ayuntamiento en colaboración con la Secretaría de Estado de Cooperación y diversas ONG, se encuentra en plena etapa de expansión. Desde el año 2010 Amnistía Internacional otorga un premio especial a uno de los largometrajes presentados.
- Street Zinema, iniciado en 2003, es un festival audiovisual independiente, realizado con la ayuda del centro cultural Arteleku, que analiza la masiva producción videográfica del skateboarding y otras manifestaciones culturales en el contexto urbano.

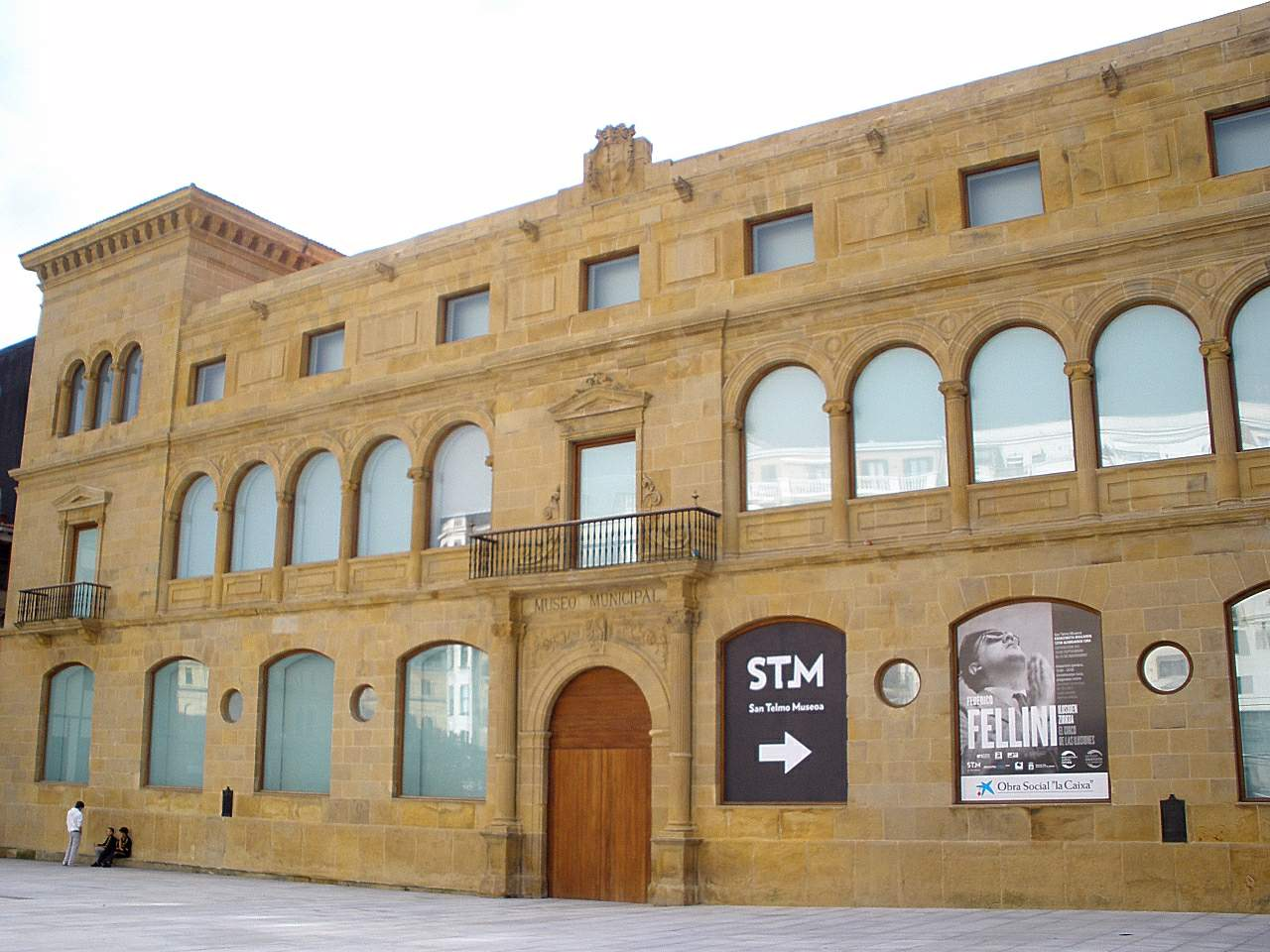
Museo Municipal de San Telmo, convento reconvertido en museo

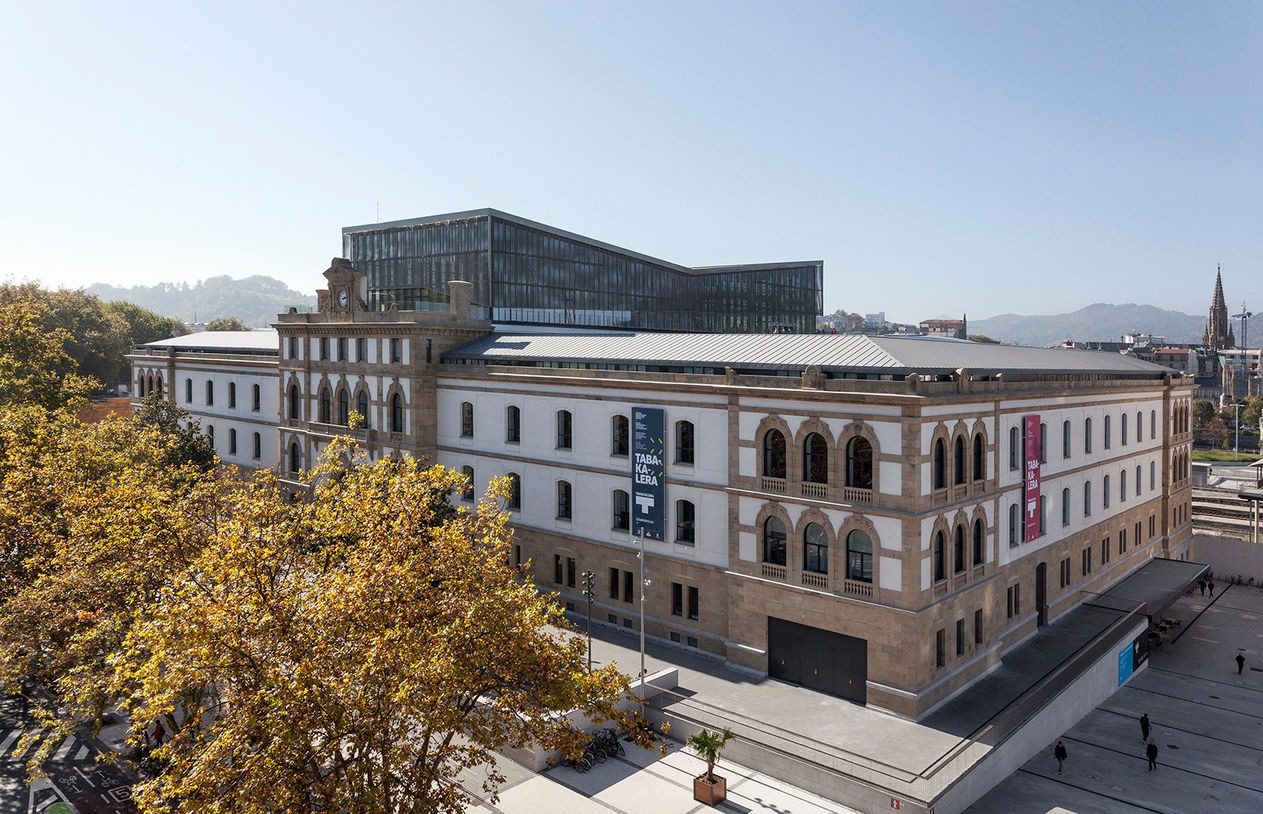
Tabacalera, centro internacional de cultura contemporánea

- Surfilm Festibal, iniciado en 2003, se trata de una muestra joven y moderna de películas y cortos rodados en torno al surf, que refuerza el atractivo de la ciudad para la organización de eventos relacionados con este deporte y para la práctica del mismo.

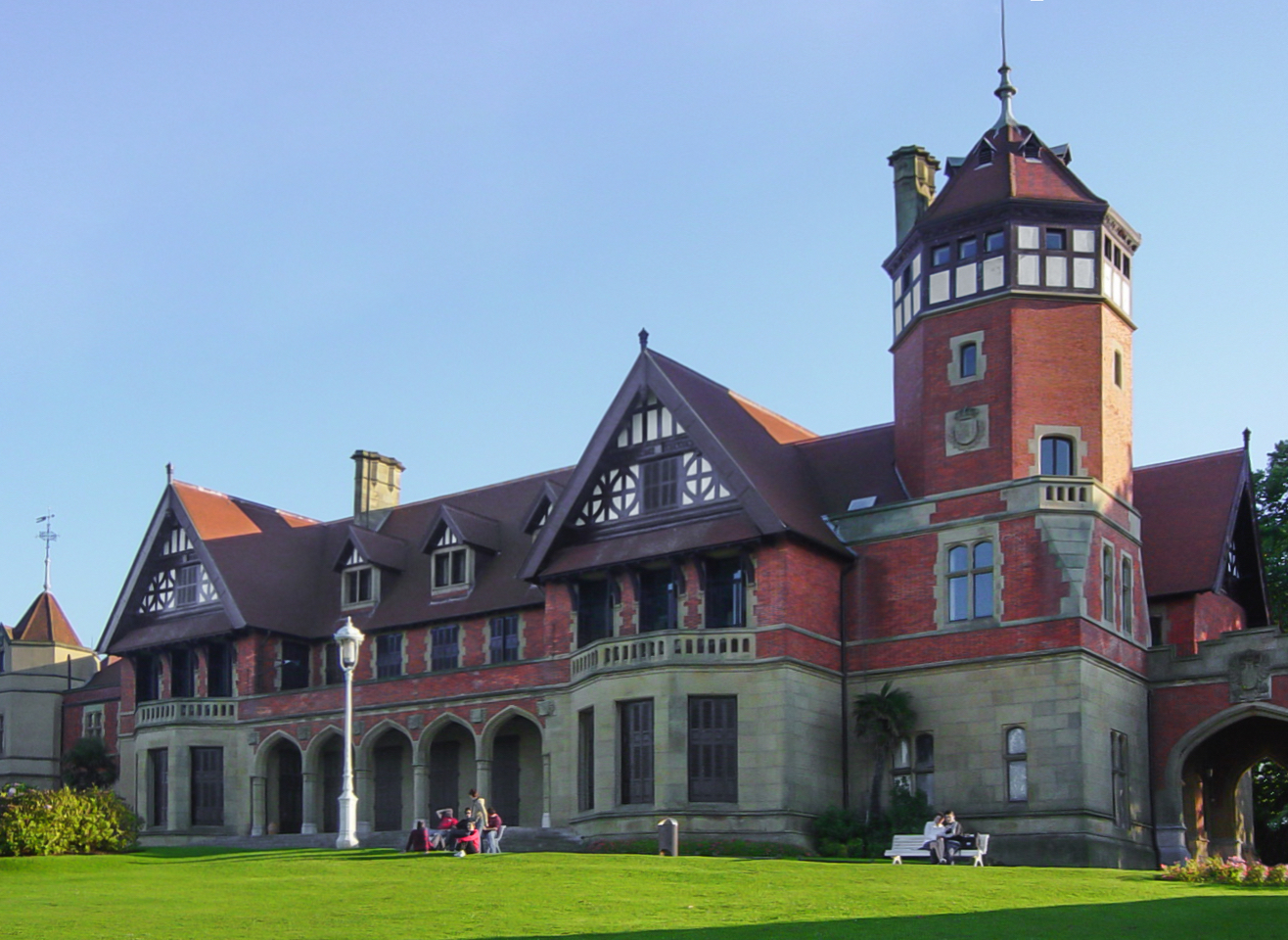
De propiedad municipal, el palacio de Miramar (1893) es la sede de los Cursos de Verano de la Universidad del País Vasco y de Musikene

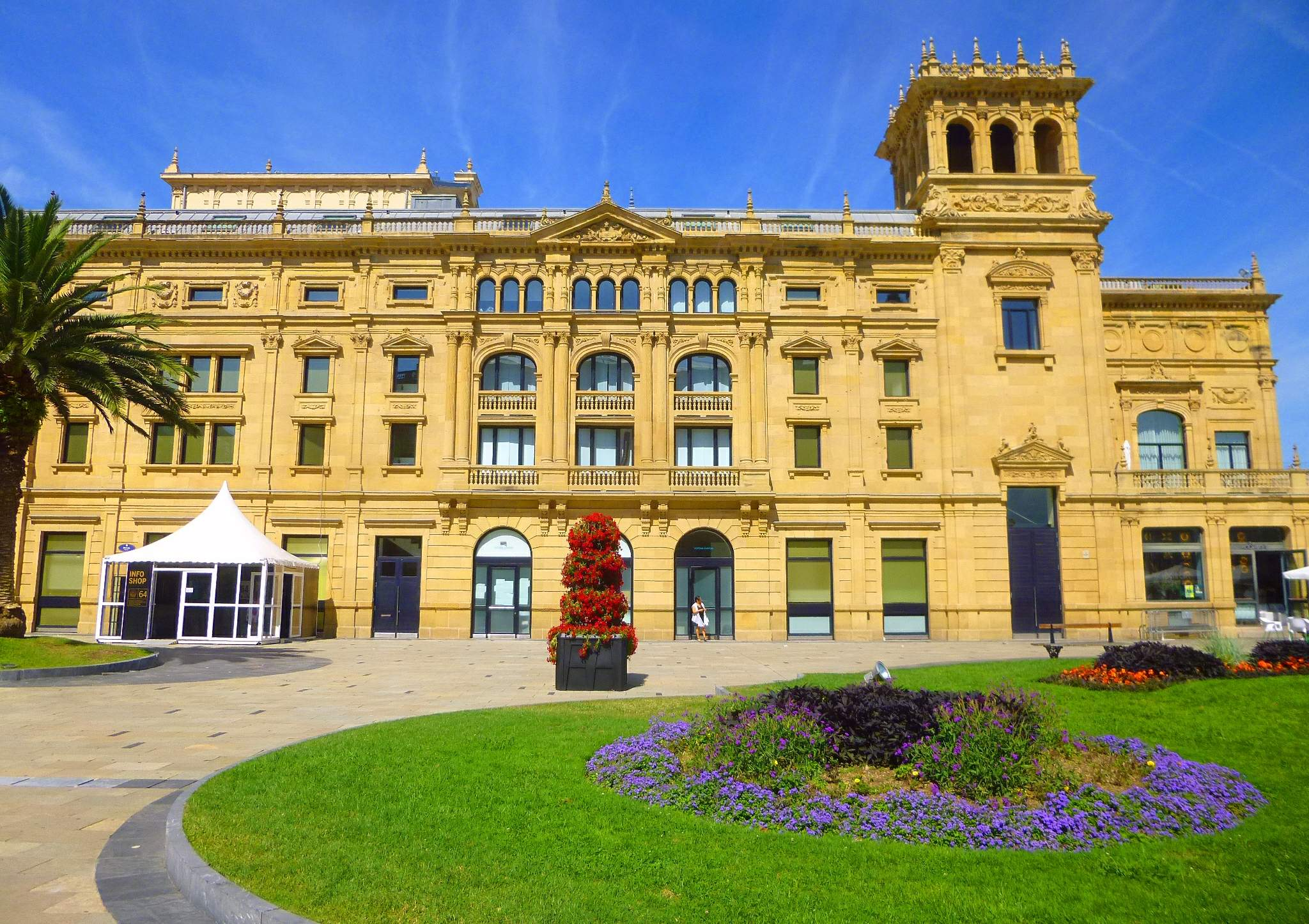
Teatro Victoria Eugenia, inaugurado en 1912. Entre 2000 y 2007 se llevó a cabo un amplio proceso de reforma que mejoró la obsoleta maquinaria teatral, pero alteró sustancialmente su esencia original

### San Sebastián 2016
San Sebastián fue Capital Europea de la Cultura en 2016. Este título le fue concedido oficialmente el 28 de junio de 2011, tras la evaluación del proyecto definitivo por parte del jurado español y europeo encargado de la deliberación. Culminaba así con éxito un proceso de tres años iniciado en 2008, cuando todos los grupos políticos de la ciudad apoyaron la iniciativa del entonces alcalde socialista Odón Elorza de presentar oficialmente la candidatura de la ciudad. En septiembre de 2010, la ciudad pasó la primera fase de selección, y finalmente alcanzó el título en junio de 2011. La capitalidad donostiarra exploró el rol de la cultura para la regeneración de la convivencia y la resolución de los problemas sociales derivados del terrorismo y de la división política y cultural de la sociedad donostiarra y, en general, de la sociedad vasca.

### Agrupaciones musicales
- La Orquesta Sinfónica de Euskadi tiene su sede central cerca de la ciudad sanitaria y del parque tecnológico.
- El Orfeón Donostiarra es una de las más importantes formaciones corales del mundo. Su sede está situada en la Parte Vieja.
- El Coro Easo es el coro masculino más prestigioso del País Vasco. Su sede se halla en el barrio de Ayete.
- The Golden Apple Quartet es el cuarteto vocal a capela humorístico más conocido del País Vasco y España. Fundado en 1986 por Loyola Garmendia y Eduardo Errondosoro.

En lo que se ha dado en llamar Donosti Sound se engloba a los exitosos grupos de indie-pop/pop-rock surgidos en la ciudad durante las décadas de 1980 y 1990. Le Mans, La Buena Vida o Family, a los que a menudo se suma a Duncan Dhu (Mikel Erentxun y Diego Vasallo), 21 Japonesas, Álex Ubago o La Oreja de Van Gogh, son algunos de los grupos surgidos en San Sebastián en torno a este estilo musical, inequívocamente marcado por la climatología gris y la fisonomía aburguesada de la ciudad.

### Equipamientos culturales
Auditorios y teatros
- Palacio de congresos y auditorio Kursaal: complejo arquitectónico que incorpora salas de congresos, espectáculos y conciertos diseñado por Rafael Moneo.
- Teatro Victoria Eugenia: histórico teatro inaugurado en 1912. En él han actuado algunos de los más importantes intérpretes de música clásica o teatro. Fue la sede principal del Festival de Cine hasta 1999, año de la inauguración del Kursaal y del cierre del teatro para su restauración. Fue reabierto en marzo de 2007.
- Teatro Principal: es el más antiguo de los teatros donostiarras. Inaugurado en 1843, adoptó su aspecto actual a finales del siglo XIX. Además de las obras de teatro habituales y de algunas de las presentadas en la feria de teatro, acoge la mayor parte de las proyecciones de la Semana de Cine Fantástico y de Terror, del Festival de Cine y Derechos Humanos y algunas películas del Festival de Cine.

Museos
- Aquarium de San Sebastián: el acuario está situado en el muelle junto al paseo Nuevo. Posee una relevante colección histórica, así como una moderna ampliación con un pasadizo que recorre una gran pecera.
- Museo San Telmo: de titularidad municipal y situado en un antiguo convento del siglo XVI. Ha sido reabierto en 2011 tras largos trabajos de ampliación y reforma. Alberga piezas de arte tanto antiguas como del siglo XX, así como objetos arqueológicos, etnográficos y de diseño.
- Tabakalera: antigua fábrica de tabaco y sede actual del Centro Internacional de Cultura Contemporánea.
- Museo Chillida-Leku: situado en la localidad vecina de Hernani, alberga la más amplia colección de obras del escultor donostiarra Eduardo Chillida. Se trata de uno de los más importantes reclamos turísticos de la ciudad.
- Museum Cemento Rezola: situado en el barrio de Añorga, frente a la Fábrica de Cementos Rezola. Edificio proyectado por el arquitecto Luis Peña Ganchegi, tiene como tema principal la trascendencia del cemento en la civilización occidental.
- Museo de Ciencia Eureka!: situado en el parque tecnológico de San Sebastián (Miramón). Un espacio dedicado para todos los públicos: cuenta con una exposición permanente dotada de 160 módulos interactivos, un Planetarium digital de última generación y una sala de simuladores de montaña rusa, F1, simulador de vuelo, etc.
- Museo Marítimo Vasco de San Sebastián

Bibliotecas
- Casas de Cultura: de titularidad municipal, se trata de centros culturales dotados de biblioteca, salas de conferencias y otros equipamientos distribuidos por los diferentes barrios de la ciudad. Es también municipal la Escuela de Música y Danza, que oferta enseñanzas no regladas.
- Biblioteca Central: situada en el ayuntamiento, se trata de la biblioteca más amplia de gestión municipal.
- Centro cultural Koldo Mitxelena: de titularidad provincial, se trata del más importante equipamiento cultural de San Sebastián. Dispone de biblioteca, videoteca, fonoteca, hemeroteca, salas de exposiciones, salas de estudio y salas de lectura.

### Gastronomía

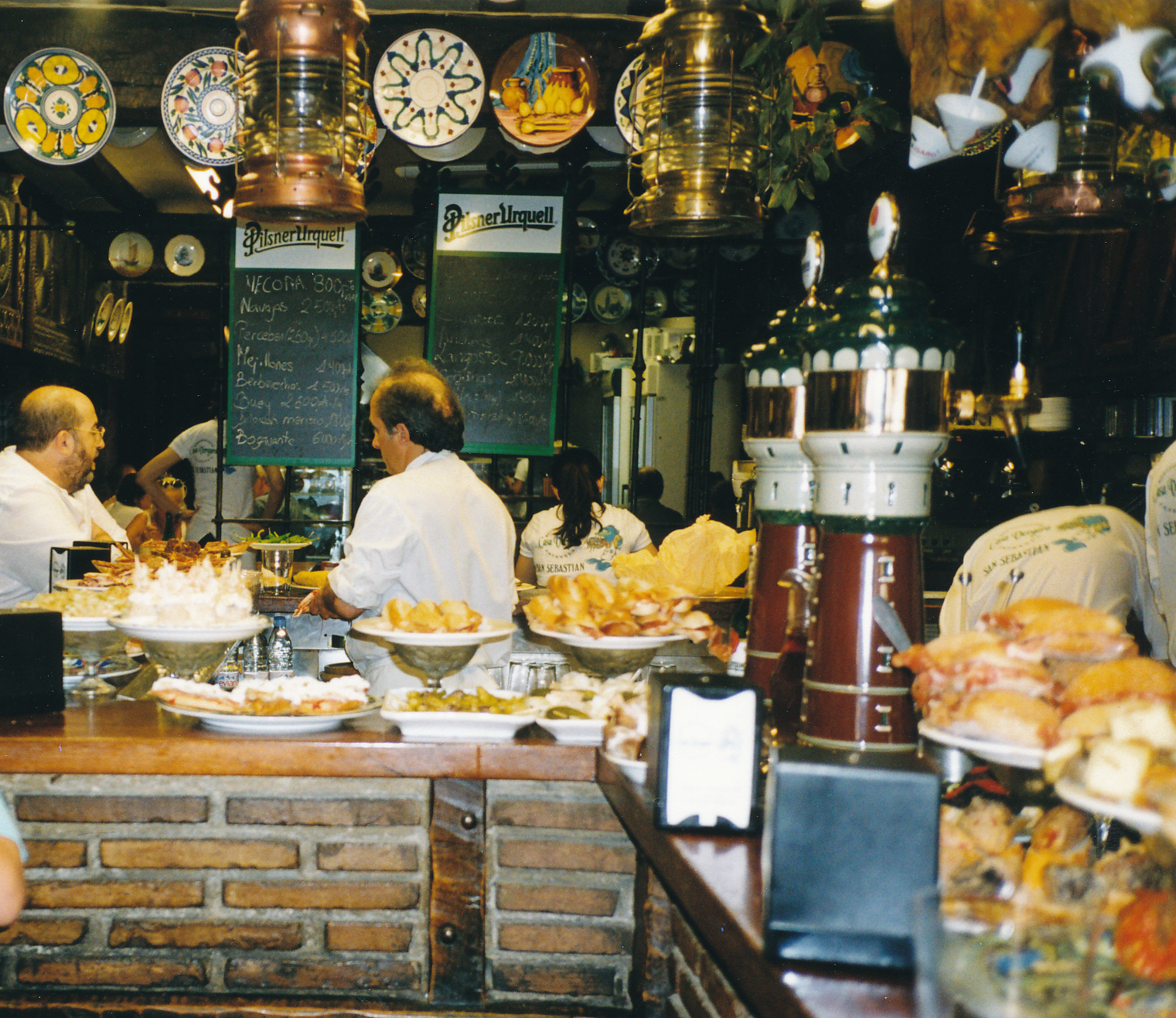
Los pintxos (tapas) de San Sebastián

Se dice que San Sebastián es la ciudad del mundo con mayor número de estrellas Michelin por metro cuadrado. De hecho, es la única ciudad del mundo, junto con París, que posee tres restaurantes con tres estrellas, la máxima calificación. Así pues, la gastronomía es uno de los principales atractivos turísticos de la ciudad. Como representantes de la Nueva Cocina Vasca, prestigiosos cocineros como Juan Mari Arzak, Pedro Subijana o Martín Berasategui, los tres con las respectivas tres estrellas Michelín ya comentadas, tienen sus restaurantes en San Sebastián. También son muy populares los bares de pintxos de la Parte Vieja, obras de arte culinarias en miniatura, de los que San Sebastián es un gran referente en España.
Actualmente el restaurante Mugaritz está considerado como uno de los mejores del mundo. Se encuentra en Rentería a escasos 10 km del centro de San Sebastián.

### Festividades

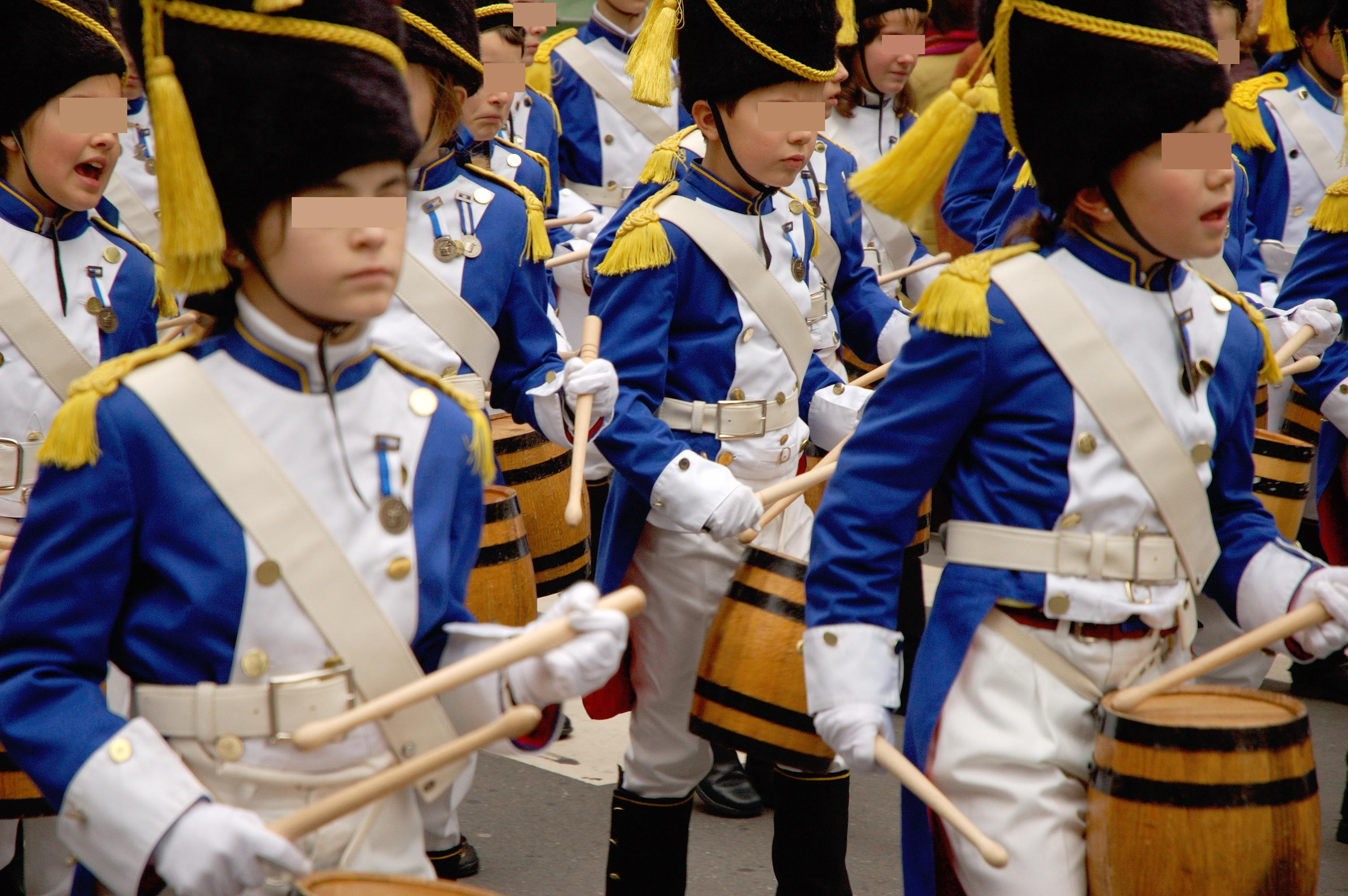
Sección de barriles de una compañía de la Tamborrada infantil

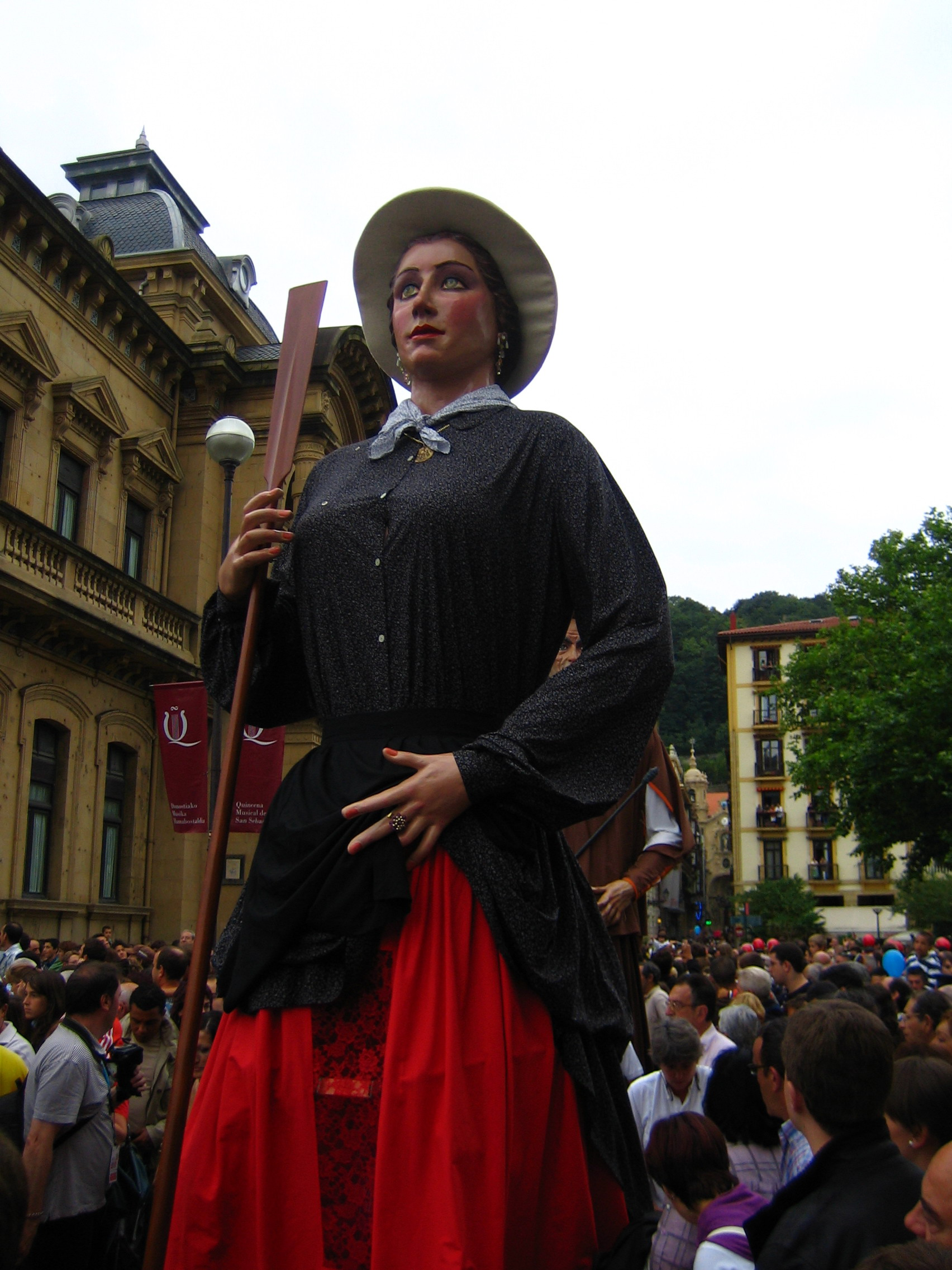
Los Gigantes y Cabezudos de la ciudad en su Semana Grande

La principal fiesta de la ciudad es la Tamborrada, que se celebra el 20 de enero, día de San Sebastián. La noche del 19 al 20 de enero la plaza de la Constitución de la Parte Vieja se llena de donostiarras alrededor del tablado en el que se sitúa la tamborrada de la Sociedad Gaztelubide, para realizar la izada de la bandera y comienzo de las fiestas. A lo largo de la mañana del día 20 desfila la Tamborrada Infantil, con más de medio centenar de compañías infantiles de centros escolares de San Sebastián y a lo largo de las 24 horas que dura la fiesta circula una centena de tamborradas de adultos. El día 20 a las doce de la noche, la Unión Artesana arría la bandera en la plaza de la Constitución como fin de fiesta. Se trata de una fiesta con raíces históricas surgida a finales del siglo XIX. La música que se interpreta, que incluye el himno de la ciudad (Marcha de San Sebastián, cuya letra fue obra de Serafín Baroja, padre del también donostiarra Pío Baroja), fue escrita por Raimundo Sarriegui, originalmente para piano, siendo adaptadas posteriormente para banda).
Entre la citada fiesta de San Sebastián y los carnavales existen distintas fiestas culturales y populares, entre las que cabe destacar la de los Caldereros, que se celebra el sábado más cercano a la Virgen de la Candelaria, que trata de recordar el paso de tribus nómadas por San Sebastián. Otra de estas festividades se celebra un día después de Caldereros, bajo el nombre de Iñudes eta Artzaiak, una fiesta completamente carnavelesca, donde se disfrazan de alcalde, obispo, panadero, mikelete, cuidadoras, pastores...
En agosto, durante la semana del día 15 (la Asunción), se celebra la Semana Grande donostiarra, la gran fiesta veraniega de la ciudad. Entre las diversas actividades que se organizan, destacan el Concurso Internacional de Fuegos Artificiales y los desfiles de la comparsa de Gigantes y Cabezudos.
A finales de agosto y principio de septiembre se celebran las Euskal Jaiak ('fiestas vascas'), bajo diferentes formas y no sin interrupciones desde la década de 1920. Son una suma de eventos culturales, deportivos y festivos relacionados con la cultura vasca que se programan a lo largo del último mes del verano. El plato fuerte de las mismas es la celebración de la Bandera de La Concha, la principal competición de traineras disputada en el Cantábrico. Esta excede el ámbito estrictamente deportivo, ya que la ciudad se llena de decenas de miles de seguidores de los equipos participantes en un ambiente de fiesta. Las tandas clasificatorias se celebran un jueves y la Bandera propiamente dicha los siguientes dos domingos en dos tandas. En el programa de las Euskal Jaiak se incluye la celebración del 31 de agosto, en la que se recuerda el incendio que arrasó la ciudad en 1813 durante la guerra de la Independencia, que dejó en pie una sola calle, la más antigua de la ciudad: la calle 31 de agosto, de la Parte Vieja. Esta efeméride se conmemora con un conmovedor desfile de antorchas que se realiza por dicha calle. Otro punto fuerte es el Sagardo Eguna (Día de la Sidra) que suele celebrarse el sábado anterior al segundo domingo de regatas y que a la feria propiamente dicha une un gran número de actividades festivas paralelas.
El 21 de diciembre es el día de Santo Tomás. Durante este día se pueden ver por toda la ciudad puestos de productos artesanales, entre los que destacan, por ser la comida típica del día, el talo, la chistorra y la sidra. Los puestos en cuestión suelen estar colocados en lugares como la plaza de Guipúzcoa o la plaza de la Constitución de la ciudad, y suelen estar atendidos por organizaciones o grupos de escolares.

### Vida nocturna

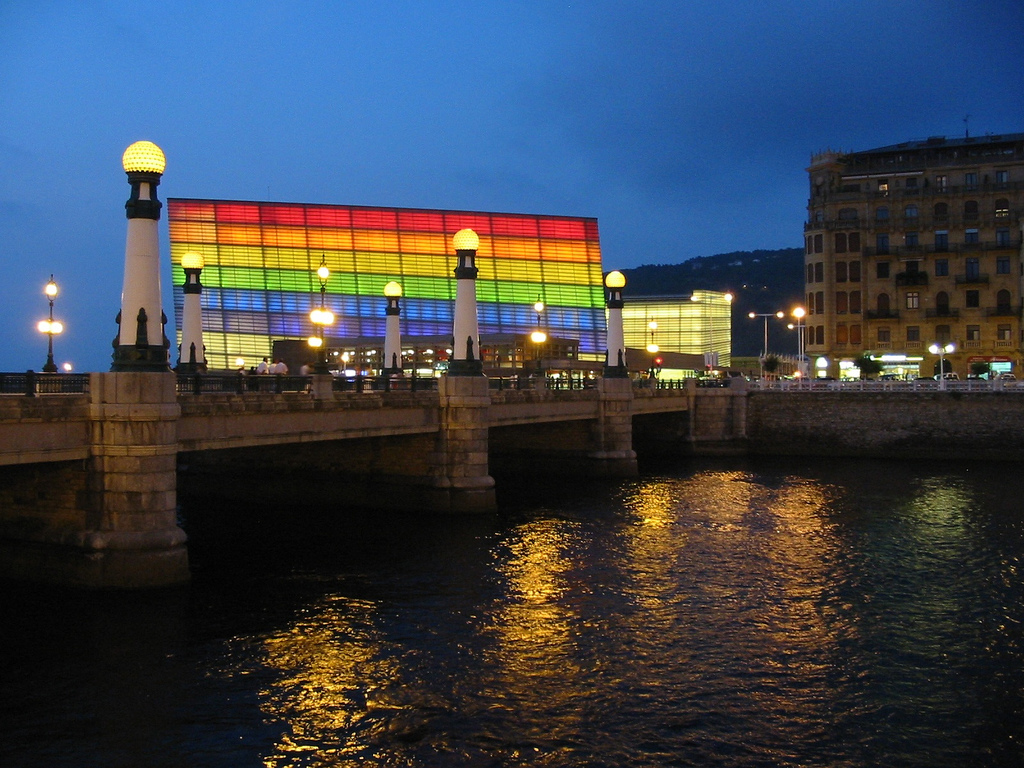
Iluminación nocturna especial del Kursaal

El ocio nocturno de la ciudad se centra en varios puntos: la Parte Vieja, el entorno de la calle de los Reyes Católicos, junto a la catedral del Buen Pastor, y las discotecas de la bahía de la Concha y de la playa de la Zurriola.
En la Parte Vieja se concentran grupos variados de jóvenes de todas las edades, muchos de los cuales se desplazan a las discotecas de La Concha tras el cierre de los bares de dicha zona. Las tres discotecas situadas en la bahía acogen a todo tipo de público, si bien son consideradas discotecas de público con alto poder adquisitivo. Estas tres discotecas, principalmente las situadas en el edificio del Real Club Náutico de San Sebastián y junto al balneario de La Perla, acogen las fiestas del Festival Internacional de Cine. Otras opciones de ocio nocturno son el café situado en el Teatro Victoria Eugenia, la discoteca a orillas de la playa de la Zurriola, el centro de Ocio Illumbe formado por la plaza de toros y un centro comercial con pubs, restaurantes y discotecas o los mencionados bares del centro de la ciudad en el entorno de la catedral.

### Deporte

#### Instalaciones deportivas
La ciudad deportiva de San Sebastián, situada en el barrio de Amara, es Anoeta, donde se encuentra el estadio de Anoeta (que sustituyó, en 1993, al campo de fútbol de Atocha), el velódromo de Anoeta, una piscina olímpica, una piscina de ocio, varias canchas polideportivas polivalentes, un polideportivo, tres frontones, gimnasio, miniestadio, el Palacio de Hielo, un hotel, así como un circuito para la práctica del skate. Se trata de uno de los complejos deportivos más completos de España. Asimismo, existen otros polideportivos repartidos por los respectivos barrios (Antiguo, Ibaeta, Gros, Altza,...). El hipódromo de San Sebastián, también llamado Hipódromo de Lasarte, está situado en el barrio de Zubieta. Se trata del hipódromo más importante de España junto con el hipódromo de la Zarzuela, en Madrid. Fue creado en 1916.

#### Clubes deportivos
La Real Sociedad o «La Real», fundada en 1909 como sucesora directa del Club Ciclista de San Sebastián, es el equipo de fútbol de San Sebastián. Fue campeón de la Liga en dos ocasiones, ha ganado otros trofeos como la Copa del Rey y ha estado en varias ocasiones a las puertas de ganar otros campeonatos nacionales e internacionales. Después de unas décadas de fútbol en 1.ª división, el club de la ciudad jugó en 2.ª división desde la temporada 2007–-2008 hasta que consiguió el ascenso, quedando campeona de 2.ª división en la temporada 2009-2010, por lo que desde la temporada 2010-2011 milita de nuevo en 1.ª división.
El campo de fútbol de La Real es el Estadio de Anoeta, pero los entrenamientos se desarrollan en las Instalaciones de Zubieta que el club posee en el barrio de Zubieta.

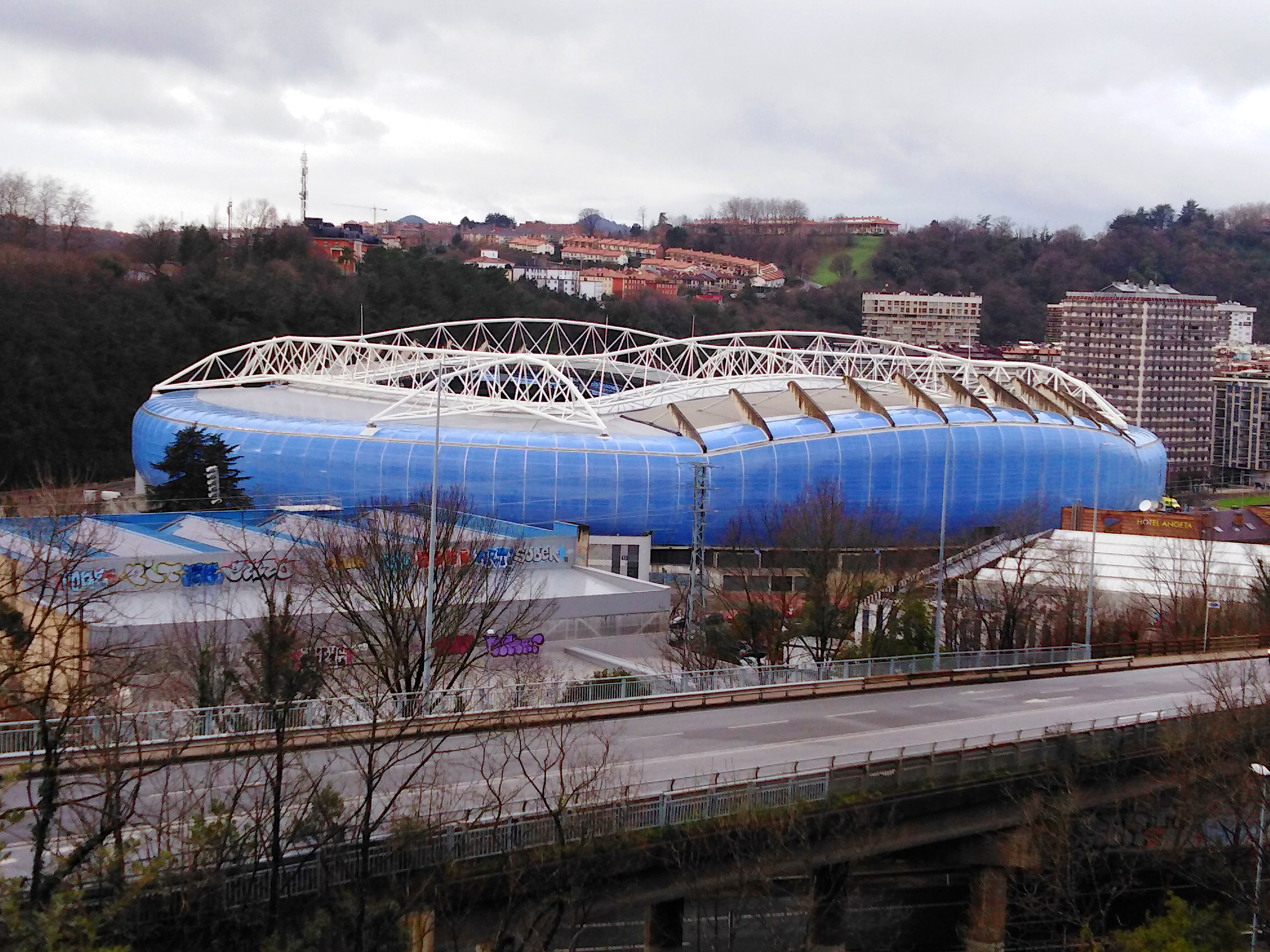
El estadio de Anoeta, construido en 1993, sustituyó al campo de fútbol de Atocha como sede de los partidos de la Real Sociedad

De la misma forma, la Sociedad Deportiva Lengokoak Kirol Elkartea es uno de los clubes convenidos con la Real Sociedad que mayor aportación de jugadores realiza a dicho club, entidad que cumplirá en 2013 su quincuagésimo aniversario y que ha estado desde su fundación fielmente ligada al club de referencia de Guipúzcoa. Entre los deportistas de renombre forjados en el Lengokoak podemos destacar a Luis Miguel Arconada y Javier Urruticoechea, llegando a convertirse ambos en figuras internacionales de la portería. David Zurutuza, actual centrocampista blanquiazul, también tuvo su origen en la S. D. Lengokoak K. E.
En el ámbito del baloncesto, el principal club es el San Sebastián GBC. El 23 de mayo de 2006, en el polideportivo José Antonio Gasca de Anoeta, el Bruesa GBC, equipo profesional del San Sebastián Guipúzcoa Basket Club, aseguró su ascenso de la liga LEB-1 (de la que se proclamó campeón) a la liga ACB, con lo que el baloncesto donostiarra volvió a situar a un equipo local en la principal liga española y segunda más importante del mundo. Ese año, el equipo se mudó a la plaza de toros de Illumbe, recinto con una capacidad de 11 000 espectadores, que fue reacondicionada como cancha de baloncesto. Tras consumar su descenso a la liga LEB-1 en abril de 2007, volvió de nuevo a la máxima categoría en junio de 2008. Con el patrocinio de Seguros Lagun Aro el club donostiarra se ha asentado en la Liga ACB, en la que compite en la temporada 2011-2012 por cuarta temporada consecutiva, habiendo disputado por primera vez la Copa del Rey.
El C.D. Fortuna K.E. es un club deportivo fundado en 1911 dedicado a la promoción del deporte de base. Cuenta con numerosas secciones deportivas y organiza la popular carrera pedestre Behobia-San Sebastián. En el 2003 fue galardonado con la medalla al mérito ciudadano.
El Atlético San Sebastián es un club polideportivo fundado en 1958 de gran tradición e implantación social en la ciudad. Cuenta con equipos de hockey hierba masculino y atletismo femenino situados entre la élite del deporte español. En el pasado sus secciones de baloncesto masculino y rugby estuvieron también a primer nivel.
El Bera Bera Rugby Taldea es un club polideportivo fundado en 1986. Destacan sus equipos de rugby masculino: el Pegamo Bera Bera que juega en la Liga Española de rugby y el equipo de balonmano femenino, el Balonmano Bera Bera, que está en la Liga española de balonmano femenino y que ha sido dos veces campeona de la División de Honor de balonmano femenino y cuatro veces de la Copa de la Reina.
El Club Deportivo Egia Balonmano, que tiene su sede en el barrio de Egia, es el club de balonmano con más tradición de la ciudad. Tiene equipos masculinos en varias categorías, desde cadete hasta sénior.
El remo donostiarra actualmente tiene como mayor representación la trainera del club Donostiarra, aunque en otras modalidades siguen en total actividad los históricos Ur-Kirolak y Donostia Arraun Lagunak.
El Real Golf Club de San Sebastián, fundado en 1910, tenía sus instalaciones en Lasarte-Oria y en 1969 se trasladaron a Fuenterrabía.

#### Eventos deportivos
- Copa de Oro de San Sebastián – Donostiako Urrezko Kopa: la Copa de Oro es el premio más importante que se disputa en el Hipódromo de San Sebastián. Se celebra el 15 de agosto, al concentrarse toda la actividad hípica de España en el hipódromo donostiarra durante la temporada de verano.
- Clásica de San Sebastián: prueba ciclista de una etapa de duración que comienza y termina en San Sebastián (también llamada Clásica San Sebastián-San Sebastián). Pertenece al UCI WorldTour.
- Bandera de La Concha: es la prueba de traineras de mayor prestigio. Se celebra en septiembre.
- Behobia-San Sebastián: Organizada por el CD Fortuna KE, la Behobia - San Sebastián es una carrera pedestre popular que se celebra en noviembre. Se desarrolla en un recorrido de 20 km que empieza en la frontera con Francia (Behobia) y termina en San Sebastián. La B/SS convoca cada edición más de 100 000 espectadores que, bajo cualquier condición meteorológica, hacen de la carrera un importante evento deportivo y cultural.

## Servicios

### Educación

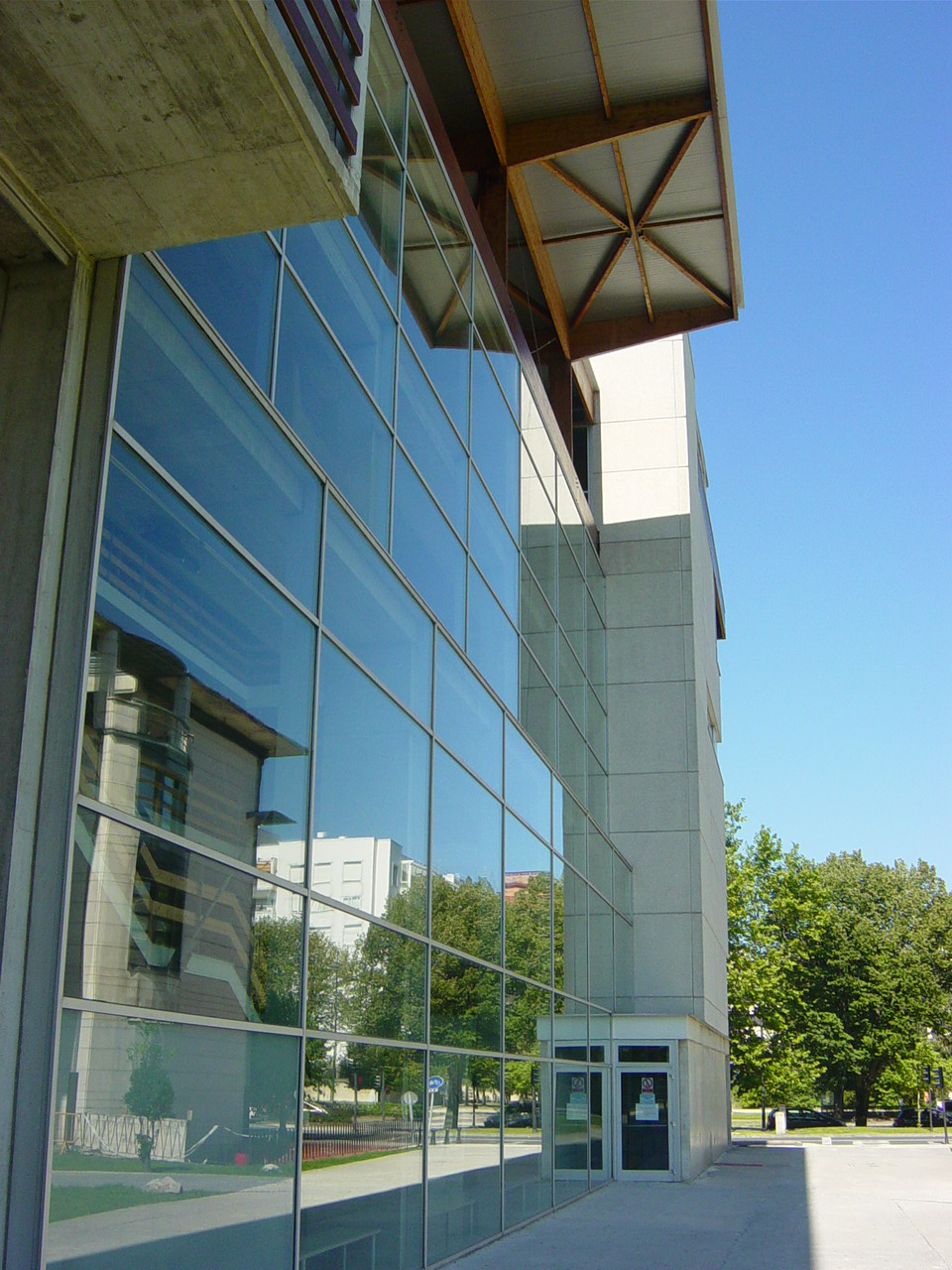
Edificio aulario del campus de Guipúzcoa de la Universidad del País Vasco, en el que se está desarrollando un potente polo de investigación que culminará con la construcción de un centro de gestión mixta entre la universidad y el CSIC

Según datos de la Sociedad de Fomento del ayuntamiento, casi el 70 % de los donostiarras tiene estudios similares o superiores al bachillerato. El 26,6 % dispone de algún título universitario o de estudios técnicos.
Al margen de los numerosos colegios privados de carácter religioso y laico y de las escuelas e institutos públicos, dependientes del Gobierno Vasco, la tradición musical de la ciudad pone de relieve el Conservatorio de Música Francisco Escudero, creado en 1879 y que posee una notable biblioteca musical con uno de los fondos históricos más importantes del país.

#### Educación superior
En lo que a la enseñanza superior universitaria se refiere, en la ciudad tienen presencia cuatro universidades y un conservatorio superior.
- Universidad del País Vasco: en San Sebastián se encuentra el Campus de Guipúzcoa de dicha universidad pública, en los barrios de Ibaeta y Benta Berri.
- Universidad de Navarra: esta universidad privada situada en Pamplona imparte en el Tecnun de San Sebastián las ingenierías.
- Universidad de Deusto: construido en 1956, el Campus de San Sebastián imparte distintas titulaciones universitarias.
- Universidad de Mondragón: esta universidad privada cuenta en San Sebastián con una pionera Facultad de Ciencias Gastronómicas (Basque Culinary Center).
- Musikene: Centro Superior de Música del País Vasco, creado en 2002.

Investigación
La investigación científica se está desarrollando de forma considerable principalmente en tres núcleos. En el campus donostiarra de la Universidad del País Vasco, donde tienen su sede la Facultad de Ciencias Químicas, la Escuela Universitaria Politécnica y cerca del cual se halla el Tecnun, Escuela Técnica Superior de Ingeniería de la Universidad de Navarra, se encuentra el Nanogune, centro de investigación de nanotecnología, y un centro de investigación mixto del Consejo Superior de Investigaciones Científicas (CSIC) y de la Universidad del País Vasco. Asimismo, en el campus se encuentra la sede del Donostia International Physics Center.
Otro núcleo de investigación es el parque tecnológico de Miramón, situado cerca del barrio de Ayete en un entorno natural. En él tienen su sede diversas empresas dedicadas a la investigación científica y tecnológica y el Centro de Estudios e Investigaciones Técnicas de Guipúzcoa (CEIT), y está previsto que nuevas empresas se vayan instalando en Miramón en los próximos años. Además de esta vertiente científica, el entorno de Miramón acoge también la sede de las Juntas Generales de Guipúzcoa y próximamente la nueva sede y auditorio del Orfeón Donostiarra.
Por último el Hospital Universitario Donostia con su Instituto de Investigación Biodonostia canaliza gran parte de la investigación biosanitaria de Guipúzcoa.

### Comunicaciones

#### Carreteras
Durante los años 2010 y 2011, y debido a la construcción de nuevas infraestructuras viarias como la GI-40, GI-41 y del Segundo cinturón de San Sebastián, la Diputación Foral de Guipúzcoa se vio obligada a renombrar los accesos y las circunvalaciones del área metropolitana de la ciudad. Los accesos por carretera a la ciudad son los siguientes:
| Identificador | Denominación | Tipo                 | Itinerario | Longitud |
| ------------- | ------------ | -------------------- | --- | -------- |
| GI-11         |              | Autovía              | Conecta la zona oeste de la ciudad, concretamente los barrios de Errotaburu y El Antiguo con la AP-1 AP-8. En su tramo entre el nudo de Ariceta y Lasarte-Oria conecta con la N-I y la N-634.                                                                                           | 2 km     |
| GI-21         |              | Vía desdoblada       | Conecta la zona oeste de la ciudad, concretamente los barrios de Recalde, Añorga, Ayete, Errotaburu y El Antiguo con la AP-1, AP-8, GI-20, N-I y N-634. | 3 km     |
| GI-41         |              | Vía desdoblada       | Conecta la zona centro de la ciudad, concretamente los barrios de Martutene (al que también sirve de circunvalación) y Amara con la AP-1, AP-8, A-15, GI-131 y N-I. Consta de un subramal que recibe de la denominación de GI-41-O que sirve de enlace con la localidad de Astigarraga. | 2 km     |
| GI-2132       |              | Carretera secundaria | Une la localidad de Hernani con el barrio donostiarra de Recalde donde enlaza con la GI-21. Consta de una ramal urbano denominado paseo del Doctor Begiristain que llega hasta la zona de Hospitales, el barrio de Ayete y el parque tecnológico de Miramón.                            |          |
| GI-2137       |              | Carretera secundaria | Une la localidad de Astigarraga con el barrio donostiarra de Martutene. Enlaza con la GI-40 |          |

La ciudad dispone de las siguientes circunvalaciones:
| Identificador | Denominación                      | Tipo           | Itinerario | Longitud |
| ------------- | --------------------------------- | -------------- | --- | -------- |
| GI-20         | Variante de San Sebastián         | Autovía        | Se extiende a lo largo de ciudad. Comienza en el pk. 12 de la AP-1 AP-8 a la altura de Rentería y termina en la misma autopista a la altura del pk. 27 cerca de Ariceta. Conecta con las carreteras GI-11, GI-31, GI-40, GI-131, GI-636, AP-1, AP-8, N-I y N-634.            | 15 km    |
| GI-40         | Conexión entre GI-20 y GI-41      | Vía desdoblada | Conecta los barrios de Amara, Hospitales y el parque tecnológico de Miramón con los de Martutene, Inchaurrondo y Alza y la localidad de Pasajes. Comienza en el enlace de Amara de la GI-20 y termina en el enlace de San Sebastián Este e Inchaurrondo, también de la GI-20 | 3 km     |
| AP-1 AP-8     | Segundo Cinturón de San Sebastián | Autopista      | Discurre por terrenos de Rentería, Oyarzun, Astigarraga, Hernani, San Sebastián, Lasarte-Oria y Usúrbil. Tiene conexiones con N-I, A-15, GI-20, GI-41 y GI-131. | 17 km    |

#### Carril bici
El carril bici, también llamado bidegorri (que significa «camino rojo» en euskera, por ser ese el color del carril), es un medio de transporte que está creciendo mucho en el municipio. La red de carriles bici de San Sebastián supera los 56 km y está previsto ampliar dicha red hasta alcanzar una extensión suficiente como para poder recorrer en bicicleta toda la ciudad. El proyecto no ha tenido una acogida unánime: junto a quienes se felicitan por ella, hay quienes la critican porque dificulta el aparcamiento en la ciudad y crea en algunos lugares conflictos con los peatones. La red de carriles bici llega hasta los municipios colindantes (Lasarte, Pasajes y Astigarraga), enlazando con sus propias redes ciclistas.

#### Autobuses

##### Urbanos

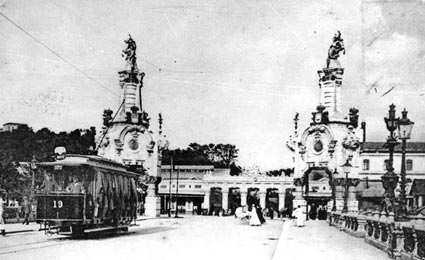
Tranvía de la Compañía del Tranvía de San Sebastián, primera en España en electrificar todos sus servicios de tranvía, cruzando el puente de María Cristina en 1905

El autobús urbano es el principal medio de transporte público municipal de San Sebastián. De dicho servicio se encarga, desde 1886, la Compañía del Tranvía de San Sebastián, que opera bajo el nombre comercial Dbus. En San Sebastián, el uso del autobús urbano por habitante es el más alto de España, dándose en 2015 un índice de 153 viajes por habitante al año. El servicio ofrece más de 30 líneas que abarcan toda la ciudad y un servicio de taxi bus para los barrios altos o a los que no pueden llegar los autobuses convencionales. También dispone de 9 líneas nocturnas para los viernes y sábados de madrugada, y líneas de refuerzo para los días de partido de fútbol y baloncesto.

##### Interurbanos
Para llegar a San Sebastián desde otras localidades de la provincia existen numerosas líneas de Lurraldebus, el servicio de transporte público interurbano en autobús del Departamento de Movilidad y Ordenación del Territorio de la Diputación Foral de Guipúzcoa. Las líneas enlazan la capital con el resto de la provincia, incluyendo el aeropuerto de San Sebastián, y con otras ciudades del País Vasco como Bilbao y su aeropuerto, Lequeitio o Vitoria.

##### Interregionales

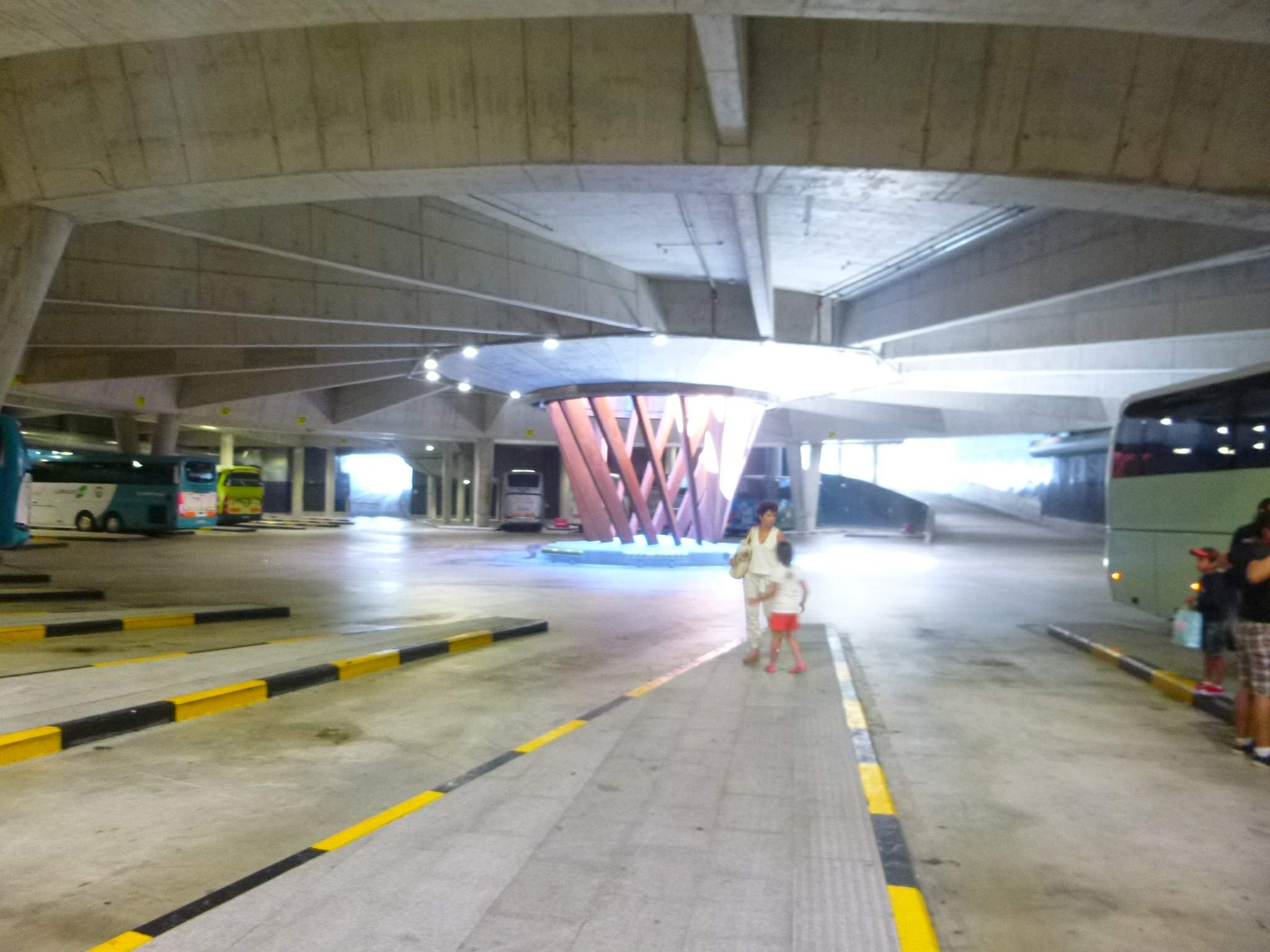
Estación de Atotxa

Las líneas interurbanas, nacionales e internaciones de autobuses tienen como destino la estación de Atotxa, que se encuentra abajo y junto la Estación del Norte de Renfe.

#### Servicios ferroviarios

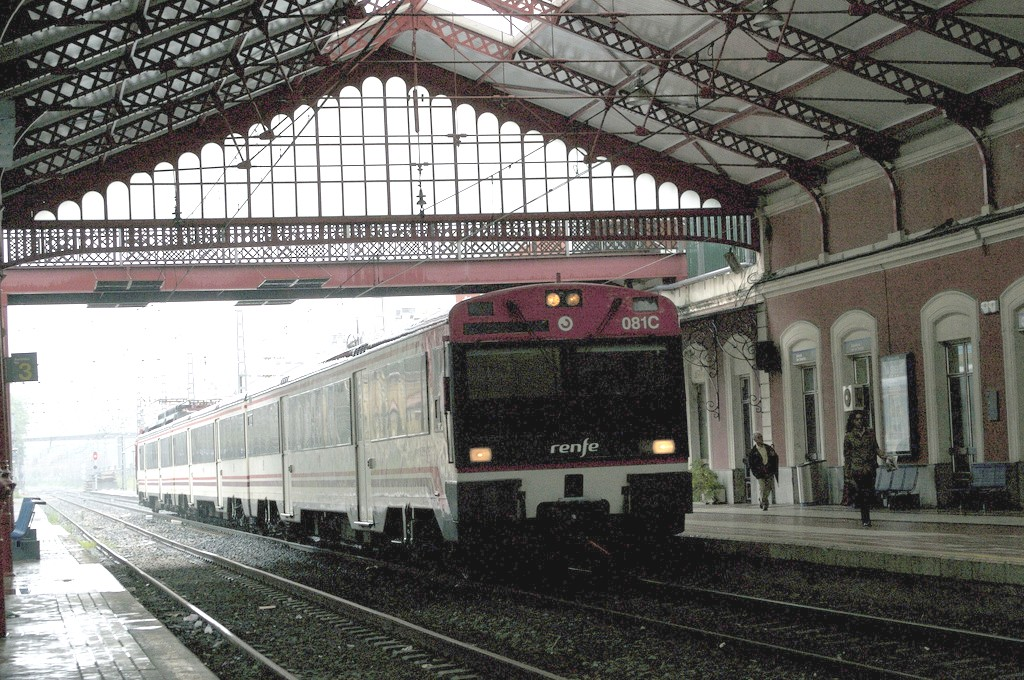
Cercanías de Renfe penetrando en la Estación del Norte, construida en 1864. La marquesina metálica que cubre las vías, que data de 1881, fue realizada en los talleres de Gustave Eiffel. Desde esta estación partió al exilio en París la reina Isabel II tras la Revolución de 1868

En la ciudad existen dos redes diferenciadas: la de ancho métrico (dependiente de Eusko Trenbide Sarea) y la de ancho ibérico+UIC (dependiente de Adif).
Actualmente prestan servicio dos compañías: Euskotren y Renfe.

##### Ancho ibérico e internacional
La compañía estatal Renfe tiene la Estación del Norte como estación principal, así como estaciones en Martutene, Loiola, Gros, Ategorrieta, Intxaurrondo y Herrera. De la Estación del Norte parten dos Alvia diarios a Madrid (por Valladolid), además de diversos servicios diarios de Intercity y otros nocturnos a Madrid (por Pamplona), a Barcelona o a La Coruña. También paran aquí los trenes de Renfe Cercanías, que enlazan distintos puntos de la ciudad con diversos municipios de Guipúzcoa. Está previsto que a esta estación llegue el futuro Tren de alta velocidad en 2023.
Sin embargo, en 2019 la estación será renovada para acomodar los trenes de alta velocidad procedentes de París, que podrán llegar hasta el municipio una vez se termine de renovar la vía a ancho mixto, lo que también permitirá que circulen trenes regionales a Bayona o Burdeos.
Además, a partir de 2020 se liberalizará el sector ferroviario para recorridos de larga distancia, por lo que habrá más compañías que operen en la ciudad.

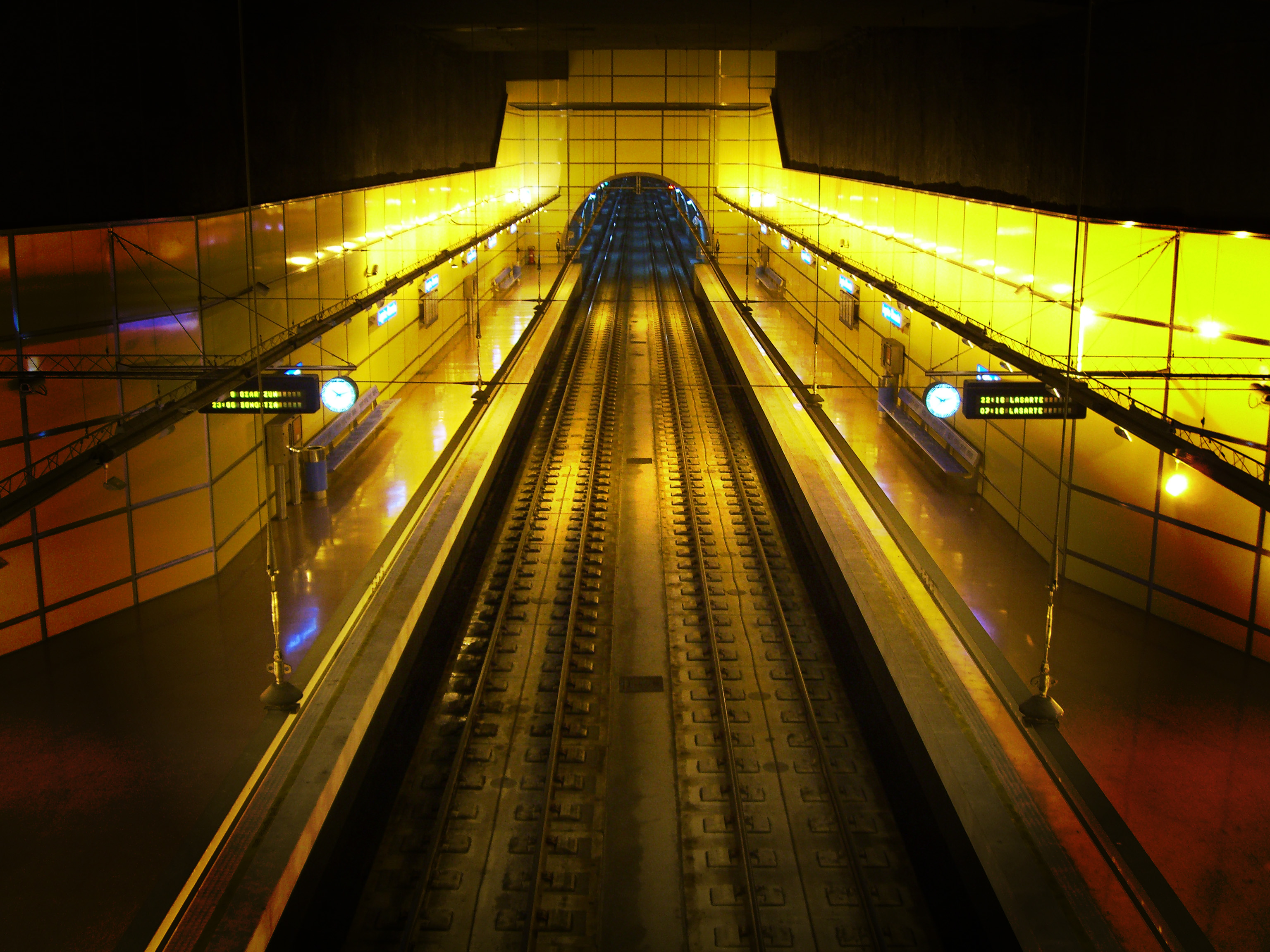
Estación de Euskotren
en Lugáriz, en el barrio de El Antiguo

##### Ancho métrico
La red de ancho métrico es operada por Euskotren, que centraliza sus servicios en la estación de Amara, situada en la plaza Easo. Las otras estaciones de este operador en la ciudad son Errekalde, Añorga, Lugaritz, Anoeta, Loiola, Intxaurrondo, Herrera y Altza. Todas forman parte de la línea de metro denominada Topo, apelativo popular desde su puesta en marcha en el año 1912 como tren de cercanías, debido a que gran parte de su trazado es subterráneo. De la estación de Amara parten trenes en dirección a Lasarte-Oria, Irún y Francia. La última estación del metro es Hendaia, con lo que es habitual tomar este servicio para enlazar con el TGV dirección París.
Euskotren, el Gobierno Vasco y la corporación local también han anunciado que se procederá a la construcción de una estación intermodal entre Cercanías San Sebastián, operado por Renfe, y el metro, a prolongar la línea hasta el centro de la ciudad, con la creación de las nuevas estaciones Centro-La Concha y Benta Berri, así como a la renovación y sustitución de la actual estación central de Amara.
Asimismo parten desde dicha estación los servicios de cercanías-regionales hasta Éibar y Bilbao, haciendo paradas en muchos de los municipios de la costa.
En total, tres líneas ofrecen sus servicios en San Sebastián:
- Línea  Donostia Amara - Bilbao Matiko
- Línea  Lasarte-Oria - Hendaia
- Línea  Amara - Altza (línea urbana)

#### Funicular
El funicular de Igueldo, inaugurado en 1912, enlaza la playa de Ondarreta con el parque de atracciones en la cima del monte Igueldo.
Así mismo, se ha construido un funicular moderno para subir al barrio de Ayete, que conecta el paseo de Morlans con la rotonda de Melodi. El proyecto también ha incluido un ascensor para conectar el paseo de Pío Baroja y el paseo de Ayete.

#### Transporte vertical
El municipio cuenta con numerosos ascensores y escaleras y rampas mecánicas en la ciudad, para facilitar el desplazamiento a los vecinos de los barrios altos, que representan al 50 % de la población. Se trata de la 4.ª ciudad de España con más infraestructura de movilidad vertical (por detrás de Barcelona, Bilbao y Éibar). El plan de movilidad vertical del ayuntamiento tiene, asimismo, localizadas y ordenadas por prioridad futuras actuaciones para construir hasta 43 nuevos ascensores por la ciudad.

##### Ascensores
- Aizkorri-Seminario: compuesto por dos ascensores que conectan las calles Zarautz y Aizkorri.
- Bentaberri: compuesto por dos ascensores que conectan la plaza de Benta Berri y la calle Aizkorri.
- Heriz-Seminario (proyectado para 2018/19): estará compuesto por 4 ascensores que conectarán la calle Escolta Real, el camino de Gantxegi y el paseo de Heriz.
- Funicular de Ayete: conecta el paseo de Morlans con el paseo de Pío Baroja (plaza de Lazcano).
- Ayete: conecta el paseo de Pío Baroja con el paseo de Ayete.
- Hiru Damatxo: conecta la plaza Hiru Damatxo con la calle Lanberri.
- Miramón: conecta dos zonas de la calle Mikeletegi, junto a las torres de Arbide.
- Paseo Nuevo: conecta el puerto de la ciudad con el paseo Nuevo en la zona del Acuario.
- Mundaiz-Cristina Enea: conecta el paseo Federico García Lorca, a la altura del puente de Mundaiz, con el parque Cristina Enea.
- Deusto-Aldunaenea: conecta el paseo del Urumea con la universidad de Deusto.
- Sagüés: conecta la zona de Sagüés con la calle San Blas.
- Egia: conecta la plaza Luis Martín Santos con la avenida del Baztán y la calle Kapitaiñene.
- Azkuene: conecta las calles de Azkuene con la de Juan Carlos Guerra.
- Herrera Norte: conecta la plaza San Luis Gonzaga con la avenida Alcalde José Elosegi, junto a la estación de Herrera del Topo.
- Herrera Sur: conecta el paseo de Txingurri con el paseo de Herrera, junto a la estación de Adif de Herrera.
- Bertsolari Txirrita-Larratxo: compuesto por dos ascensores que conectan el paseo Larratxo con la calle Bertsolari Txirrita.
- Leosiñeta-Larraundi (en construcción para 2018): conectará las calles Leosiñeta y Larraundi. Servirá como continuación de las escaleras mecánicas de Larratxo.
- Buenavista: compuesto por 2 ascensores que conectan la calle Bajo-Berra con el paseo Berra.

##### Escaleras y rampas mecánicas
- San Roque: Compuesto por dos rampas y dos tramos de escaleras, solo de subida. Conectan las calles de Amara, Alto de Amara, San Roque y Beloka. Son las más veteranas de la ciudad.
- Intxaurrondo: Compuesto por cuatro rampas, solo de subida. Conectan los paseos Zubiaurre con Zarategi y la calle de los Luisianos, por la calle Lizardi.
- Larratxo: Compuesto por tres tramos de escaleras, solo de subida. Conecta el paseo Txirrita Bertsolari con el paseo Larratxo y la calle Leosiñeta. Será continuado por el ascensor Leosiñeta-Larraundi.

#### Aeropuerto
El aeropuerto de San Sebastián, que se encuentra en la localidad fronteriza de Fuenterrabía, dispone de vuelos diarios a Madrid y Barcelona, además de otros destinos ocasionales. Según AENA el número de pasajeros en 2011 fue de 248 054, hubo 9562 operaciones y se transportaron 31 966 kg de carga. La ausencia de líneas de bajo coste, así como sus reducidas dimensiones y la existencia de dos aeropuertos cercanos, limitan las posibilidades de uso del aeropuerto. La Diputación de Guipúzcoa y el Ayuntamiento de San Sebastián mantienen negociaciones con el Gobierno central para la ampliación de la pista. Actualmente operan Iberia y Vueling.

### Turismo

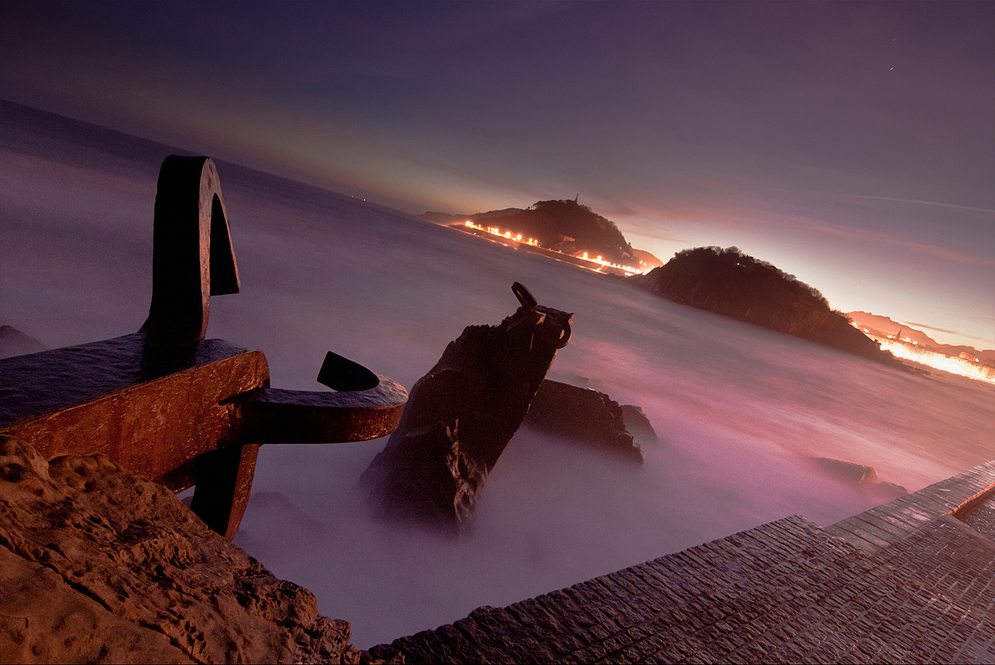
Parte de la bahía de La Concha desde el Peine del Viento de Chillida

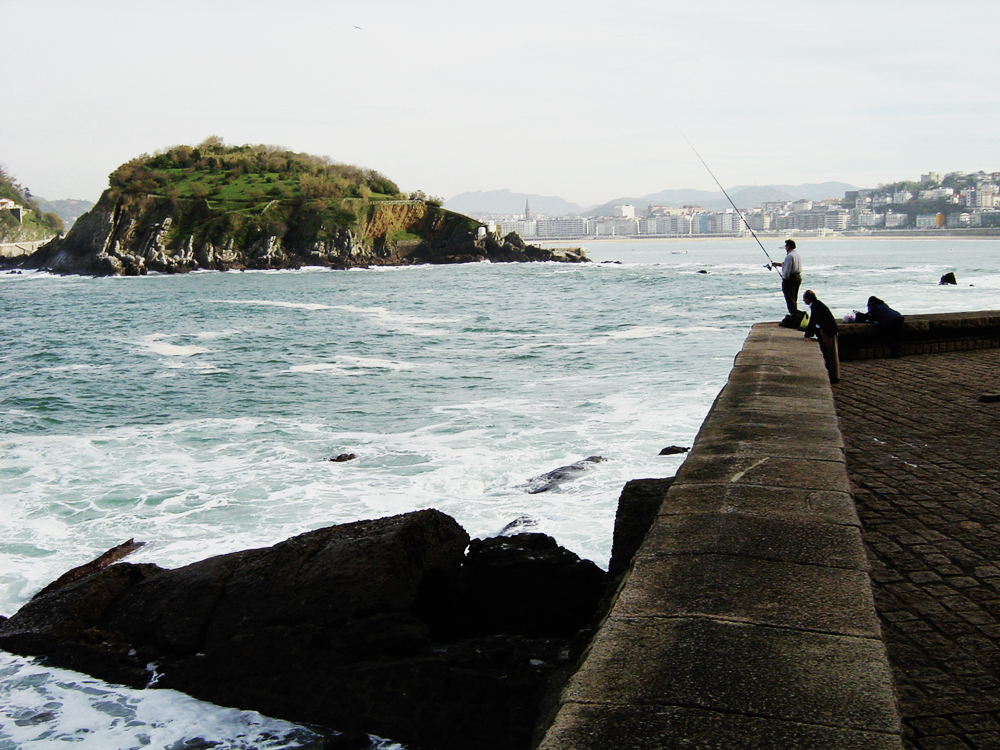
Vista trasera de la isla de Santa Clara y de la bahía de La Concha desde el Peine del Viento

San Sebastián constituye un importante destino turístico tanto en el ámbito español como en el europeo. Son habituales las referencias periodísticas internacionales a las bondades turísticas de la ciudad. De hecho, y a modo de ejemplo, San Sebastián fue elegida por el periódico inglés The Guardian como «una de las cinco mejores ciudades de veraneo» del mundo, junto con Berlín, Estocolmo, Nueva York y Ámsterdam.
Uno de los principales atractivos turísticos de la ciudad es la gastronomía. También lo son los festivales de verano (Jazz, Quincena Musical y Cine). La bahía de La Concha, bordeada por su característica barandilla, es el símbolo turístico de San Sebastián. En el centro de la bahía se encuentra la perla de La Concha, que es la isla de Santa Clara.

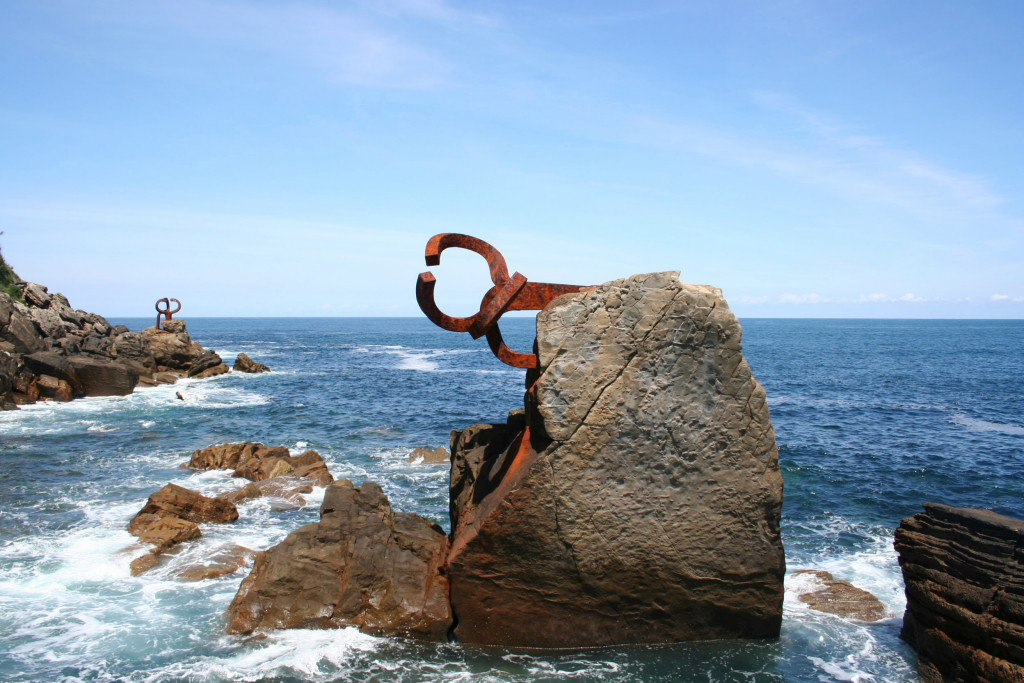
El Peine del Viento, en las faldas del monte Igueldo y junto a la bahía, es uno de los símbolos de la ciudad

Junto a la playa de Ondarreta, y siguiendo hasta el final el paseo que bordea la bahía, se llega al Peine del Viento, un conjunto escultórico elaborado por Eduardo Chillida y convertido en otro de los símbolos de la ciudad. Avanzando en sentido oeste por el paseo de La Concha se encuentra el singular palacio de Miramar, construido en estilo inglés por la casa real española en 1893 y vendido al ayuntamiento en los años setenta. Los jardines del palacio, abiertos al público, ofrecen unas espectaculares vistas a la bahía, al igual que el parque de Atracciones Monte Igueldo, pequeño parque de atracciones de principios del siglo XX desde el que se obtienen unas vistas espléndidas de la bahía. Desde el Peine del Viento hasta Mompás, una salida de tierra al mar bajo el monte Ulía en el extremo oriental de la ciudad, recorriendo la bahía de La Concha, el pequeño puerto, el paseo Nuevo, la desembocadura del río y el paseo de la playa de la Zurriola, puede recorrerse un paseo marítimo de unos 7 km de longitud sin cruzar un solo semáforo.
Los paseos por el centro de la ciudad, la denominada área romántica de la Belle Époque, cuyas calles principales están totalmente peatonalizadas, y junto al río Urumea, son otro de los puntos fuertes de la oferta turística de San Sebastián. Son reseñables los edificios de la Diputación Foral de Guipúzcoa (inspirado en el edificio de la Ópera de París), la catedral del Buen Pastor y los edificios de Correos y el centro cultural Koldo Mitxelena, situados en la misma plaza, o el ayuntamiento (antiguo casino). En la parte vieja son destacables el Museo San Telmo, la iglesia de Santa María y la parroquia de San Vicente. Junto a la desembocadura del río se encuentran el teatro Victoria Eugenia y el hotel María Cristina, que configuran uno de los conjuntos monumentales más atractivos de la ciudad. Cruzando el río por el puente de María Cristina, el más vistoso de los puentes donostiarras, se encuentran la estación del Norte y las villas de estilo puramente francés situadas al borde del río.

## Ciudades hermanadas
La ciudad de San Sebastián está hermanada con seis ciudades (2021).
- Bojador, campos de refugiados de la provincia de Tinduf
- Marugame
- Plymouth
- Reno
- Trento
- Wiesbaden